# Собака

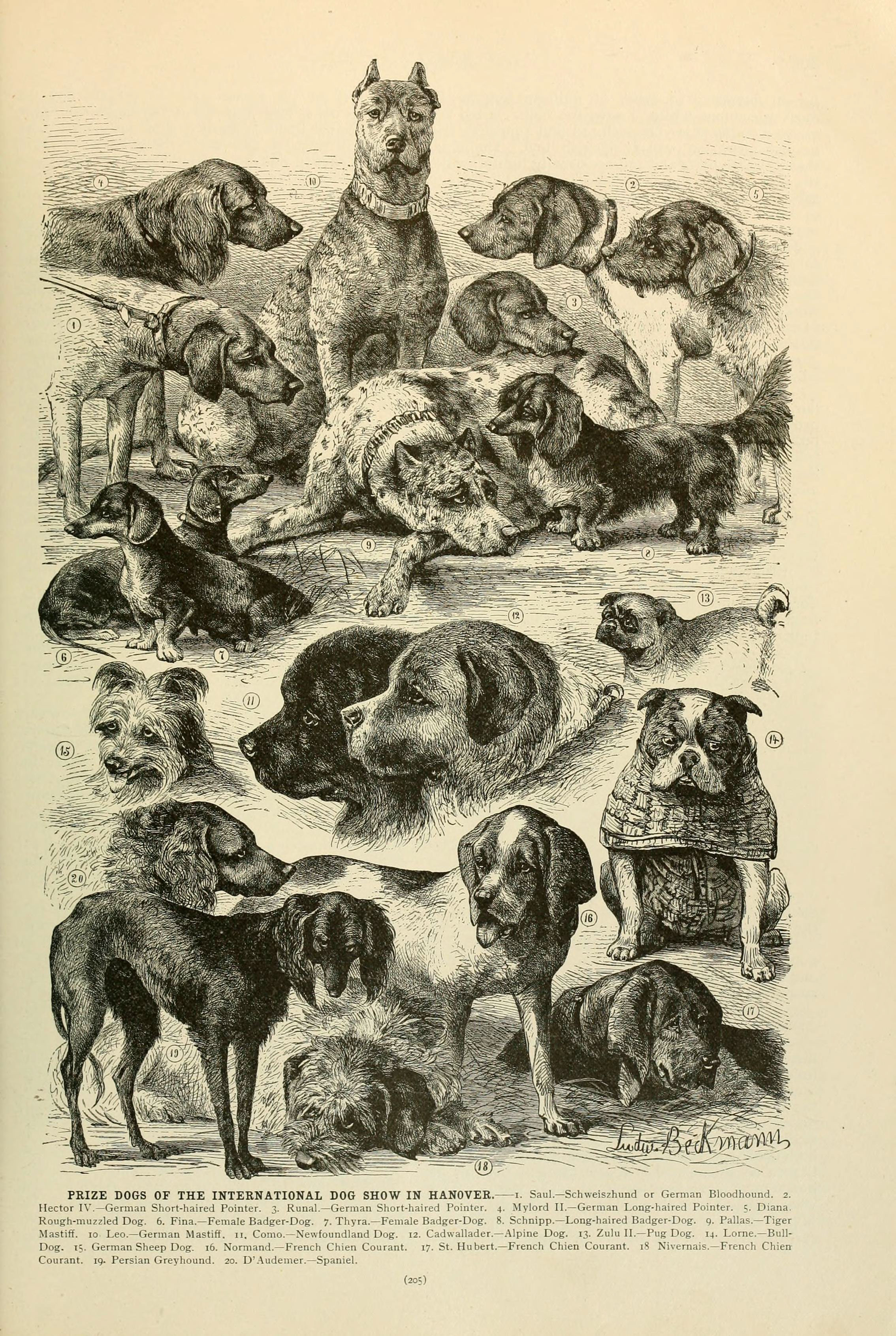
Призовые собаки на международной выставке в Ганновере, 1895 год

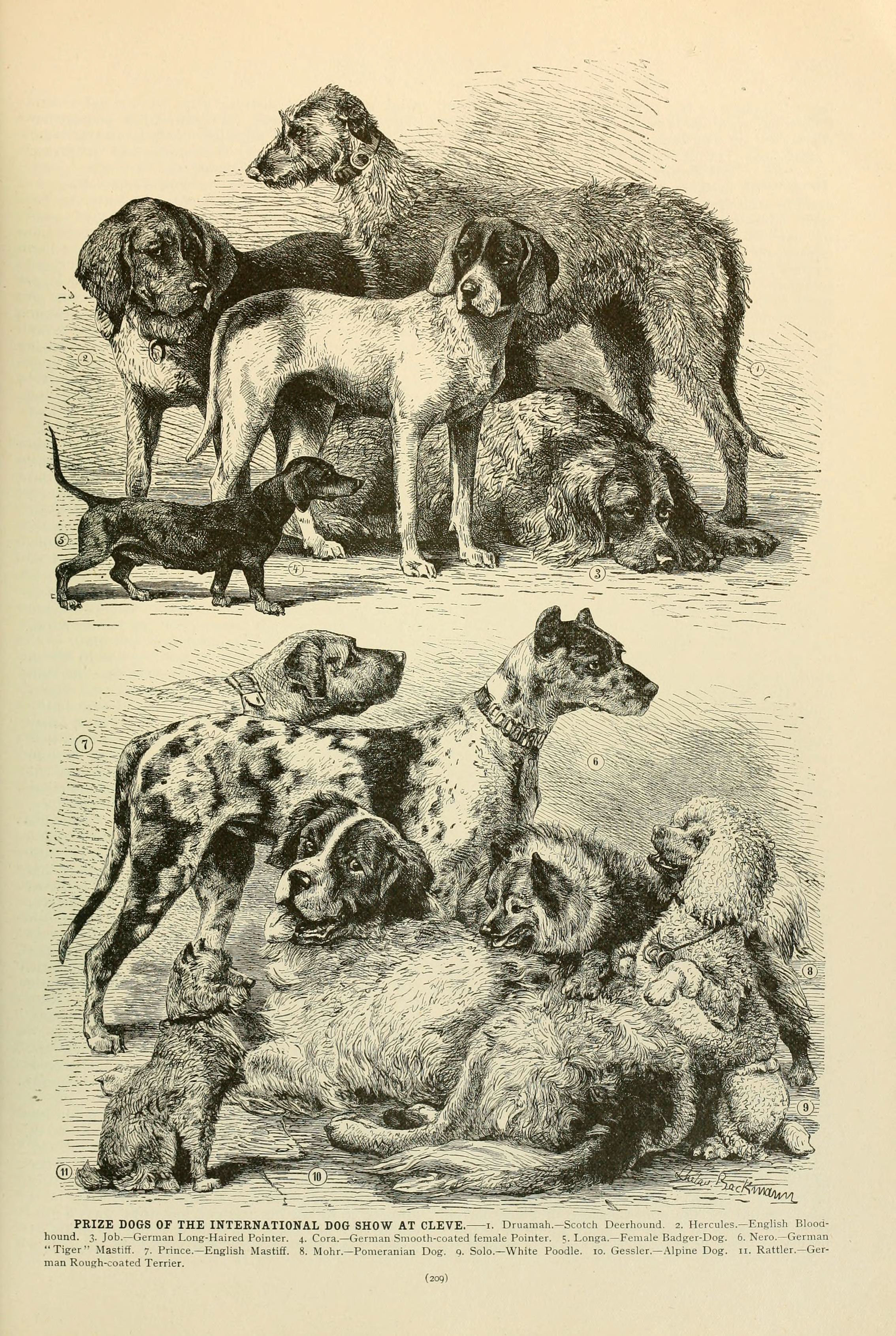
Призовые собаки на международной выставке собак в Клеве, 1895 год

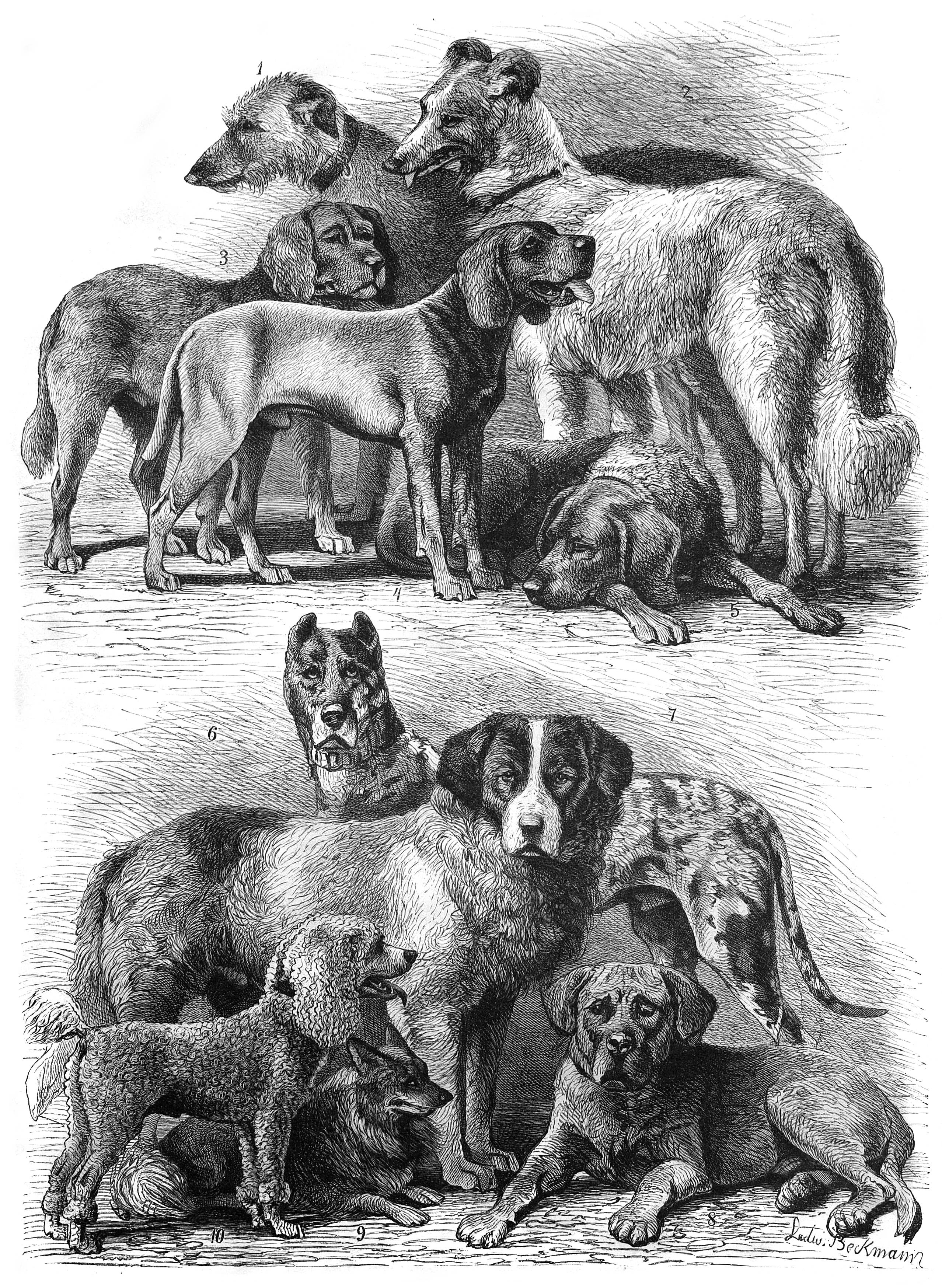
Премиальные собаки на собачьей выставке Клеве, 1881 год

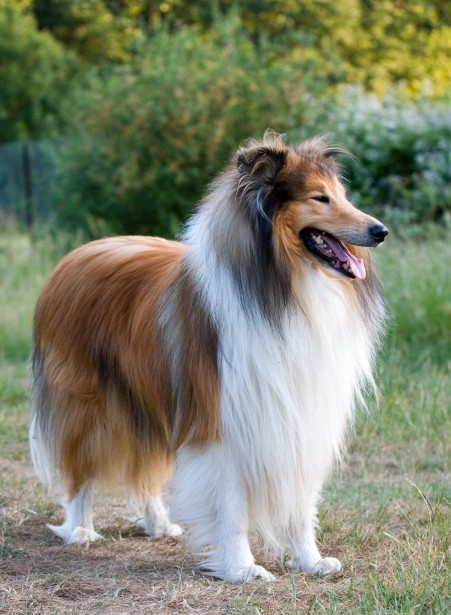
Колли длинношёрстный

Соба́ка, или дома́шняя соба́ка (лат. Canis familiaris, или лат. Canis lupus familiaris), — домашнее животное, одно из наиболее популярных (наряду с кошкой) животных-компаньонов.
С зоологической точки зрения, собака — плацентарное млекопитающее отряда хищных семейства псовых. Домашняя собака была описана как самостоятельный биологический вид Canis familiaris Линнеем в 1758 году; в настоящее время данное научное название признаётся организациями, такими как Американское общество маммологов. Некоторые источники (например, ITIS и MSW3) признают собаку подвидом волка (Canis lupus familiaris).
Собаки известны своими способностями к обучению, любовью к игре, социальным поведением. Выведены специальные породы собак, предназначенные для различных целей: охоты, охраны, тяги гужевого транспорта и другого, а также декоративные породы (например, болонка, пудель).
В русскоязычных письменных источниках слово «собака» в значении соответствующего животного встречается по крайней мере с 1475 года (начиная с грамоты князя Андрея Васильевича Меньшого Кириллову монастырю). При необходимости разграничения собак по полу употребляются термины «кобе́ль» (самец) и «су́ка» (самка); в обиходной речи — «пёс» и «собака», соответственно. Детёныши собаки называются «щенками» или «кутятами».

## Происхождение слова
Происхождение слова «собака» точно не установлено, однако его связывают с иранскими языками — например, похожее слово spaka, близкое древнеиндийскому svaka («волк»), обнаруживается в мидийском языке. Слово «собака» встречается в памятниках древнерусской письменности XII в., но, вероятно, оно использовалось в устной речи и раньше.

## Происхождение и история одомашнивания
Имеется несколько гипотез происхождения собаки, наиболее вероятными её предками считаются волк и некоторые виды шакалов.
В суждениях учёных о предках домашней собаки присутствуют две точки зрения. Одни считают, что собаки — полифилетическая группа (происходящая от нескольких предков), другие придерживаются мнения, что все собаки произошли от одного предка (монофилетическая теория).
Этолог Конрад Лоренц, лауреат Нобелевской премии, выдвинул в своё время теорию о происхождении собак от волков и от шакалов, подчёркивая диаметральные различия между их характерами и повадками.
На происхождение собаки от волка указывают комплексные результаты сравнительного анализа хромосом, поведения, морфологии, вокализации и результаты молекулярно-генетического анализа.

### Ранний период одомашнивания
Собака является древнейшим из всех домашних животных. Учёные сходятся на том, что собака была одомашнена в Старом Свете в эпоху верхнего палеолита; однако по поводу точного места, временно́го отрезка и причин одомашнивания собаки в научной среде до сих пор единого мнения нет. Наскальные изображения, рисунки и находки археологов позволяют учёным делать некоторые выводы и предположения.
В Волго-Окском междуречье собака представлена на всём протяжении мезолита и, по мнению археологов, являлась единственным домашним животным. Мезолитические собаки отличались крупными размерами и мощными челюстями. Судя по следам разделки на костях, местное население употребляло собак в пищу. Использовались шкуры и кости (для изготовления игольников). Основная роль собаки этого периода — помощник на охоте.

#### Сценарии одомашнивания
Существуют разные сценарии начала одомашнивания волка. В одном из них инициатива одомашнивания волка принадлежала человеку, в другом — волк сам начал осваивать новую экологическую нишу вблизи стоянок первобытного человека, то есть происходило его «самоодомашнивание». Вероятно, её пионерами могли быть очень редкие, уникальные по поведению особи, наиболее толерантные к человеку. Первая группа таких животных могла быть сильно инбридирована и подвержена процессам генетического дрейфа. Размноженная в числе эта начальная популяция и могла, как предполагают некоторые учёные, дать миру всё разнообразие собак. Это предположение было выдвинуто на основании исследований мтДНК, которые выявили небольшое число митохондриальных родословных, что могло указывать на ограниченное число основателей одомашнивающих событий.
Но в то же время не было найдено корреляции между мт-гаплотипами и принадлежностью собак к породе. Это может служить свидетельством того, что породная дифференциация начиналась и происходила в генетически разнообразных популяциях примитивных пород, которые были широко распространены по всему миру. Исследования на уровне ядерной ДНК выявили большое генетическое разнообразие собак. Эти данные также предполагают, что генетический пул современных собак произошёл от разнообразного генного пула, что, в свою очередь, может указывать на многократные независимые события одомашнивания волка в разных местах и в разное время. Несмотря на то, что современные данные предполагают возникновение собак в Юго-Восточной Азии около 12—15 тыс. лет назад, в Западной России в это же время уже были дивергировавшие от волка собаки.
Пока точно нельзя сказать, то ли одомашнивание человеком волка вызвало расхождение собаки с её предком, то ли это расхождение стало результатом эволюционного пути собаки, предшествующего одомашниванию человеком. У второй точки зрения есть свои сторонники. Ими были биологи Раймонд и Лорна Коппингеры. Иными словами, согласно этой теории, человек не одомашнивал волка по собственной инициативе; первый шаг был сделан волками, по каким-либо причинам отвергнутыми основной стаей и перебравшимися ближе к человеческому жилью, где можно было прокормиться отбросами. Этим особям было необходимо не только не нападать на человека, но и завоёвывать его доверие и симпатию. То есть собака как бы «приручила сама себя».
Митье Жермонпре предполагает, что наши предки-охотники могли приручить щенков убитой волчицы. Канадский биолог Сьюзан Крокфорд (англ. Susan Crockford)) из университета Виктории полагает, что одомашнивание произошло самостоятельно.
Существуют находки окаменелых костей волка 100 тысяч лет до н. э., которые обнаружены в местах хозяйственной деятельности человека.

#### Генетические данные
Научное изыскание 2007 года на основе молекулярно-генетических методов Роберта К. Уэйна и его коллег из Калифорнийского университета об изменчивости ДНК показала, что отделение общего предка собак от волков произошло в ходе эволюции около 135 тыс. лет назад.
В 2009 году шведский биолог Петер Саволайнен с коллегами из Королевского технологического института в Стокгольме, Швеция, проанализировав Y-ДНК собак разных пород с разных континентов, считают, что процесс одомашнивания происходил в Китае к югу от реки Янцзы и Юго-Восточной Азии, приблизительно 16 300 лет назад. Американский биолог Роберт Уэйн полагает, что это произошло минимум 40 тысяч лет назад.

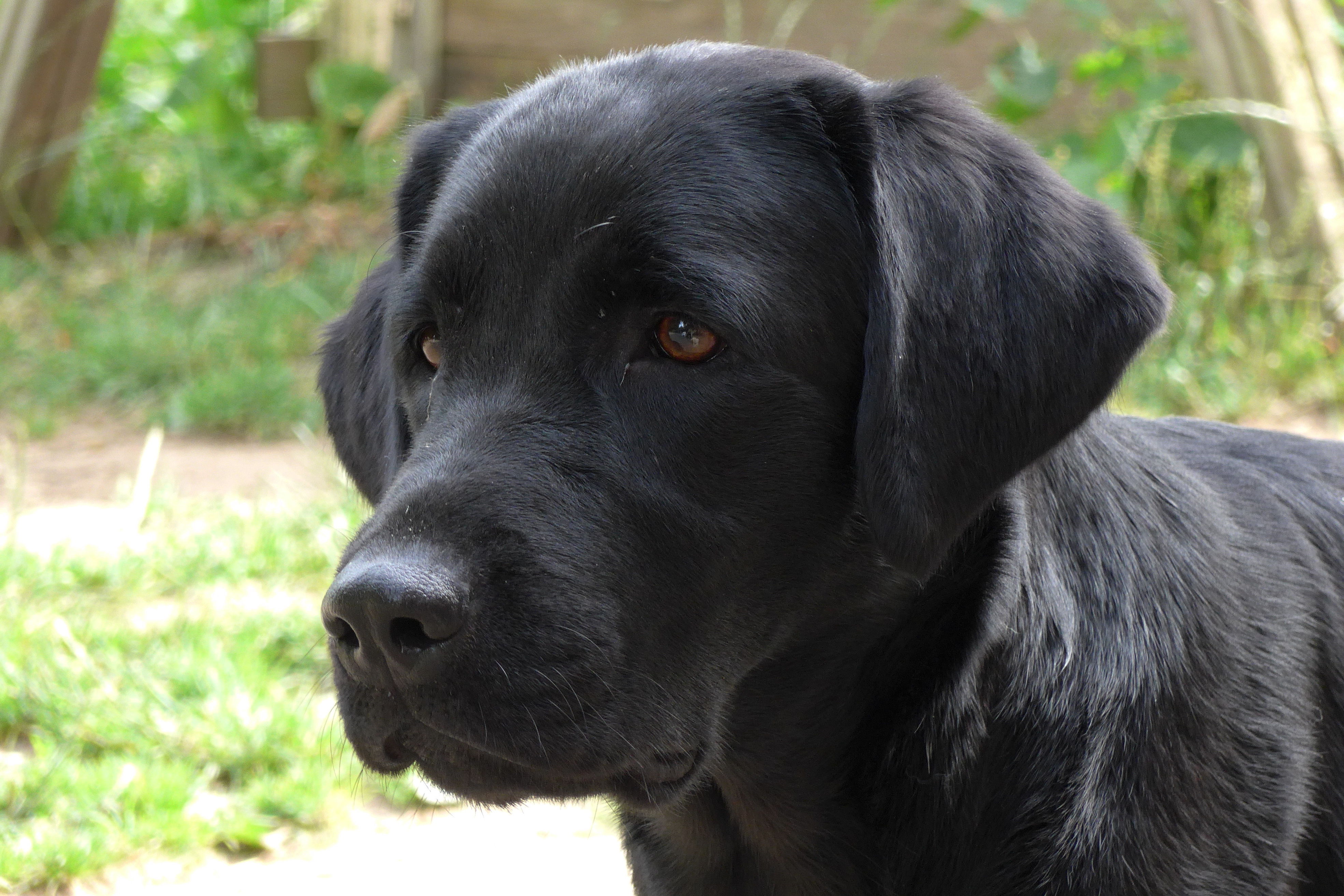
Чёрный лабрадор

Проведённый группой Олафа Талманна (университет Турку) в 2013 году генетический анализ 18 митохондриальных геномов древних псовых из Старого и Нового Света, живших от 1000 до 36 000 лет назад, показал, что родиной современных домашних собак с большой вероятностью является Европа, а не Средний Восток или Восточная Азия. Предположительная дата одомашнивания собаки варьируется от 18,8 до 32,1 тыс. лет назад. Исследователи полагают, что более древние представители домашних собак (такие, как псы из пещер Разбойничья и Гойе), могут представлять собой «образцы» единичных, более ранних эпизодов одомашнивания волков.
В октябре 2015 года группа американских учёных опубликовала результаты работы: родиной собак в Центральной Азии является территория от Непала до Монголии. В декабре 2015 года группа шведского генетика Петера Саволайнена провела полногеномный анализ 46 собак и 12 волков со всего мира и пришла к выводу, что отделение собак в самостоятельный подвид волков произошло около 33 тысяч лет назад на юге Восточной Азии.
Анализ полных геномов 27 древних собак показал, что 10,9 тыс. л. н. (возраст архангельской собаки с мезолитической стоянки Веретьё 1 на реке Кинема) в Европе, на Ближнем Востоке и в Сибири существовало как минимум пять основных генетических линий домашних собак, отличных друг от друга. Исследование митохондриальной ДНК самой старой домашней собаки в Америке (из Аляски) возрастом 10,15 тыс. л. н. показало, что линия её предков отделилась от линии остальных собак 16,7 тыс. л. н. Факт того, что эта собака питалась рыбой и объедками тюленей и китов свидетельствует в пользу того, что первая миграция собак и людей в Америку шла по северо-западному тихоокеанскому прибрежному маршруту, а не по центральному континентальному коридору.

#### Археологические данные

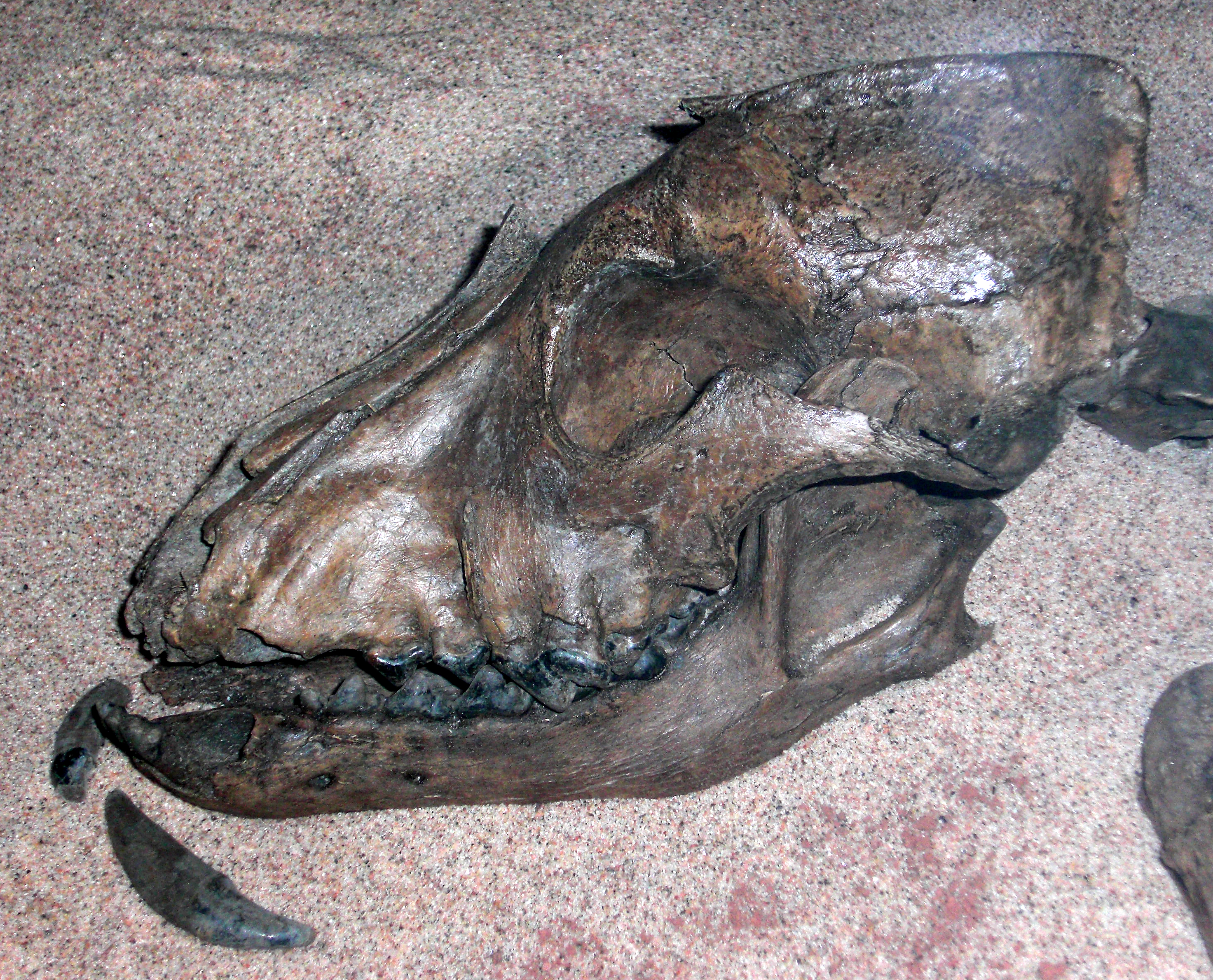
Ископаемые остатки древней собаки в Швеции, 9,3 тыс. лет до н. э., мезолит.

Ископаемые остатки доисторических собак были найдены в человеческих пещерах по всему миру.
Ранее на основании археологических находок чаще всего учёными назывались даты одомашнивания собак 13—15 тыс. лет до н. э.
Сейчас ряд исследователей считает, что собаку приручили ещё в начале верхнего палеолита представители ориньякской культуры.
Так, палеонтологи Королевского музея естествознания Бельгии во главе с Митье Жермонпре (Mietje Germonpré) указывают дату 31,7—36,5 тыс. лет до н. э. Эти выводы сделаны на основании последних находок, остатков доисторической собаки в пещере Гойе (Goyet). Примечательно, что строение черепа доисторических собак значительно отличается от доисторических волков.
Ископаемые остатки найдены также у Алтайских гор в Сибири, возраст домашней собаки из алтайской пещеры Разбойничья, найденной ещё в 1975 году Н. Д. Оводовым, был оценён в 33,5—34 тыс. лет.
В Чехии (Пршедмости) возраст остатков датируется 24—27 тыс. лет до н. э., Украине — 15 тыс. лет до н. э., в Америке, штат Юта — 11 тыс. лет до н. э., Китае — 7—5,8 тыс. лет до н. э.
Отсутствие более ранних археологических находок предков современных собак может быть связано с отсутствием мест захоронения, поясняет доктор Пол Такон, главный научный сотрудник Австралийского музея ископаемых и минералов. Первые захоронения возникли после того, как древние люди стали образовывать стоянки и поселения, до этого человек вёл кочевой образ жизни.
Из археологических находок следует, что древние собаки варьировались по размерам. Остатки собак палеолита высотой 45—60 см были обнаружены на Ближнем Востоке, в Ираке, Израиле (Хайоним), Сирии, крупных собак (выше 60 см) нашли в Германии (Kniegrotte), в России (стоянка Елисеевичи 1), Украине (Мезин), маленькие, менее 45 см, в Швейцарии (Hauterive-Champreveyres в Отриве), во Франции (Сен-Тибо-де-Куз, Pont d’Ambon в Бурдее), Испании (Erralla в Сестоне) и Германии (Оберкассель, Чёртов мост в Обернице и Ёлькниц).
Изучение износа зубов псовых возрастом 28,5 тыс. л. н. из Пршедмости показало, что они принадлежали двум разным типам — волкоподобным собакам и протособакам, имевшим разный рацион питания. В диете протособак было больше костей, которые они подбирали у границ человеческого поселения, в диете же волкоподобных собак было больше мяса.

#### Применение одомашненных собак
Обычно считают, что первоначально собака служила человеку как сторожевое животное, но весьма скоро стала использоваться и на охоте.
Именно охотничьи качества собаки, как считают антропологи[кто?], стали основным фактором её одомашнивания. Древние люди в борьбе за выживание искали наиболее совершенные методы добычи пищи.
Гипотеза об использовании собак для повышения эффективности охоты древним человеком экспериментально была подтверждена в 2004 году финскими учёными.
Также домашние собаки использовались человеком для охраны и пастьбы скота. До сих пор наиболее распространены породы собак, изначально выведенные для охраны стада от волков и других хищников, а также для помощи в передвижении и сортировке голов домашнего скота.

#### Социокультурные аспекты одомашнивания
Культурный процесс одомашнивания собак начался, когда животные стали интегрироваться в социальную структуру человеческого общества.
Как только люди перешли к оседлости и начали заниматься сельским хозяйством, они начали разведение своих собак для различных целей: пасти стада, охранять жилища и различных видов охот. Исследования ДНК показали, что изменение диеты собаки, включение в неё крахмала (в составе продуктов сельского хозяйства), было важным этапом одомашнивания и привело к изменениям в ключевых генах метаболизма крахмала.
В поселениях человека собака — кроме охранной функции (лай при приближении чужих) — играла также санитарную роль, поглощая остатки человеческой пищи, в холодные ночи служила как источник тепла. Таким образом, для ранних человеческих групп совместное проживание с собаками повышало шансы выживания.
Антрополог Пол Такон и биоархеолог Колин Пардо, изучающие совместное прошлое человека и собаки, считают, что тесное сотрудничество ранних групп людей с животными повлияло на психологию людей, их территориальное поведение: люди стали отмечать свою территорию и переняли групповые методы охоты.
О восприятии собаки на культурном уровне говорят археологические находки по всему миру [где?], в которых учёные обнаруживают погребения человека вместе со своими собаками. Животных не убивали следом за умершим хозяином, а хоронили после, когда животные умирали естественной смертью. Например, такая могила обнаружена в республике Хакасия (VII—III века до н. э.) на территории, которую занимали сибирские скифы-тагарцы.
Доцент кафедры антропологии Роберт Лоузи (англ. Robert Losey) из Университета Альберты (Канада) отмечает: «Люди видели в собаке социальное существо, о чьей душе надо позаботиться после смерти».

## Исследования ДНК
Эволюция собак, их происхождение сегодня изучаются и на молекулярном уровне. Есть много подтвержденных исследований ДНК собак.
Консорциум под руководством профессора сравнительной геномики Керстин Линдблад-Тох (англ. Kerstin Lindblad-Toh) в Институте Броада (англ. Broad Institute) установил, что геном собак состоит из 39 пар хромосом и 2,4 миллиарда нуклеотидных оснований ДНК.
Учёными также обнаружено около 400 наследственных заболеваний собак, большинство из выявленных недугов имеет аутосомно-рецессивный тип наследования. Это значит, что для передачи болезни щенкам оба родителя должны сами быть генетическими носителями болезни.
Многие болезни собак аналогичны заболеваниям людей, что делает их удобной моделью в медицине, эмбриологии и эволюционной биологии.
Американский биолог Р. Уэйн (англ. Robert Wayne) провёл серию работ по исследованию ДНК среди собак разных пород и диких представителей семейства псовых. Выяснилось, что раньше других от общего предка отделились австралийские динго: у них самый древний тип митохондриальных ДНК. Далее следуют примитивные породы: парии Ближнего Востока и африканские басенджи. Уникальная генетическая структура оказалась у эскимосских ездовых собак: их ДНК столь древняя, что скорее схожа с ДНК динго, нежели волков, за исключением собак, или других пород собак. Это свидетельствует о том, что люди привели собак на Крайний Север вместе с собой, а не вывели их повторно, одомашнив полярного волка. Собаки и волки относятся к монофилетическим таксонам, которые образуют две сестринские клады.
При помощи изучения ДНК собак прослеживаются не только пути распространения животных на континентах, степень родства тех или иных пород, но и история народов, миграция.
Наибольшее генетическое разнообразие собак существует в регионах с давними традициями собаководства, по данным учёных, это территории Восточной Азии, Китая, Тибета, Кореи, Таиланда, Камбоджи и Японии.
Анализ ДНК показывает, что корейские собаки, такие, как джиндо (англ. Jindo) и сапсари (англ. Sapsaree), попали в Корею из северных регионов Восточной Азии. У разных пород геномы совпадают на 99,85 %, остаток в 0,15 % обеспечивает всё разнообразие пород собак.
Различия между кластерами пород собак оказались намного больше, чем различия между людьми с разных континентов.
В 2015 году у собак с мезолитической Жоховской стоянки (8,7 тыс. лет назад) и полуострова Аачим (1,75 тыс. лет назад) генетиками была определена митохондриальная гаплогруппа A.
Исследование в 2016 году полного генома собаки из окрестностей Ньюгрейнджа (Ирландия), жившей 4,8 тысячи лет назад, и 59 митохондриальных ДНК собак, живших от 14 000 до 3000 лет назад, показало, что восточноазиатские собаки произошли от своих диких собратьев несколько тысячелетий спустя после первого одомашнивания. После этого они, скорее всего, были перевезены в Европу, где частично заменили собак, одомашненных там во времена палеолита. Большинство древних европейских собак (63 %) из этого исследования (3,04—8,99 тыс. лет назад) имели либо митохондриальную гаплогруппу C (в том числе собака из Ньюгрейнджа), либо гаплогруппу D (20 % соответственно), в то время как современные европейские собаки имеют либо гаплогруппу A, либо B (64 % и 22 %, соответственно). А большинство самых древних собак данного исследования (9,0—14,7 тыс. лет назад) имели тоже гаплогруппу C и на втором месте у них была гаплогруппа A. Собаки из Херксхайма (Германия, 7 тыс. л. н.), пещеры Вишнёвого дерева (Cherry Tree Cave) в Киршбаумхоле (Германия, горный массив Франконский Альб, 4,7 тыс. л. н.), Картстейна в Германии (12,500 тыс. л. н., Kartstein Cave dog) и Ньюгрейнджа входят в состав субклады C1, но образуют отдельную раннюю субгаплогруппу и не входят в состав субклад C1b и C1a. Разделение собак и волков по данным мтДНК на 2017 год произошло от 36,9 до 41,5 тыс. л. н. Около 17,5—23,9 тыс. л. н. произошло разделение домашних собак на две ветви, одна из которых дала начало собакам Восточной Азии, а другая — собакам Европы, Африки, Западной Азии и Южной Азии.
Митохондриальные гаплогруппы, определённые у 99 собак из 37 разных точек Евразии (от верхнего палеолита (от 12 до 40 тыс. л. н.) до бронзового века (4—3 тыс. л. н.), показали, что на территории Европы до неолита, преобладала гаплогруппа C, в постнеолите в Европе появляются митохондриальные гаплогруппы D, A и B. При этом собак с гаплогруппой D было больше в Юго-Восточной Европе, что совпадает с путём расселения людей с Ближнего Востока по Европе. В Западной и Северной Европе митохондриальная гаплогруппа C сохраняется по крайней мере в энеолите.
TMRCA всех собак и волков по митохондриальной ДНК оценивается примерно в 152 тыс. л. н. (95%-й доверительный интервал 231—111 тыс. л. н.). TMRCA для митохондриальной клады A составляет около 34 тыс. л. н., для клады B — примерно 6,5 тыс. л. н., для клады C — примерно 22,5 тыс. л. н., для клады D — примерно 3,5 тыс. лет назад.
Большинство древних собак (18 из 26) из бассейнов рек Хуанхэ и Янцзы, живших 7000—2000 лет назад, принадлежали к митохондриальной гаплогруппе A1b, которая встречается с высокой частотой у современных австралийских динго (100 % относятся к субкладу A1b4) и доколониальных тихоокеанских островных собак (95 % относятся к субкладу A1b2), но в современном Китае встречается с низкой частотой. После их расселения в Южном Китае, а затем в Юго-Восточной Азии, Новой Гвинее и отдалённой Океании, они на территории современного Китая за последние 2000 лет были в значительной степени заменены собаками, принадлежащими к другим митохондриальным гаплогруппам, особенно в Северном Китае, где современные собаки в основном относятся к митохондриальной гаплогруппе A1a и редко к A1b. У остальных 8 собак из бассейнов рек Хуанхэ и Янцзы определены митохондриальные гаплогруппы A5, A6 и одна не назначенная A.
У домашних собак выделяют 5 Y-хромосомных гаплогрупп: HG1, HG3, HG6, HG9 и HG23. По данным генетиков, изучавших Y-хромосомы собак, Y-хромосомный гаплотип породы басенджи (африканская нелающая собака) относится к сестринской ветви по отношению к гаплотипам остальных домашних собак. Собаки динго несут уникальную Y-хромосомную гаплогруппу H60, которая произошла от Y-хромосомной гаплогруппы H5.
В 2016 году исследование генома 13 древних собак c 8 стоянок (Narva I, Isacea, Borduşani-Popină, Hârşova, Bercy, Twann, Ulug Depe, Bury), живших от 15 до 4 тыс. лет назад, показало, что начиная с 6,5 тысячи лет назад до настоящего времени в геноме собак закрепились мутации, которые позволили им питаться богатой углеводами пищей — выявлено большое число копий (до 20) гена Amy2B, кодирующего панкреатическую амилазу, необходимую для расщепления крахмала до простых сахаров. 60 % волков и большинство австралийских динго имеют по 2 копии этого гена, у сибирских хаски и 40 % волков — от 3 до 8 копий, у большинства современных собак имеется более 8 копий гена Amy2B (до 34). Появление Amy2B у собак авторы исследования связывают с распространением сельского хозяйства и приспособлением собак к богатой крахмалом диете.
Полногеномный анализ ДНК собаки с мезолитической Жоховской стоянки и современных ездовых собак (гренландские ездовые собаки, аляскинские маламуты, аляскинские и сибирские хаски) позволил сделать вывод о генетической преемственности в арктических породах собак, по крайней мере, в течение последних ~9500 лет, устанавливая нижнюю границу происхождения линии ездовых собак.

## Распространённость в мире

### В России
По данным опроса Фонда «Общественное мнение», проведённого в 2006 году в 100 населённых пунктах и 44 областях России среди 1500 респондентов, владельцев домашних животных, собак содержит 41 % россиян. При этом процент владельцев собак от общего числа жителей заметно зависит от места жительства, в целом, обратно пропорционально размеру населённого пункта, от 70 % в сёлах до 11 % — в крупных городах.

### В США
Согласно национальному опросу, проведённому в 2007—2008 годах, 63 % американских семей содержат домашних животных, что составляет 71,1 млн домохозяйств. Из них 44,8 млн являются владельцами собак, общее количество собак — 77,5 млн.

### В Китае
В коммунистическом Китае содержание собак, как и других домашних питомцев, раньше было запрещено и рассматривалось как буржуазная роскошь. Однако в 1990-х годах отношение к собакам в этой стране изменилось. Например, в Пекине, где иметь собаку было запрещено законом 1983 года, городское правительство в 1994 году отменило запрет, но ввело определённые ограничения. С того времени в Китае наблюдается увеличение числа владельцев собак, животные стали символом статуса владельца. Если ранее в Пекине практически не было собак-компаньонов, то в 2010 году зарегистрировано 900 тыс., в Шанхае — 740 тыс. всего в стране — 27 млн.

### В Японии
По данным исследования, опубликованным Ассоциацией по производству кормов для животных, 18,9 % домохозяйств содержит собак, 29 % из них достигли 10 лет, происходит «старение популяции», в связи с чем 90 % японцев беспокоит здоровье своих питомцев. В исследовании принимали участие 4666 респондентов.

### В Иране
Традиционно негативное отношение в Исламской республике Иран к содержанию собак в качестве домашних животных ослабевало по мере того, как средний класс горожан всё больше перенимал западный образ жизни. Гонения на владельцев собак снова усилились после обострения гражданского конфликта в ходе выборов 2009 года. В парламент был подан законопроект, рассматривающий домашних собак как санитарную угрозу и «культурную проблему».
Традиционно в связи с религиозными воззрениями в исламских странах к собакам относятся с неприязнью.
В Иране существуют законы, запрещающие выгул собак в публичных местах, проезд на общественном транспорте.
Мусульмане, живущие в западно-европейских странах, выступают за запрет содержания собак.

## Породы собак

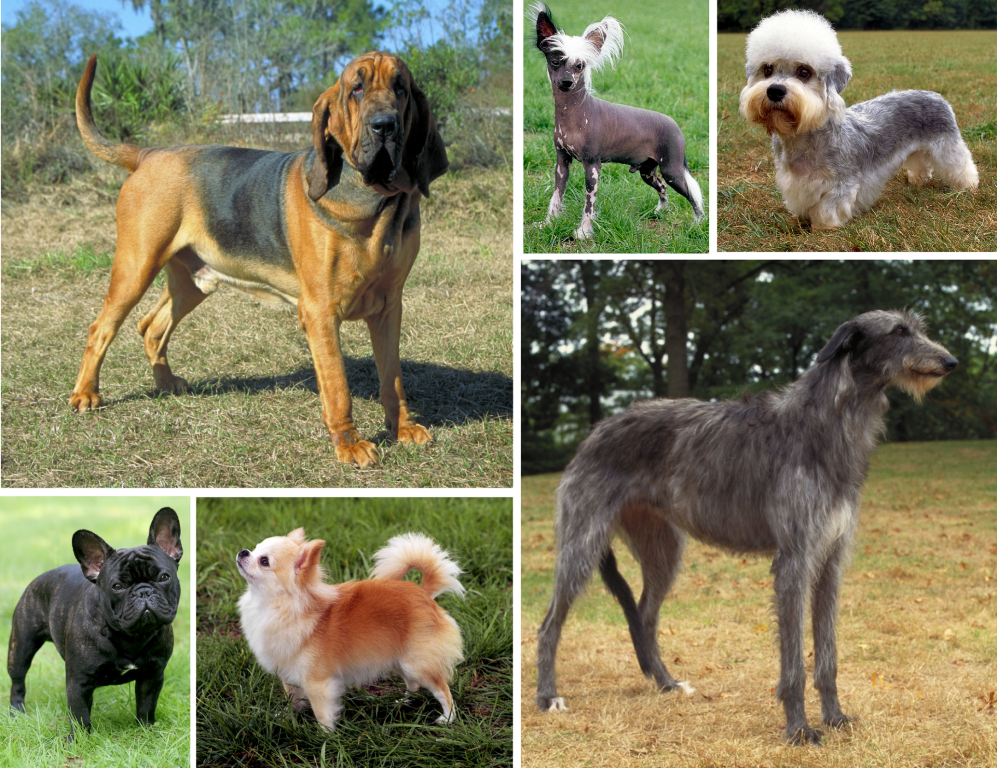
Морфологическая изменчивость собак

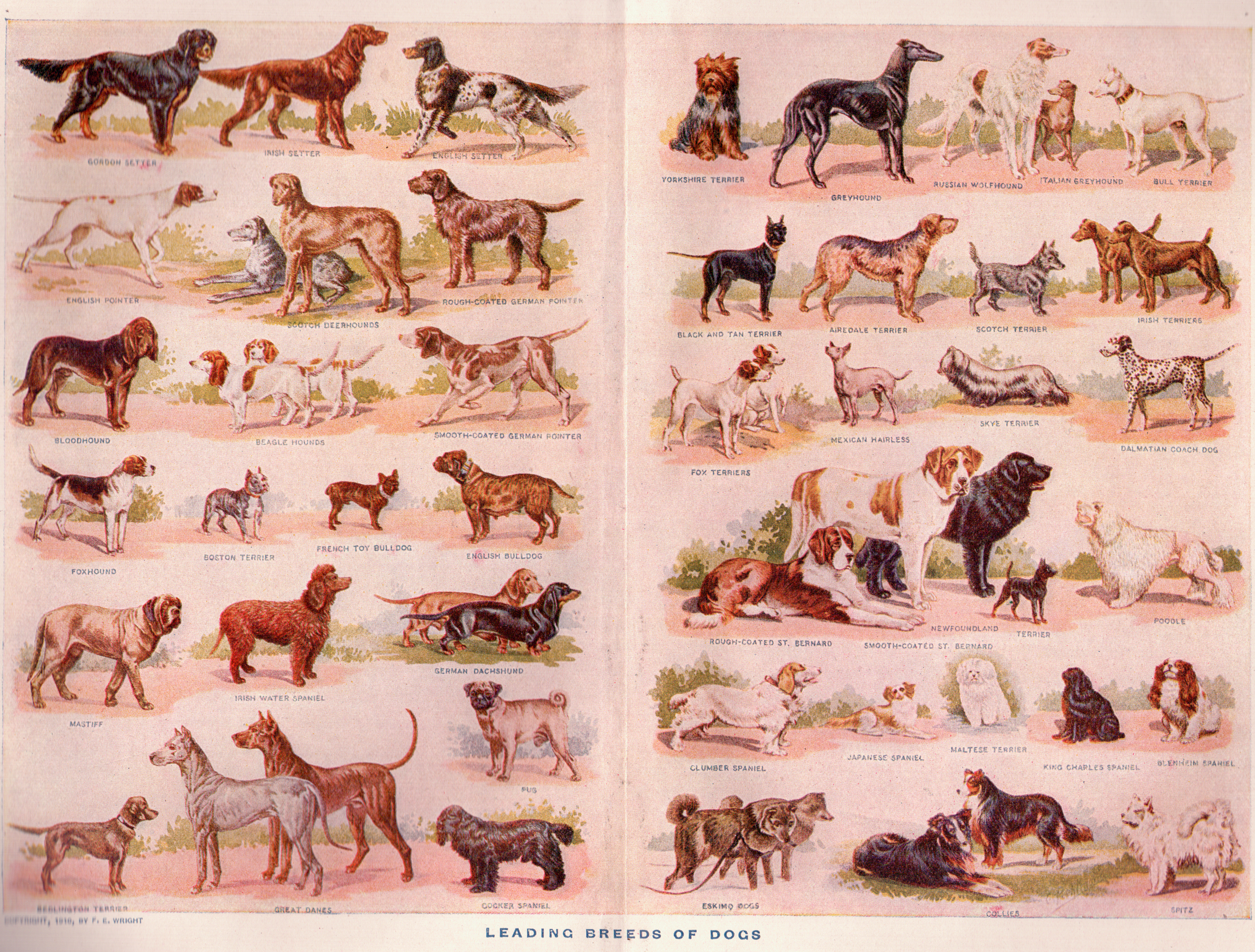
Иллюстрация пород собак, Нью-Йорк, 1911 год

Понятие «порода» не является чисто зоотехническим, но включает в себя и культурно-исторические аспекты.
На сегодняшний день существует множество пород собак, которые значительно отличаются друг от друга и внешностью, и характером. Например, высота в холке может варьироваться от нескольких сантиметров (чихуахуа) до почти метра (ирландский волкодав, дог), цвет — от белого до чёрного, включая рыжий, серый, коричневый, в большом разнообразии оттенков.
Породное многообразие собак существовало уже в глубокой древности. В записях Аристотеля описываются породы собак в Греции, обозначавшиеся по своему географическому происхождению. Молосские собаки (из Молоссии), циренские (из Киренаики), спартанские (Спарта), мелитийские (с острова Мальта) — карликовые. В Древнем Риме были финикийские породы из Карфагена.
«Иберийскими собаками» древнегреческие авторы называли крупных овчарок Восточной и Западной Иберии.
С течением времени многообразие собак увеличивалось так, что даже одна порода могла иметь различия и внутрипородные типы. К примеру, булленбейсеры разделялись по происхождению на данцигских, наиболее распространённых в районе Данцига и брабантских (историческая область Брабант занимала часть территории современных Бельгии и Нидерландов). Брабантский (или нидерландский) булленбейсер уступал размерами данцигскому, однако был быстрей, выносливей и ловчей.
В настоящее время в мире насчитывается около 500 пород, однако селекционная работа продолжается. Большая её часть основывается на метисизации уже существующих пород с целью совмещения в одной особи качеств нескольких пород. Отбор может производиться как исключительно по внешним признакам («дизайнерские породы»), так и по рабочим качествам, особо высоко ценимым в некоторых видах спорта (спортивные миксы). К новым «дизайнерским» породам принадлежит лабрадудль, официально признанный в 2004 году в Австралии, где и был выведен этот селекционный тип из шести различных пород.
Кинологические ассоциации Америки, Англии, Скандинавии и Австралии пользуются каждая своей классификацией, но во всех подходах к систематизации пород имеется смешение критериев хозяйственного применения собак и близости их по типу и происхождению, например, комнатно-декоративные или подружейные собаки. Во всём мире наиболее унифицирована система классификации собак Международной кинологической федерации (МКФ), которая изменяется время от времени, по решению Генеральной ассамблеи МКФ. В этой классификации кинологи пытаются найти баланс между историей образования пород, особенностями их добавления и принципами использования.
По состоянию на 2013 год, МКФ признаёт 339 пород собак, которые классифицируются в 10 групп. Данная классификация используется в Европе и России:
1. Пастушьи;
2. Сторожевые и охранные собаки;
3. Терьеры;
4. Таксы;
5. Лайки, шпицы и другие примитивные породы;
6. Гончие и собаки, работающие по кровяному следу;
7. Собаки, работающие со стойкой (легавые);
8. Собаки, поднимающие дичь, апортирующие её и работающие на воде (спаниели и ретриверы);
9. Комнатно-декоративные собаки и собаки-компаньоны;
10. Борзые.

Классификация пород Английского Кеннел-клуба включает семь групп пород, в том числе три группы охотничьих (борзые и гончие, подружейные, терьеры), пастушьи, рабочие, утилитарные и комнатно-декоративные. 

В классификации Американского клуба собаководства восемь групп: спортивные, охотничьи, терьеры, пастушьи, рабочие, неспортивные, комнатно-декоративные, прочие.

## Биология

### Физические данные

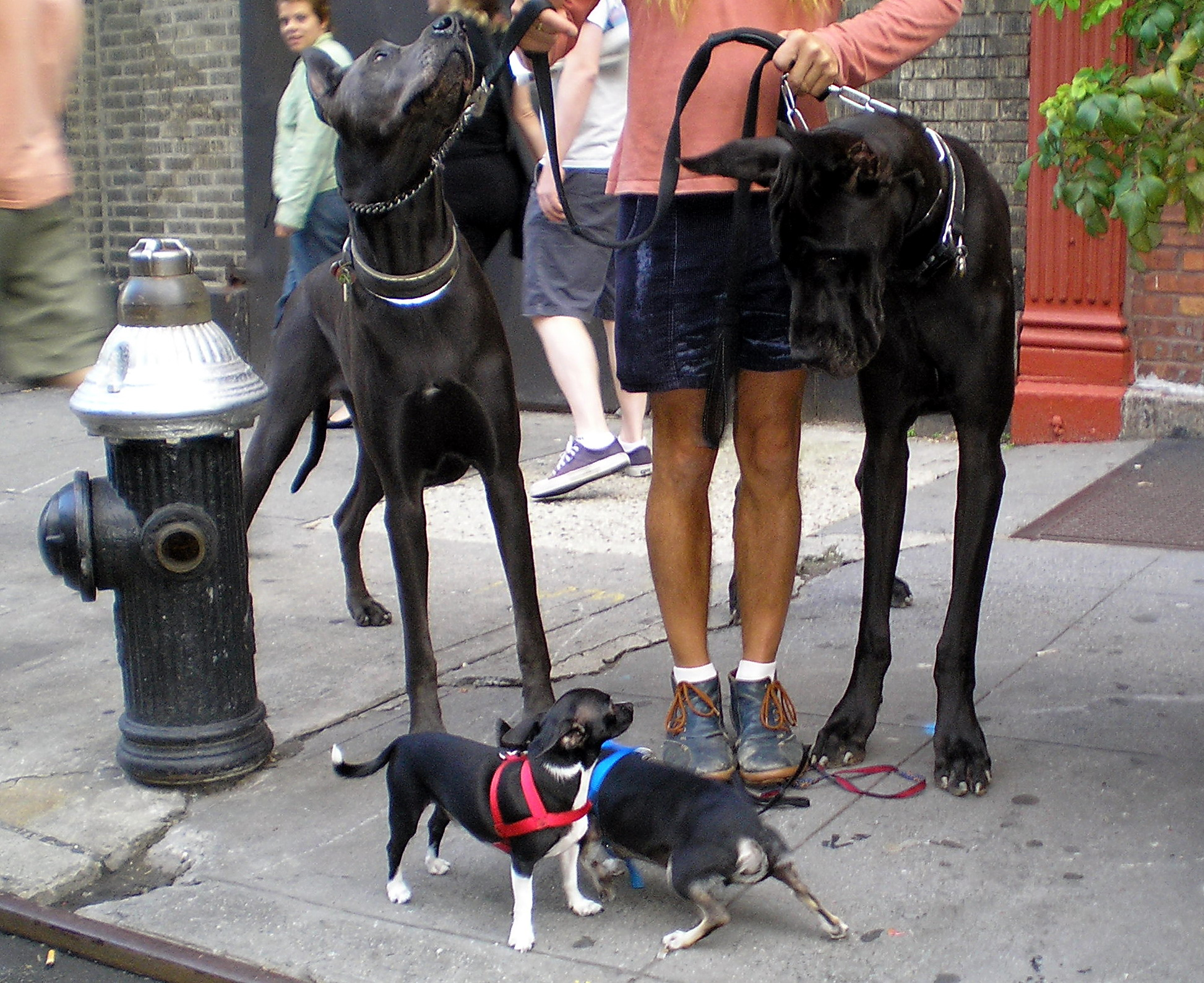
Чихуахуа и немецкие доги

Важным критерием оценки собак для специалистов является её конституция — генетически обусловленная связь полезных свойств и качеств животного с особенностями телосложения и поведения, что определяет её служебные и племенные качества. С конституцией связаны здоровье, жизнестойкость, сопротивляемость, скороспелость, плодовитость, продолжительность жизни и работоспособность животного. Русскими учёными П. Н. Кулешовым, Е. А. Богдановым, М. Ф. Ивановым и др. была разработана классификация типов собак, согласно которой они выделили пять типов конституции: нежный, сухой, крепкий, грубый, рыхлый (сырой). Однако всё разнообразие пород не укладывается в пять основных типов, и многие породы и породные группы собак занимают промежуточные положения между основными типами по двум конституциональным рядам изменчивости (первый ряд изменчивости, второй ряд изменчивости). С конституционными рядами изменчивости коррелирует генетическая связь изменчивости функциональных свойств нервной системы.
Масса собаки зависит от её телосложения и количества жировых запасов. Максимальный зарегистрированный рост у собаки — 109 см в холке при весе 111 кг и длине 221 см (порода — немецкий дог). Английский мастиф Зорба дважды попадал в Книгу рекордов Гиннесса как самая тяжёлая собака в мире, в ноябре 1989 года его масса составила 343 фунта (155,6 килограмма) при высоте в холке 37 дюймов (94 сантиметра).
При регулярной тренировке собаки удивительно сильны для своих размеров — некоторые способны переносить на спине тяжёлую поклажу, таскать за собой сани и другие большие грузы. Ездовым собакам часто приходится вшестером буксировать нарты массой в одну тонну по несколько часов подряд, фоксхаунды могут идти по следу 48 часов без передышки.

### Шерсть

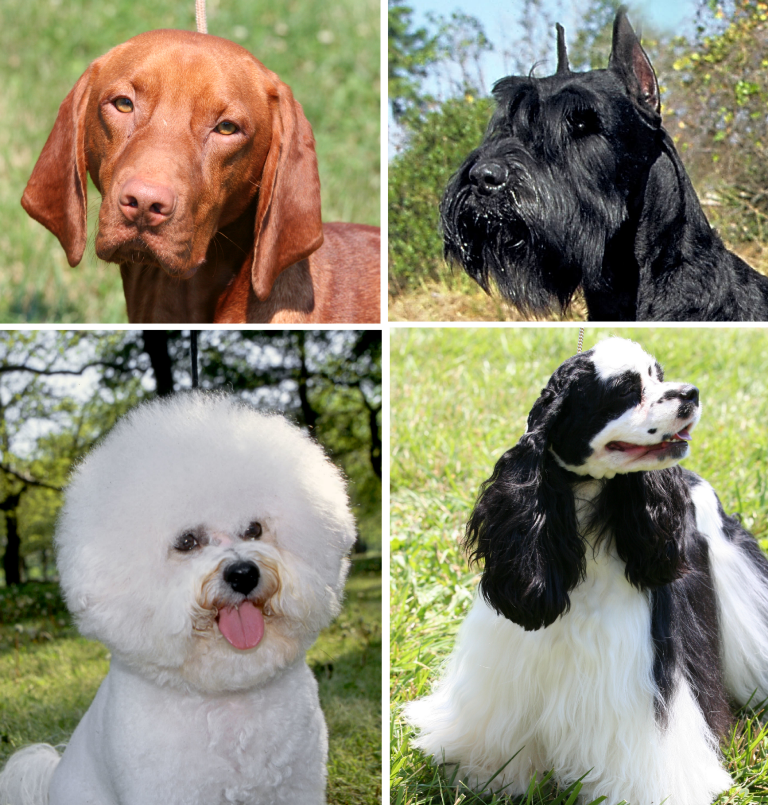
Изменчивость шерсти собаки

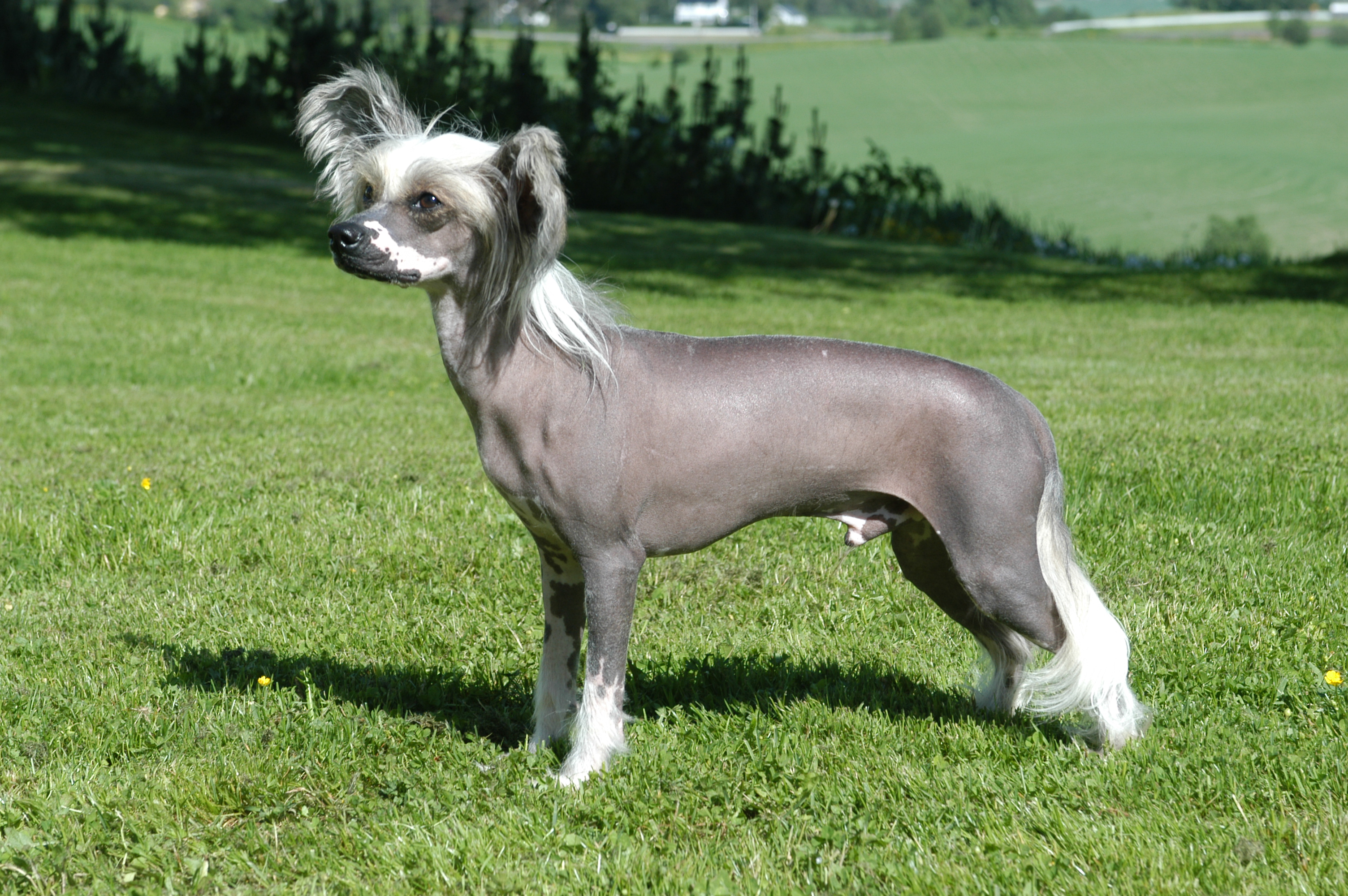
Китайская хохлатая собака — собаки этой породы безволосые

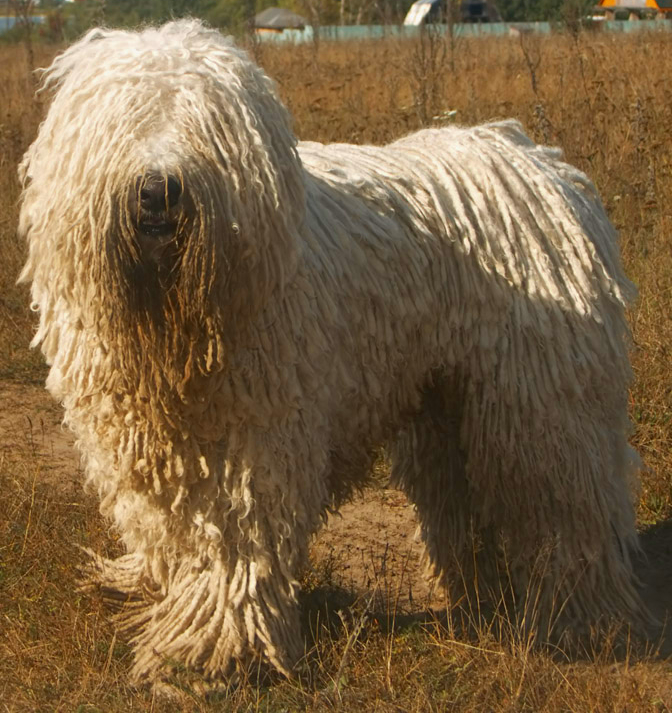
Комондор

Окрас шерсти определяется содержанием двух классов пигментов: эумеланинов (чёрный или коричневый) и феомеланинов (жёлтый или оранжевый цвет). Они содержатся в гранулах, расположенных внутри волоса. Цвет, количество и форма этих гранул и определяют окрас волоса.
В зависимости от генотипа собаки имеют различные окрасы и расцветки, которые получили в среде селекционеров ряд названий, к примеру, такие как муругий, чубарый, пегой, тигровый (ген Kbr, который распределяет чёрный (тёмный) пигмент в виде поперечных полос разной интенсивности по рыжему фону), палевый (напоминает цвет песка), чепрачный (состоит из двух цветов: основного рыжего какого-либо оттенка — от светло-палевого до ярко-рыжего и серого или чёрного чепрака, как бы покрывающего собаку), зонарно-серый окрас, известный под названием волчий, голубой (тон варьирует от светлого серого тона до тёмного серого, почти чёрного), лемон-бельтон, мраморный (или арлекин), домино и другие.
Стандарты некоторых пород предусматривают строго определённый окрас, у других пород допускаются вариации окрасов.
Лейцизм — отсутствие доминантного гена С, отвечающего за синтез пигмента, считается породным признаком у белых шпицев, белых бультерьеров, у некоторых пород лаек. Они обладают бесцветной (белой) шерстью, но сохраняют тёмную пигментацию мочки носа и радужной оболочки глаз. Ни один из полностью белых окрасов у собак не является настоящим альбиносным, так как при этом у них тёмные глаза (или голубые).
Полный альбинизм, выраженный в чисто белой шерсти, розовых зрачках и просвечивающей красной радужине, крайне редок у собак.
Помимо разнообразия окрасов и расцветки шерсть различается и по структуре волоса.
В зависимости набора тех или иных генов шерсть может быть вьющаяся, курчавая (пудель), скрученная (комондор), длинная, жёсткая, шелковистая и с другими признаками.
Мексиканская голая собака почти лишена волос. У некоторых пород шерсть может отрастать до 55 см, таким собакам необходим особенно тщательный уход — стрижка, расчёсывание.
С точки зрения генетики длинношёрстность имеет рецессивный режим наследования, окрас шерсти часто взаимосвязан с пигментацией радужной оболочки глаза.
Открыта связь определённых типов окраски с продуктивностью, рабочими качествами, жизнеспособностью. Например, собаки мраморного окраса более восприимчивы к заболеваниям, за это отвечает ген М, который формирует пятнистость типа «арлекин» и в гомозиготном состоянии ведёт к рождению белых щенков с аномалиями органов чувств (например, глухота).
Для млекопитающих с шерстяным покровом, в связи с изменением температуры, характерно сезонное обновление шерсти. У собак к весне вырастает более редкая и короткая шерсть, осенью мех становится густой и длинный, у некоторых пород собак появляется подшёрсток.

### Форма и постановка хвоста
В результате селекционной работы у собак наблюдается огромное разнообразие форм и постановок хвоста. Например, у некоторых бульдоговидных пород он короткий и скрученный. У подружейных пород различают два противоположных варианта его постановки. По клубным стандартам США эти собаки должны охотиться с высоко поднятым хвостом, тогда как правила принятые в Великобритании, требуют, чтобы в рабочем положении хвост был вытянут назад. Некоторые подружейные породы, например пойнтеры и английские сеттеры, разводятся в двух вариантах.
Хвост помогает собаке координировать движение, во время быстрого перемещения маневрировать, перемещая центр тяжести тела. Кроме того, хвост — индикатор психологического состояния собаки. К примеру, при возбуждении собака поднимает хвост кверху, испытывая неуверенность или страх, сгибается, поджимая хвост между ног под брюхо, кинологи называют такое поведение пассивно-оборонительной реакцией.

### Особенности скелета
У собаки шесть поясничных позвонков, различное число хвостовых позвонков в зависимости от длины хвоста. Ключицы у собак не развиты. Грудные конечности крепятся к корпусу системой связок и мышц.

### Лапы
У всех пород собак на каждой лапе четыре опорных пальца с когтями, которые, в отличие от кошачьих, не втягиваются. На передней лапе с внутренней стороны находится пятый палец, называемый прибылым. У некоторых пород он расположен так высоко на лапе, что совершенно бесполезен, у других растёт ниже и хорошо развит. У некоторых пород (например босерон) прибылые пальцы имеются и на задних лапах, более того, их может быть по 2 и более на каждой лапе. В странах, где не запрещено купирование, заводчики рабочих и спортивных пород удаляют прибылые пальцы щенкам в возрасте от нескольких часов до нескольких дней, чтобы избежать травм в дальнейшем.

### Зубы

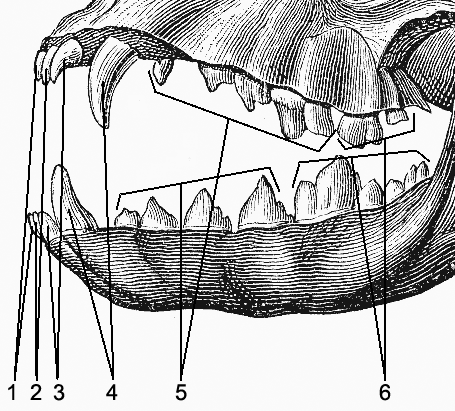
Зубы собаки: 1, 2, 3 — резцы, 4 — клыки, 5 — премоляры, 6 — моляры

Как и у большинства млекопитающих, у собак два набора зубов. Маленькие острые молочные зубы развиваются у щенков к концу грудного периода, то есть в возрасте 6—8 недель. К 14 неделям выпадают два средних верхних резца, а вслед за ними и все остальные молочные зубы. Им на смену быстро прорезаются постоянные, и к пятимесячному возрасту у собаки уже развит полный их взрослый набор, состоящий из 42 зубов, 22 из них — на нижней челюсти. Зубная формула собаки: {\displaystyle i{3 \over 3}c{1 \over 1}p{4 \over 4}m{2 \over 3}=42}.
Собака использует расположенные спереди мелкие резцы для скусывания пищи, а четыре заострённых длинных клыка по бокам от них — для её разрывания. Остальные зубы — предкоренные и коренные — нужны для разгрызания костей и разрезания мяса. Нормальная форма прикуса для большинства пород — ножницы, иногда стандарт включает в себя разрешённый прямой прикус. Однако некоторые породы с уплощённой формой морды имеют более развитую выдвинутую вперёд нижнюю челюсть и прописанный в стандарте породы перекус. Недокус является пороком для всех пород.

### Уши
Форма ушей у домашних собак варьирует, уши придают собаке характерный облик, различаются по размеру, форме раковины и по их положению в отношении головы.
Относительно величины головы уши у собак бывают большие и маленькие, длинные и короткие, по типу поставки различают стоячие, полустоячие, висячие, полувисячие.

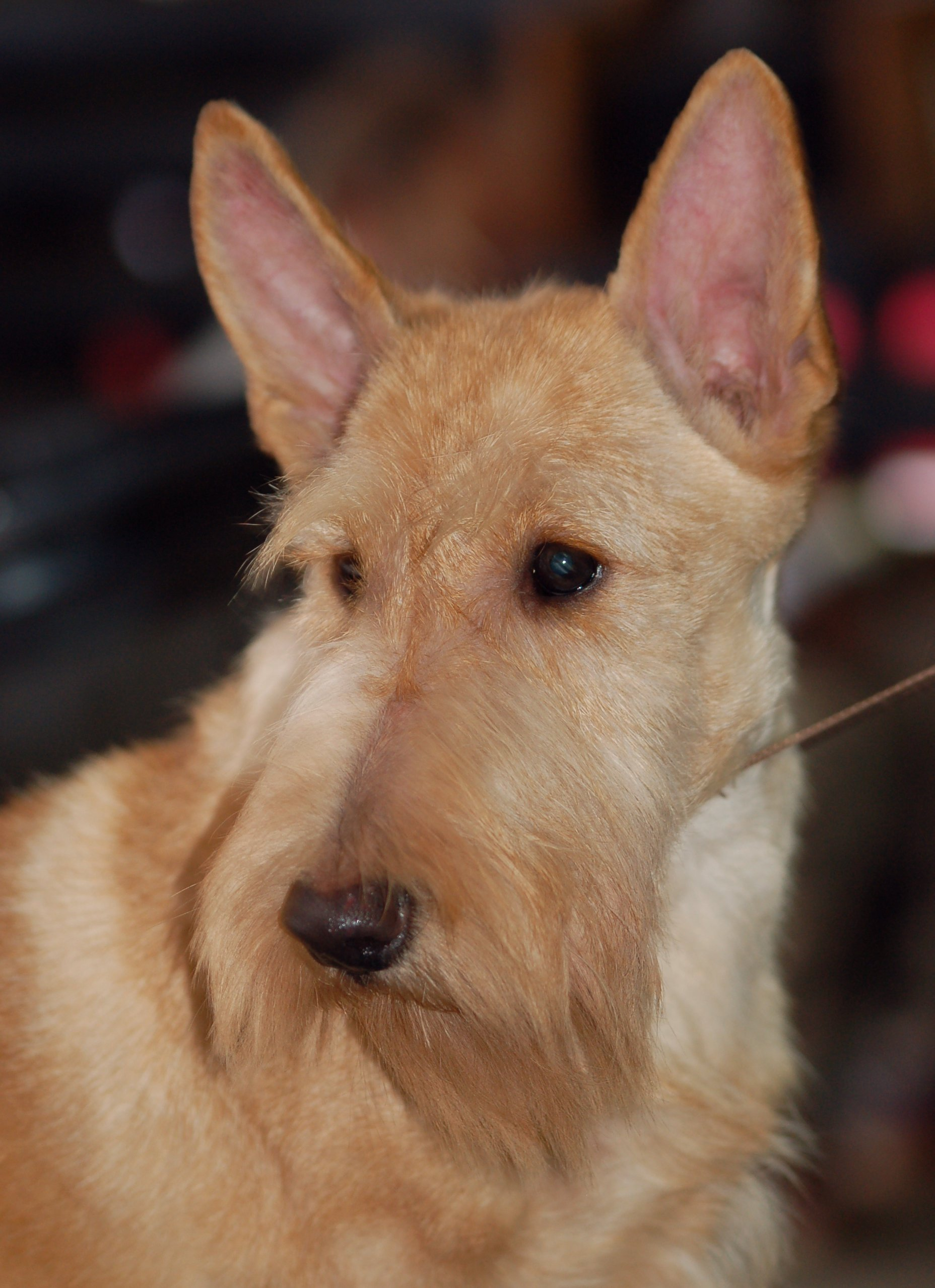
Высоко поставленные стоячие уши шотландского терьера

Стоячие уши направлены концами вперёд и вверх, снабжены крепкими и эластичными хрящами по всей длине. Стоячие уши бывают малыми, большими, а также в форме равностороннего или равнобедренного треугольника. Полустоячие уши имеют основу разной плотности: хрящ внизу более жёсткий и утолщённый, наверху — мягкий и тонкий. Такие уши как бы надломлены посередине или в верхней трети. Висячие уши присущи многим породам, особенно работающим в воде (ньюфаундленды, спаниели), и встречаются в двух разновидностях: висячие на хрящах — имеют крепкий хрящ только в основании ушной раковины, из-за чего они приподнимаются только до верхней части головы; висячие с мягкими хрящами — под собственной тяжестью свисают по бокам головы собаки. Форма и размеры висячих ушей крайне разнообразны, концы могут быть округлыми или заострёнными.
Если ушная раковина расположена ниже линии глаз или на их уровне, такие уши определяются как низкопосаженные, а если основание ушей выше глаз — высокопоставленные. Уши, направленные в противоположные стороны, специалисты называют развешенными, а обращённые к средней линии лба и друг к другу — сближенными.
Для некоторых пород согласно требованию стандарта принято искусственное формирование ушной раковины (купирование) по определённой форме, это может сделать только ветеринарный врач с большим опытом. В ряде европейских стран купирование ушей собаки является личным делом владельца, в Великобритании запрещено законодательством как негуманное по отношению к животному.

### Потовые железы
Широко распространённое мнение, что потовые железы у собак отсутствуют вообще, неверно. У млекопитающих, покрытых шерстью (в том числе собак), потовые железы, выделяющие жидкий пот, имеются на подушечках лап и кончике носа. На остальной поверхности тела собаки располагаются потовые железы другого типа, выделяющие похожую на молоко субстанцию, которая, смешиваясь с секретом сальных желёз и приобретая запах в результате деятельности бактерий, образует естественную жировую смазку кожи и волос.
Терморегуляторная функция потоотделения у млекопитающих, покрытых шерстью, практически отсутствует, но выделительная сохраняется в полной мере. Усиление потоотделения происходит при заболеваниях животного, когда организм всеми способами старается избавиться от вредных продуктов обмена, накапливающихся в процессе болезни. Поэтому запах выделений кожных желёз имеет важное информационное значение для определения физиологического состояния животного.

### Органы чувств
У собак, также как и у человека, выделяют 5 органов чувств.

#### Зрение

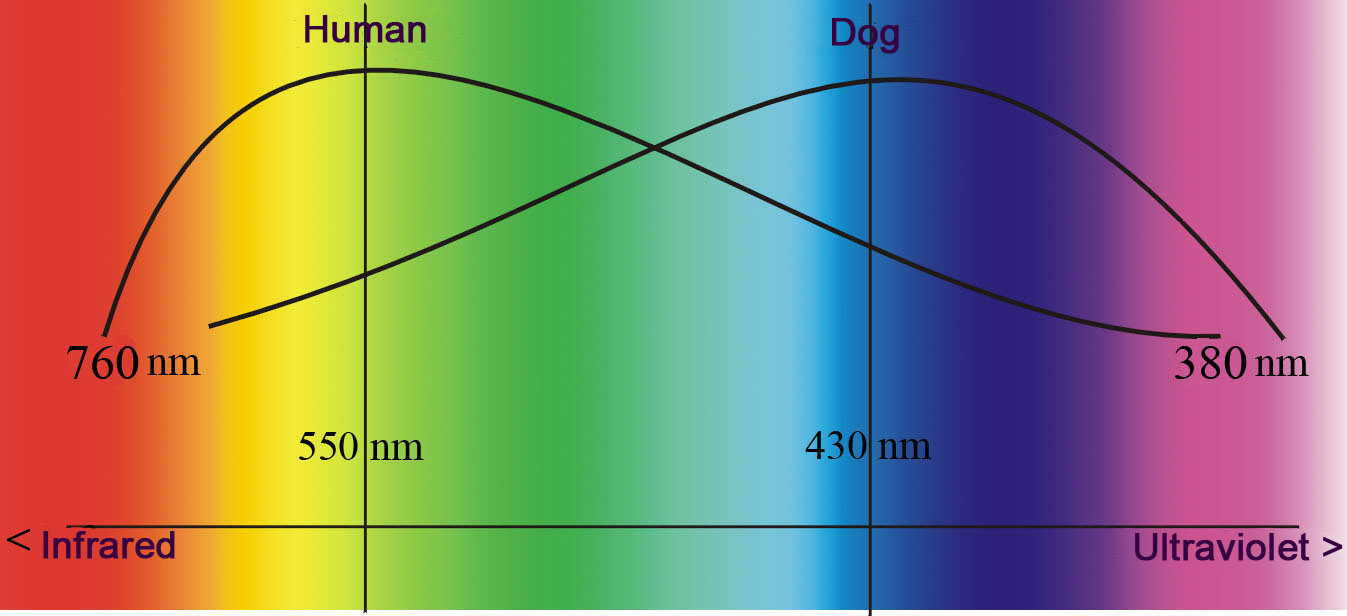
Сравнение видимого спектра глаза человека и собаки

У собак развито цветное зрение, хотя и в меньшей степени, чем у человека. Люди обладают трихроматическим зрением. За восприятие света отвечают фоторецепторы. На сетчатке глаза человека есть три типа колбочек которые и обеспечивают возможность различать цвета помимо чёрного, белого и серого.
Первые воспринимают длинноволновые лучи — это красный и оранжевый, вторые — средневолновые, то есть зелёный и жёлтый, а третьи — коротковолновые: голубой, синий и фиолетовый.
В сетчатке глаза у собак колбочек меньше, чем у нас. А первый тип колбочек у них вообще отсутствует, весь спектр зрения собак сдвинут в сторону ультрафиолета. Поэтому они, как дальтоники, не могут уловить разницу между желто-зелёным и оранжево-красным цветами. А сине-зелёный цвет собаке может казаться белым.
Зато собаки яснее видят оттенки серого, они различают их намного лучше человека, потому что в сетчатке глаза у собаки больше палочек.

##### Острота зрения собаки и человека
У собак зрение в сумерках острее, чем у человека, а в темноте они видят лучше в три-четыре раза. Позади фоторецепторов в верхней половинке сетчатки глаза у собак расположена светоотражающая мембрана (tapetum lucidum), которая отражает свет обратно через сетчатку, из-за чего собаки лучше видят в темноте.
Однако острота дневного зрения у собак ниже примерно в три раза по сравнению с человеческим, так как в сетчатке глаза человека есть жёлтое пятно, которое отвечает за остроту зрения, а у собак этого пятна нет. Собаки лучше видят движущийся объект, чем неподвижный; движущийся предмет собака может увидеть на расстоянии 800—900 метров, неподвижный — на расстоянии 600 метров.
Собакам сложнее сфокусировать зрение: для них всё, что ближе 35—50 см, выглядит расплывчатым, а человек может сфокусировать зрение на предмете, который находится всего в нескольких сантиметрах от него.
Частота, при которой человеческий глаз воспринимает движущуюся картинку (кадр), составляет 50—60 Гц; у собак эта частота — около 80 Гц. Поэтому фильм с недостаточной для собаки кадровой частотой животное воспринимает как мелькающую картинку. Но появляется всё больше телевизоров с более высокой частотой кадросмен, а также снимаются специальные фильмы для животных[уточнить].

##### Поле зрения собаки и человека
Поле зрения собаки «растянуто» в стороны по сравнению с человеческим. У человека оси глаз[уточнить] расположены параллельно, а у собак они расходятся примерно на 20°. Из-за этой особенности поле зрения собаки составляет 240—250° — в среднем на 60—70° больше, чем у человека. Поле зрения зависит от анатомических особенностей конкретной породы: так, собаки с широкой мордой и коротким носом (мопс, пекинес) имеют более узкое поле зрения, чем узкомордые длинноносые охотничьи собаки, оси глаз[уточнить] которых расходятся под бо́льшим углом.
Для человека зрение — это около 90 процентов информации о мире, а собаки большинство информации получают посредством обоняния и слуха.

#### Обоняние
Обоняние — одно из самых важных чувств собаки. Оно используется для поиска пищи, половых партнёров и в многочисленных ситуациях социального общения. Оно зависит от породы, но все собаки намного превосходят в этом отношении людей. Абсолютная чувствительность собак достигает миллиардных долей. К примеру, 2,3-диметил-2,3-динитробутан, запаховый маркер, добавляемый во взрывчатые вещества, собаки способны почувствовать при концентрациях порядка 500 триллионных долей. Кроме того, собаки способны определять источник запаха и выделять нужный запах в смеси с другими.
Бладхаунды способны брать след 100-часовой давности, порода широко используется в качестве следопытов, спасателей и для поиска преступников. Доберман-пинчер Зауэр в 1925 году на Большом Кару по запаху преследовал вора на протяжении 160 км.
Человек может в лучшем случае воспринять два знакомых запаха как некое обонятельное ощущение, но часто затрудняется определить, из чего складывается то или иное сочетание. Собаки могут надолго запоминать запахи и связывать их с определёнными ситуациями, определять расстояние до пахнущего объекта.

#### Слух
Слух у собак значительно тоньше, чем у человека. Человек различает звуки частотой до 20 кГц, a большинство собак — до 40 кГц, то есть воспринимают частоты, которые для нас являются «ультразвуковыми». Собаки прекрасно различают на слух музыкальные звуки, в частности консонирующие и диссонирующие.

#### Осязание
Собаки способны почувствовать малейшее прикосновение к шерсти. При понижении температуры воздуха шерсть собаки становится более пышной. Именно поэтому северные собаки способны, не испытывая дискомфорта, спать прямо в снегу.
Поглаживание и почёсывание доставляет собакам большое удовольствие и может использоваться в качестве положительного подкрепления при дрессировке. Однако, вопреки представлениям многих людей, собаки не любят поглаживание по голове, спине и объятия.

#### Восприятие вкуса
Оценка вкусовой чувствительности представляет собой сложную проблему, так как восприятие вкуса неотделимо от обоняния. Тем не менее, считается, что человек различает вкус лучше, чем собаки, — об этом свидетельствует превосходство в числе вкусовых рецепторов у человека. Собаки воспринимают сладость на вкус, более того, любят сладости.

### Возраст и продолжительность жизни
Эмпирически, длительность жизни млекопитающих увеличивается с увеличением размера мозга (в результате, она также увеличивается с увеличением массы тела) и уменьшается с увеличением скорости метаболизма. Типичная зависимость нарушается в случае пород собак. Большие по размеру породы собак, хотя и достигают половой зрелости медленнее, живут значительно меньше, разница может быть двукратной между наибольшими и наименьшими породами.

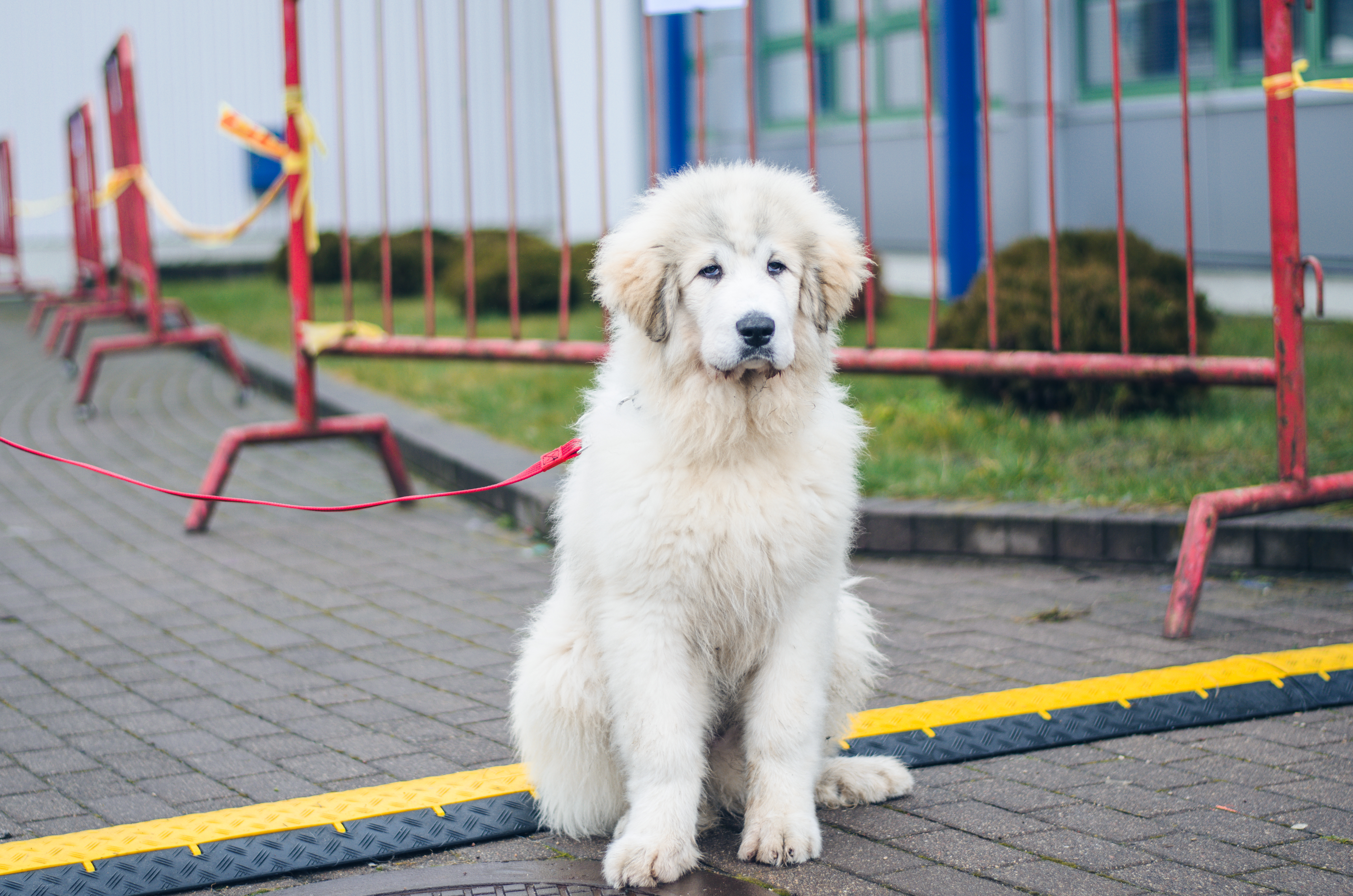
Щенок пиренейской горной собаки

Основной причиной укороченной продолжительности жизни больших собак является рыхлость конституции организма. Селекция, направленная на увеличение размеров собак, как правило, увеличивает рыхлость конституции.
В 2020 году учёные на основе исследования 104 собак, главным образом лабрадоров ретриверов, предложили формулу для пересчёта возраста собаки (s) в годах в возраст человека (h):
{\displaystyle h=16\cdot \ln s+31.}
Они утверждают, что значения этой функции хорошо согласуются с основными физиологическими вехами в жизни человека и собаки.
В книге рекордов Гинесса «самой старой собакой в мире» долгое время считалась австралийская пастушья собака по кличке Блуи, прожившая 29 лет и 5 месяцев в начале XX века. Она пасла крупный рогатый скот и овец на протяжении почти 20 лет. Рекорд по долголетию среди собак был побит лишь в 2023 году, новый рекордсмен — пёс породы Рафейру ду Алентежу по кличке Боби прожил 31 год и 165 дней.

## Щенок

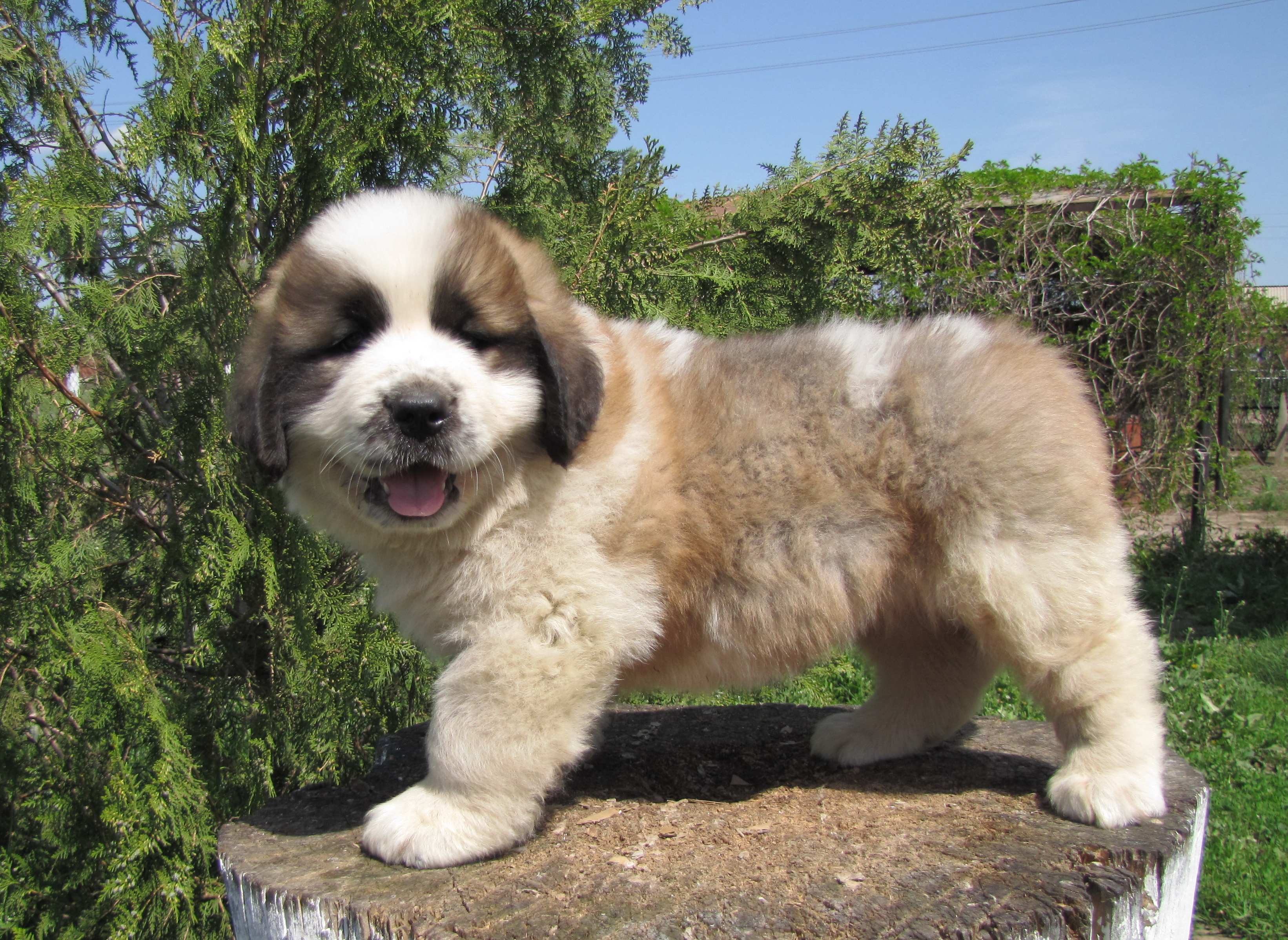
Щенок московской сторожевой

Щенок — детёныш собаки и некоторых других представителей семейств псовых, куньих и группы ластоногих.
Неонатальный период
Начинается сразу после рождения и длится 10—12 дней. Щенок находится в полной зависимости от матери, стремительно растёт.
Переходный период (13—20 день жизни)

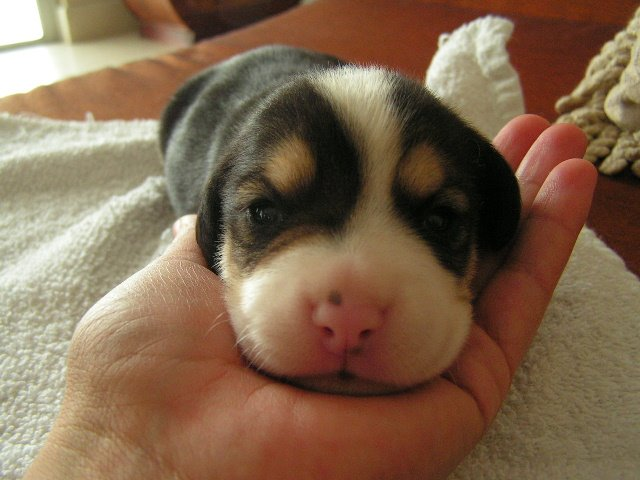
Двухнедельный щенок

В это время в развитии щенка происходят важные физические изменения. На 13 день жизни у него открываются глаза. Зрачки его уже реагируют на свет, но сетчатка глаза ещё не развита, поэтому он не может видеть объекты и их движение примерно до 21-дневного возраста.
Щенок начинает ползать назад так же хорошо, как и вперёд, и несколькими днями позже он начнёт ходить нетвёрдой походкой, покачиваясь из стороны в сторону и часто падая. Первые зубы прорезаются примерно на 20 день, и он начинает кусаться и жевать.
Познавательный период (21—28 день)
Это первая неделя, в течение которой щенок начинает использовать зрение и слух. Эти изменения его восприятия происходят очень резко, в течение 24 часов у большинства щенков, поэтому в это время ему нужна устойчивая, стабильная окружающая среда.
Если в это время отнять щенков от матери, это отразится на их дальнейшем физиологическом развитии.
Период социализации среди собак (21—49 день)
В это время щенок учится использовать видоспецифичное поведение, позволяющее общаться с другими собаками. Чтобы развились все признаки, заложенные в его генах, всё это время щенок обязательно должен оставаться вместе с матерью и однопомётниками. Поэтому от матери отнимают не ранее 30—40 дней, иногда позже.
Период социализации среди людей (7—12 неделя)
Складывается привязанность собаки к человеку.
Период страхов (8—12 неделя)
В это время психика особенно чувствительна к воздействиям, вызывающим страх, боль. Стресс, пережитый им в этот период, может иметь очень неприятные последствия и осложнить дальнейшую жизнь собаки. Если в этом возрасте собака не познакомится с другими собаками, она никогда не будет с ними достаточно общительна, то же самое с человеком.
Период классификации по старшинству (13—16 неделя)
В этом возрасте щенок впервые начинает выяснять, кто же является «вожаком стаи». Если он пытается кусаться, даже как будто бы в игре, то это уже первая попытка доминировать.
Ювенильный период наступает на 13—26 день, когда щенки начинают играть. С началом игрового этапа двигательная активность детёнышей претерпевает глубокие преобразования, начинают функционировать дистантные рецепторы, начинается полноценное общение с матерью и собратьями.
В ювенильном периоде онтогенеза происходит существенное обогащение двигательной активности молодого животного, щенки начинают активно играть с предметами (манипуляционные игры). Щенки трогают, хватают, обкусывают всё, что им попадается, перетаскивают всё, что могут, в зубах с места на место, треплют небольшие предметы, зажав их в зубах и мотая головой из стороны в сторону. Игровое манипулирование предметами особенно стимулируется появлением новых или малоизвестных объектов.
Совместные игры с сородичами формируют групповое, социальное поведение собак и присущи только социальным видам животных.
Совместные игры выполняются преимущественно без предметов. Если молодых животных лишить возможности совместно играть, то во взрослом состоянии сфера общения окажется заметно ущемлённой или даже искажённой, это касается многих видов животных.

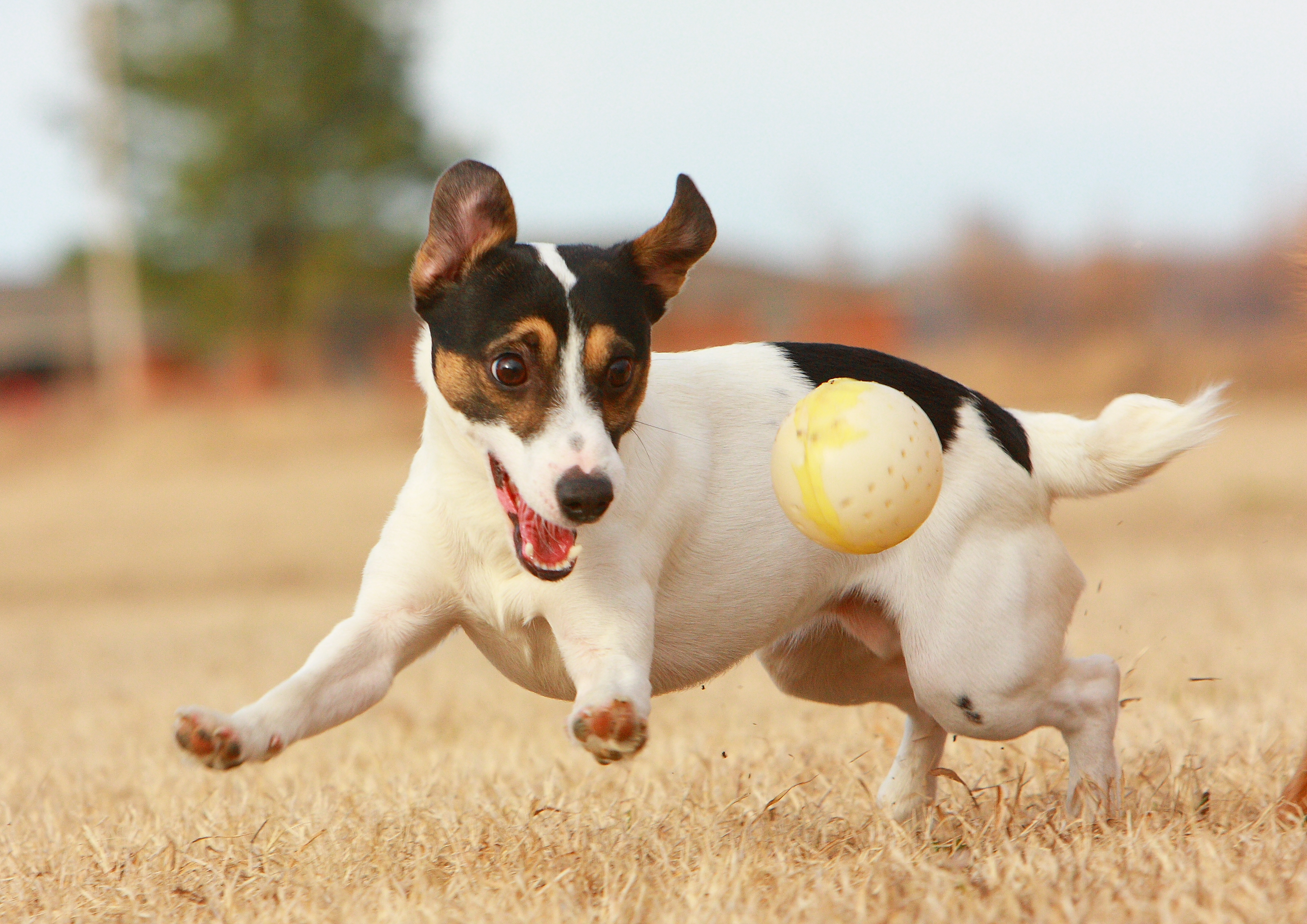
Джек-рассел-терьер с мячиком
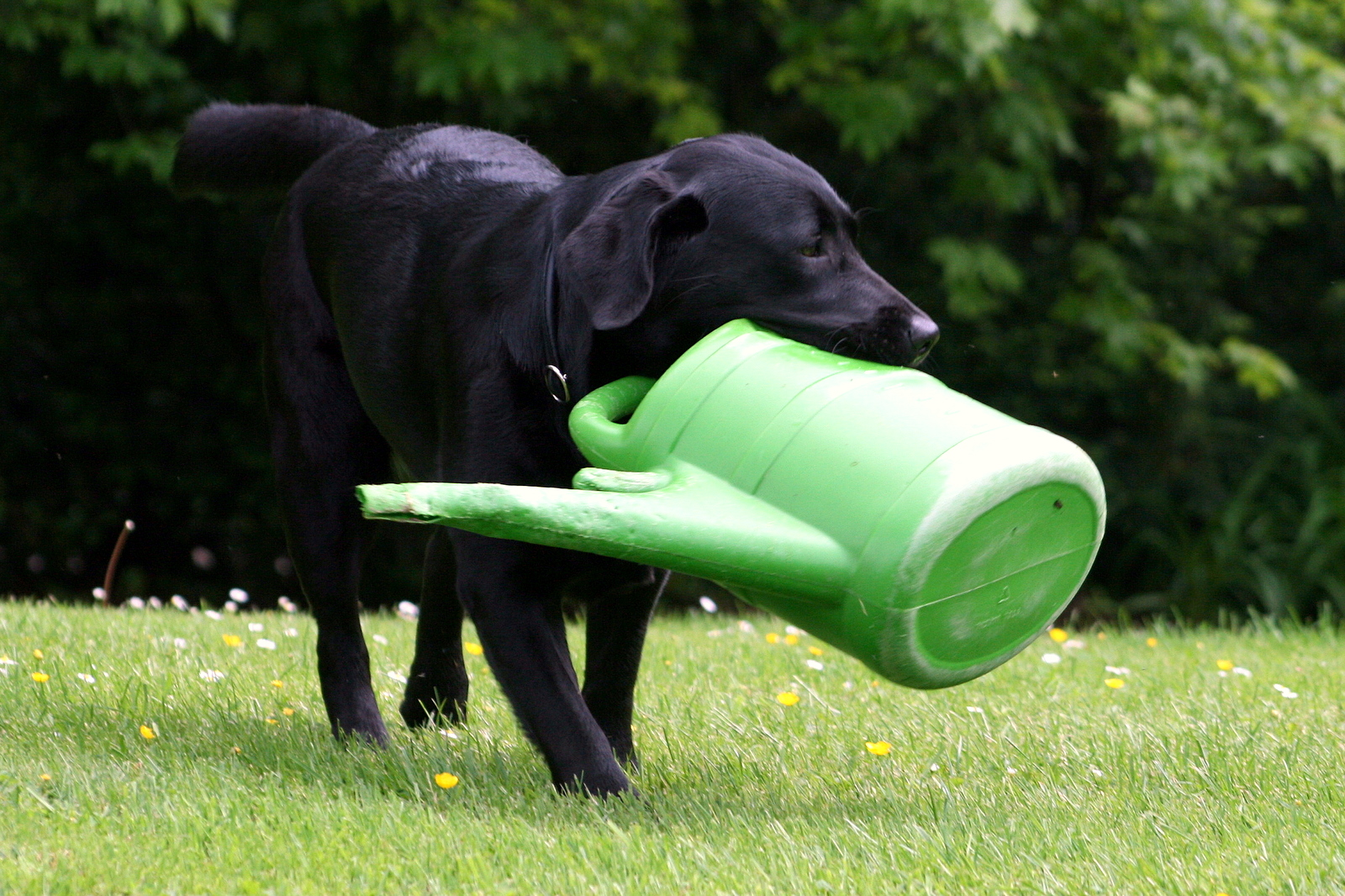
Манипуляционная игра с лейкой
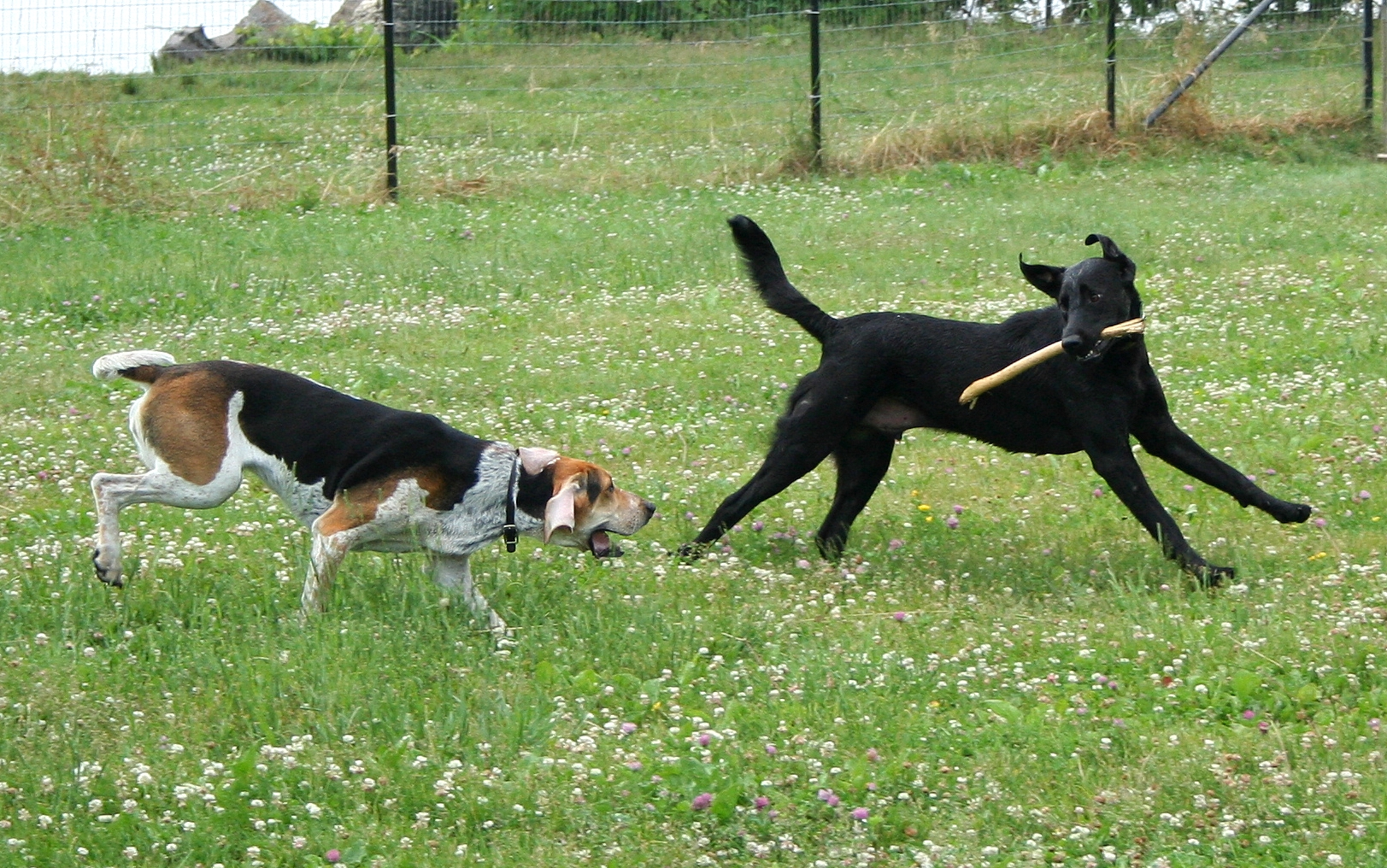
Совместная игра с предметом

## Использование

### Собаки-помощники

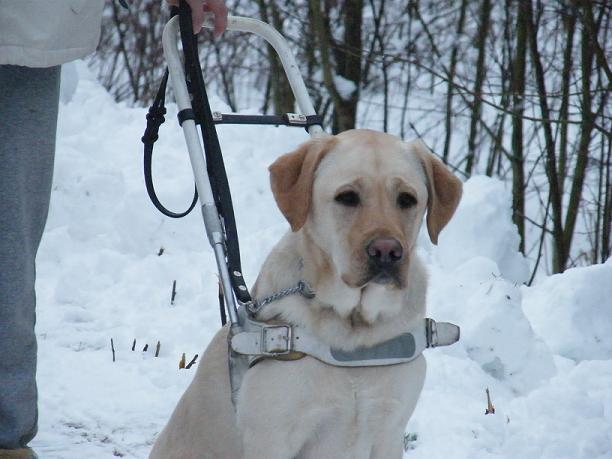
Собака-поводырь

Специально обученные собаки помогают человеку с различными физическими недостатками, слепым, глухим, инвалидам, их называют собака-ассистент (от англ. assist — помогать). С давних пор незрячие люди использовали собак-поводырей для своей защиты в путешествиях. Первым человеком, тренировавшим собак специально в качестве поводырей слепых, был Иоганн Вильгельм Клейн, основатель Института тренировки слепых в Вене.
В 1960 году центральным правлением Всероссийского общества слепых (ВОС) была создана Центральная республиканская школа по подготовке собак-проводников для слепых.
11 сентября 2001 года собака-поводырь по кличке Дорадо спасла своего слепого хозяина, проведя его с 70-го этажа горящего здания Всемирного торгового центра к выходу.

### Собаки-целители
Сенсорная способность собак всё чаще используется для лечения и диагностики больных людей. Специалисты из кинологического центра в британском городе Эйлсбери обучают 17 собак-спасателей чуять гипогликемию носом.
Ян Олвер, руководитель Австралийского совета по борьбе с онкологическими заболеваниями, сообщил, что в ходе научного эксперимента собаки безошибочно определили карциному лёгких и молочной железы, принюхиваясь к дыханию человека, таким образом, удалось «вынюхать» 83 человека с онкологическим заболеванием.
Кроме диагностики болезней собаки также широко используются для реабилитации больных. Лечение людей при помощи собак получило название канистерапия, это одно из направлений пет-терапии.
Некоторые собаки натренированы для помощи людям с эпилепсией. Нейробиологи из университета Флориды (США) обнаружили, что 11 % собак, принадлежащих эпилептикам, по каким-то им одним заметным признакам могут определить, что вскоре начнётся приступ, и дают сигнал хозяину, чтобы он успел подготовиться или принять лекарство: лают или осторожно прижимают зубами ладонь. Собак часто используют для лечения людей с психическими расстройствами, для устранения депривационных симптомов у воспитанников сиротских домов.

### Собаки-спасатели

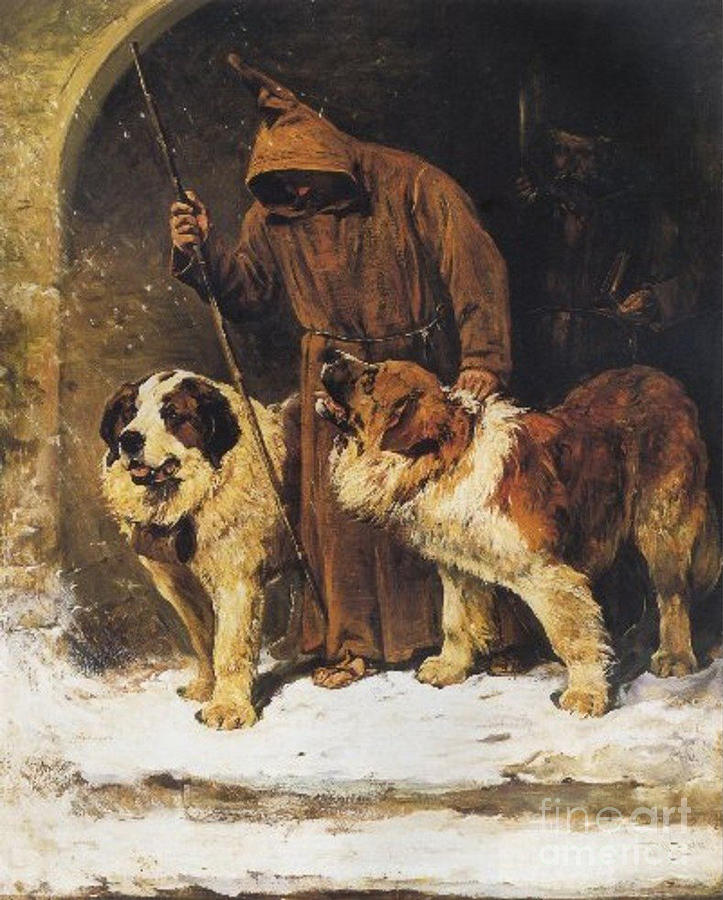
Монах монастыря Сен-Бернар

Уникальное собачье обоняние спасало жизни многих людей. С XVII века монахи высокогорного (почти 2500 метров над уровнем моря) монастыря-приюта для путников Сен-Бернар, расположенного на опасном горном перевале в швейцарских Альпах, специально обучали крупных собак, названных впоследствии сенбернарами, для того, чтобы находить людей, попавших в беду после схода лавины или во время снежной бури. Собаки работали в паре, обнаружив человека, одна из них отправлялась в монастырь за подмогой, другая оставалась согревать путника. В Париже на реке Сене был сооружён памятник самому известному спасателю-сенбернару Барри. В городе Мартиньи построен Музей сенбернаров, посвящённый легендарной породе собак-спасателей.
Обученная собака улавливает запах человека и его вещей под двухметровым слоем снега.
В октябре 2002 года по инициативе Американского клуба кинологов прошла арт-акция, таким образом решили воздать должное поисковым собакам и собакам-спасателям, помогавшим обнаружить живых под развалинами Всемирного торгового центра или найти там останки погибших. В разных районах Нью-Йорка на улицах, в фойе служебных зданий, возле полицейских участков и пожарных депо были установлены ярко раскрашенные скульптуры собак. Моделью была избрана немецкая овчарка. В декабре статуи были проданы на аукционе Сотбис. Вырученные средства пошли на развитие любительских и профессиональных организаций, воспитывающих поисковых и спасательных собак.

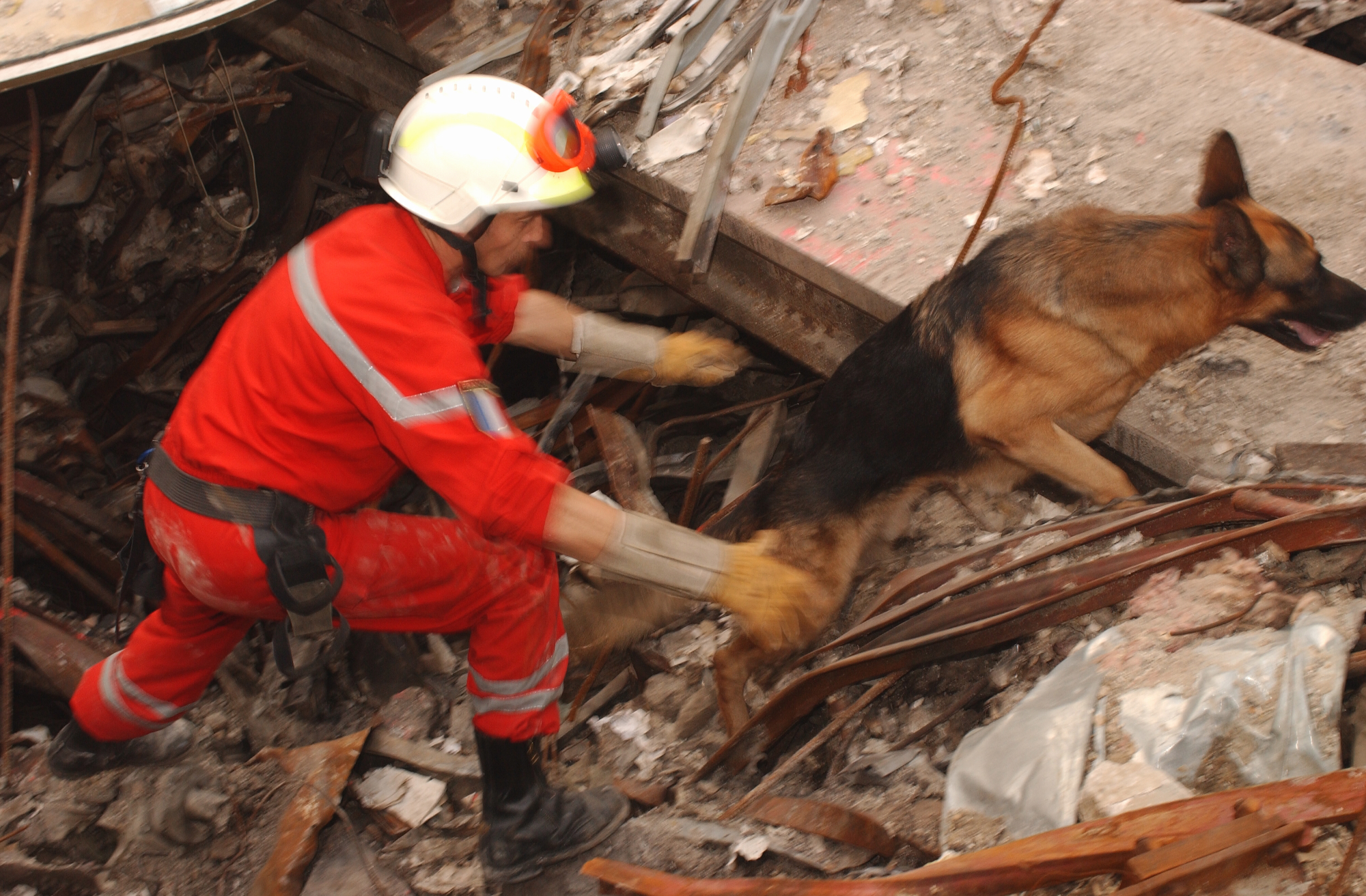
Спасатель с немецкой овчаркой ищет людей во Всемирном торговом центре

Сегодня спасательную службу собаки несут не только в горах, но и в других уголках мира, в регионах, подверженных землетрясениям. Действует Международная организация спасательных собак.
В Королевском гуманном обществе чтят память собаки Боб, спасшей жизни многих людей, ей посвящена известная картина «Достойный член гуманного общества».
Собак специально обучают также и для службы спасения на воде. Основной критерий отбора собаки: она должна уверенно чувствовать себя в воде. Наиболее подходящими по ряду показателей для спасательной службы считаются собаки породы ньюфаундленд. При выборе молодых собак для обучения учитывают их физические данные, особое внимание обращают на костяк, а также на наследственность: у родителей не должно быть дисплазии тазобедренного сустава.

### Собаки на войне
История применения собак на войне богатая и уходит в далёкие века. Согласно историческим документам в военном деле собак стали использовать свыше шести тысяч лет назад.
В Древнем Риме собак специально обучали для службы в армии. Легковооружённые воины выходили первыми на поле боя вместе с обученными собаками, в их задачу входило остановить контратаку пехоты или конницы противника и удерживать позиции до прихода тяжёловооружённых легионеров. Об этом свидетельствуют барельеф, обнаруженный при раскопках Геркуланума, на котором изображена собака в панцире и колючем ошейнике, защищающая римский пост, а на колонне Марка Аврелия — боевые псы, участвующие в сражении.

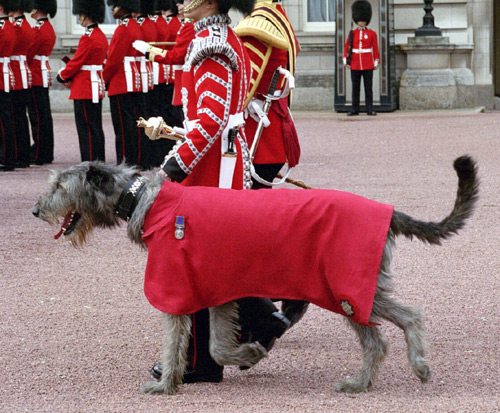
Ирландский волкодав в форме с ирландским гренадером

При завоевании Египта в 525 году до н. э. персидским царём Камбизом использовалась мощь тяжёловесных мастифов. После поражения персидской армии, возглавляемой царём Ксерксом примерно в V веке до н. э., мастифы перешли в качестве военных трофеев грекам и использовались в целях разведки, борьбы со шпионами, несения сторожевой службы. На поле брани боевых собак использовал и Александр Македонский.
В Ассирии собак, в качестве боевых, стали применять свыше 2500 лет назад, использовались доги. Для них изготавливались доспехи, защищавшие голову, грудь и спину от стрел, дротиков, копий, ударов мечей и палиц. Из клинописных табличек известно, что жители сельской местности в районе Ниневии и Кальху (Древняя Месопотамия), занимавшиеся выращиванием боевых догов, освобождались от уплаты налогов в казну. Изображения боевых ассирийских собак и поныне можно видеть на стенах древних шумерских и ассирийских храмов.
Боевых псов использовали халдеи (в IX веке до н. э.) при вторжении в Южную Месопотамию, перед атакой псам надевали тяжёлые металлические ошейники с острыми кривыми ножами. В испанской армии в сражении при Валенсии против французских войск солдатам оказывали поддержку 4 тысячи собак.
Викингов во многих походах сопровождали сильные, злобные брудастые борзые.
Рядом с Петром I всегда находился его верный пёс, булленбейсер по кличке Тиран, который передавал депеши приближённым императора во время походов. В честь собаки Петра I по кличке Лизетта были названы два военных шестнадцатипушечных корабля в Воронеже и Санкт-Петербурге.
Первые исторические записи о применении собак в русской армии датируются 1840 годом. В период русско-турецкой войны главное предназначение собак в русской армии заключалось в своевременном обнаружении противника и оповещении об этом собственных войск.
Питомники военно-полевых собак в России появились в 1912 году в Измайловском лейб-гвардии полку, а затем в Гусарском лейб-гвардии полку, укомплектованные в основном эрдельтерьерами.
В апреле 1915 года в России была создана школа военных сторожевых и санитарных собак, а в 1924 году при Высшей стрелково-тактической школе в Москве был организован Центральный учебно-опытный питомник-школа военных и спортивных собак. Воины центральной школы и их питомцы принимали участие в параде Победы на Красной площади.

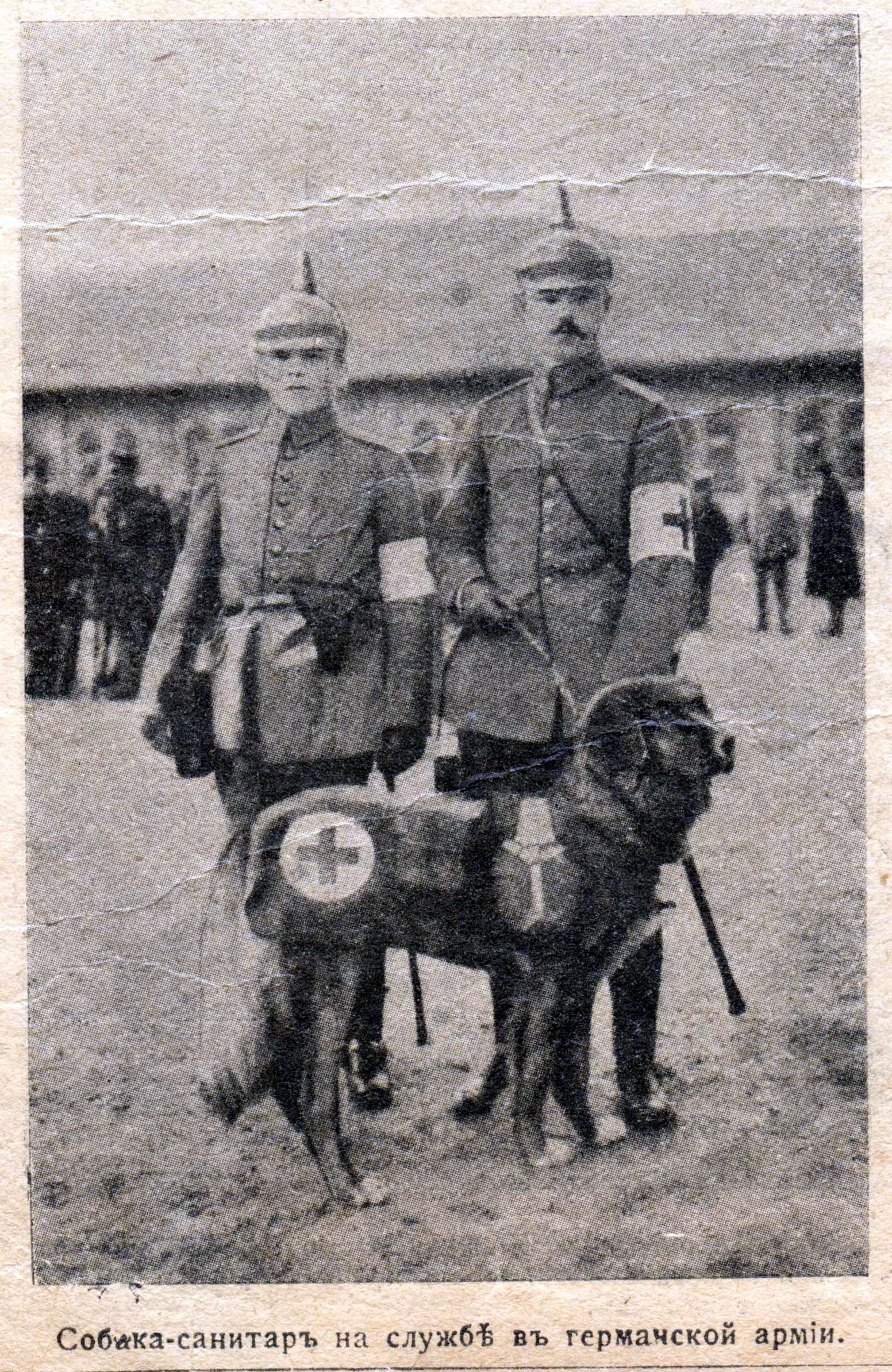
Собака-санитар кайзеровской армии, 1915

В годы Великой Отечественной войны в Красной армии служило около 70 тысяч собак, которые спасли жизни многим солдатам. Собаки являлись разведчиками, часовыми, связистами, переносили депеши через линию фронта, протягивали телефонные кабели, определяли местонахождение мин, помогали доставлять боеприпасы попавшим в окружение бойцам, работали санитарами. Собаки-санитары по-пластунски подползали к раненым и подставляли бок с медицинской сумкой, ожидая, пока боец перевяжет рану. Собаки безошибочно могли отличить живого человека от погибшего, многие раненые находились в бессознательном состоянии, тогда собаки облизывали их, чтобы привести в сознание. Санитарные собаки работали и в упряжках. Начальник санитарной службы 855-го стрелкового полка отмечал: «Санитарные упряжки имеют большую возможность маскироваться. Каждая упряжка заменяет минимум трёх-четырёх санитаров. Эвакуация при помощи санупряжек осуществляется быстро и безболезненно для раненых».
За годы войны было подготовлено более 6000 минно-розыскных собак, на счету которых — более 4 млн найденных мин. Собаки были и взрывниками: неся на себе взрывчатку, бросались под танки. В Сталинградской битве собаки сожгли 63 танка врага — целый танковый батальон. Диверсионные собаки подрывали и эшелоны врага. Собак мобилизовали у мирного населения, невзирая на возраст и породу, на фронт отправляли собак из клубов служебного собаководства.
В Центральном архиве Министерства обороны (ЦАМО) хранятся документы, рассказывающие о боевом пути минно-розыскной собаки по кличке Джульбарс, служившей в составе 14-й штурмовой инженерно-сапёрной бригады. Пёс спас памятники архитектуры в Праге, Вене, Румынии, Австрии.
По сей день собаки исправно несут военную службу в разных уголках мира.
Благодарные англичане установили в центре Лондона животным, погибшим в человеческих войнах, памятник с надписью «у них не было выбора».

### Караульные и розыскные собаки

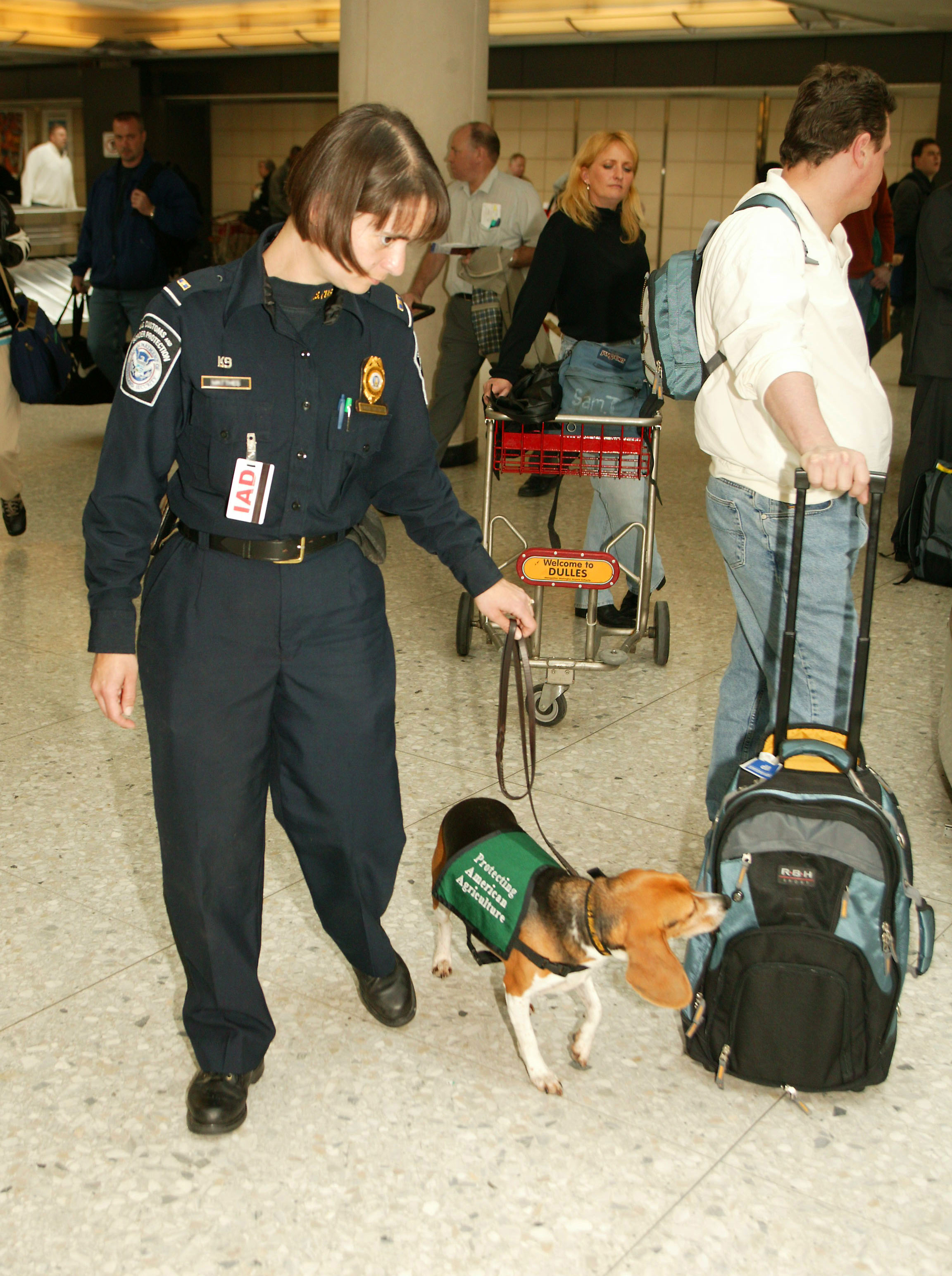
США. Контроль за ввозом запрещённых сельскохозяйственных культур в аэропорту

Военные направления дрессировки собак в XX веке привели к появлению курса дрессировки, называемого защитно-караульная служба. По нему готовят как розыскных (ищеек), сторожевых, караульных (телохранителей), так и конвойных собак. В профессиональном собаководстве применяется к собакам служебных пород. Включает в себя:
- выборку чужой вещи — опознание человека по запаху его вещи;
- охрана предмета или территории;
- задержание с окарауливанием и конвоированием;
- обыск местности на предмет вещей или человека.

### Собаки-крысоловы

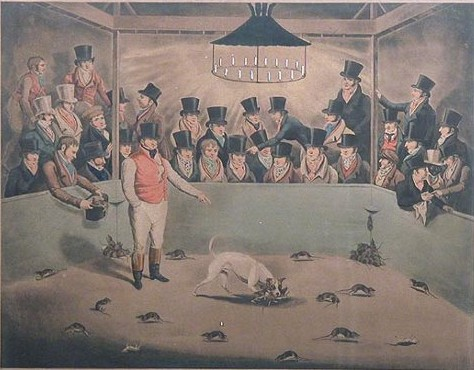
Собака-крысолов Билли. 1823 год

Усовершенствовав охотничий талант собак, человек вывел десяток различных пород крысоловов в целях биологической дератизации. Например, андалузский трактирный крысолов был выведен из различных терьеров и собак-крысоловов неопределённых пород. Для разведения отбирали собак преимущественно белого окраса с небольшими чёрными отметинами с рыжими подпалинами; светлый окрас был необходим для того, чтобы лучше видеть собаку в тёмных помещениях, где она ловила крыс (в трюмах кораблей, на складах, в торговых портах, трактирах, в конюшнях, кожевенных заводах).
В английских городах устраивались специальные зрелища, где собаки-крысоловы расправлялись с полчищами крыс. В историю вошли лучшие крысоловы, как, например, в 1827 году терьер Билли, который задушил 100 крыс за 12 минут. В 1862 году терьер по кличке Джеко уничтожил за день более 1000 крыс, при этом с последней партией из 100 крыс он расправился за 5 минут 28 секунд.
С началом применения ядовитых приманок для крыс и после запрещения публичных зрелищ травли грызунов собаками собаки-крысоловы использовались в основном в сельской местности, зернохранилищах.
К породам собак-крысоловов относятся гладкошёрстный фокстерьер, манчестер-терьер, бультерьер, немецкий пинчер, цвергпинчер, голландский смаусхонд, шнауцер, той-терьер, уиппет, джек-рассел-терьер, пражский крысарик, андалузский трактирный крысолов, рэт-терьер.

### Охотничьи собаки

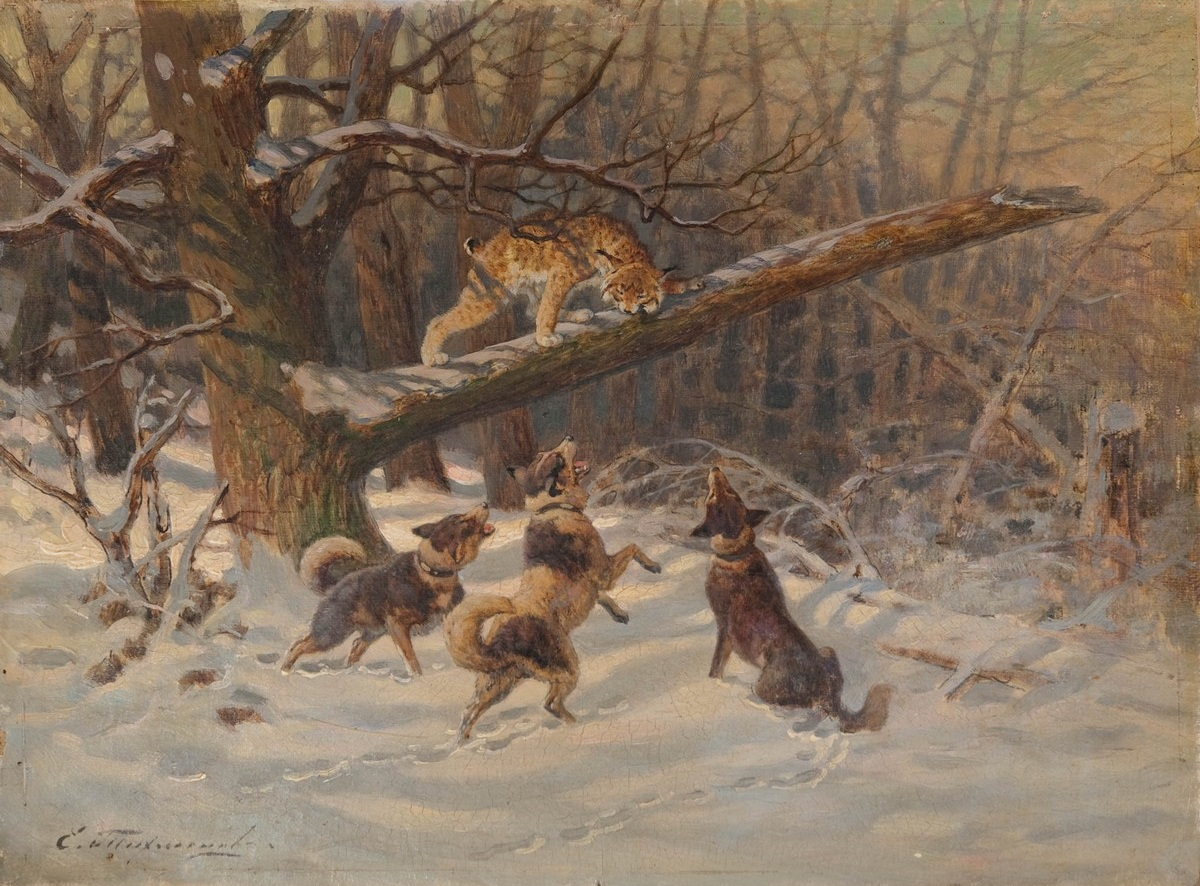
Лайки на охоте

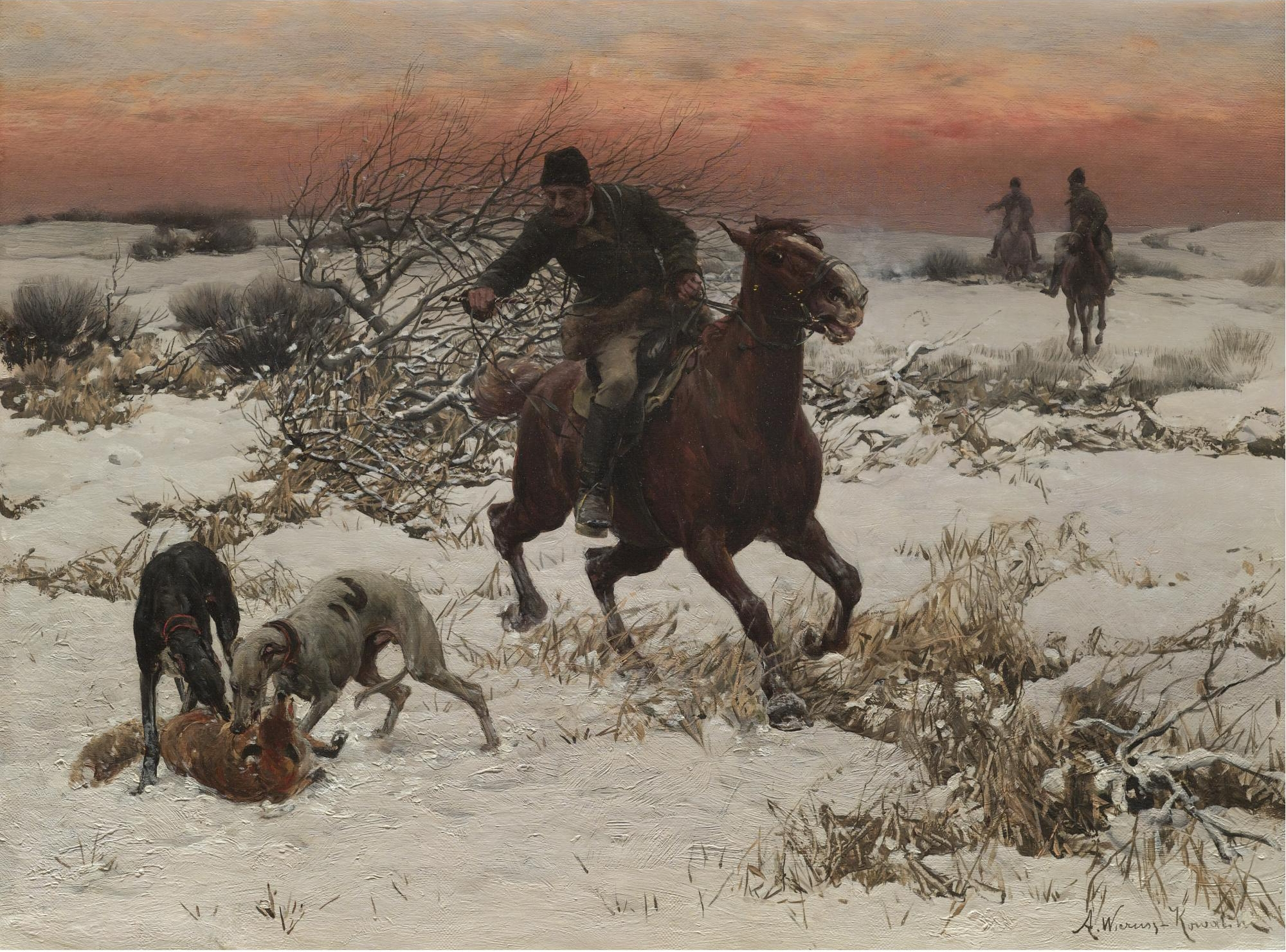
Охота с борзыми

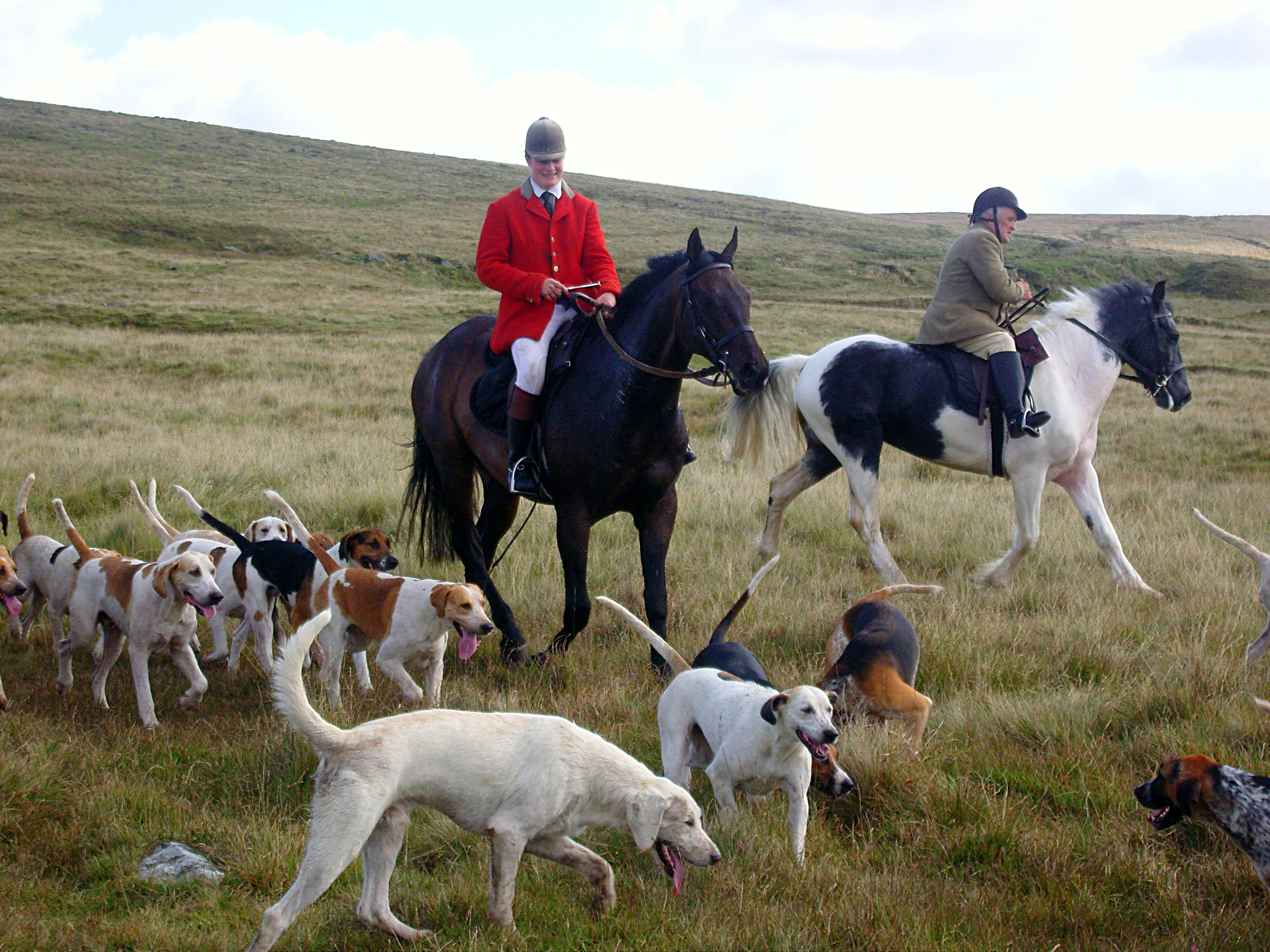
Охота с гончими

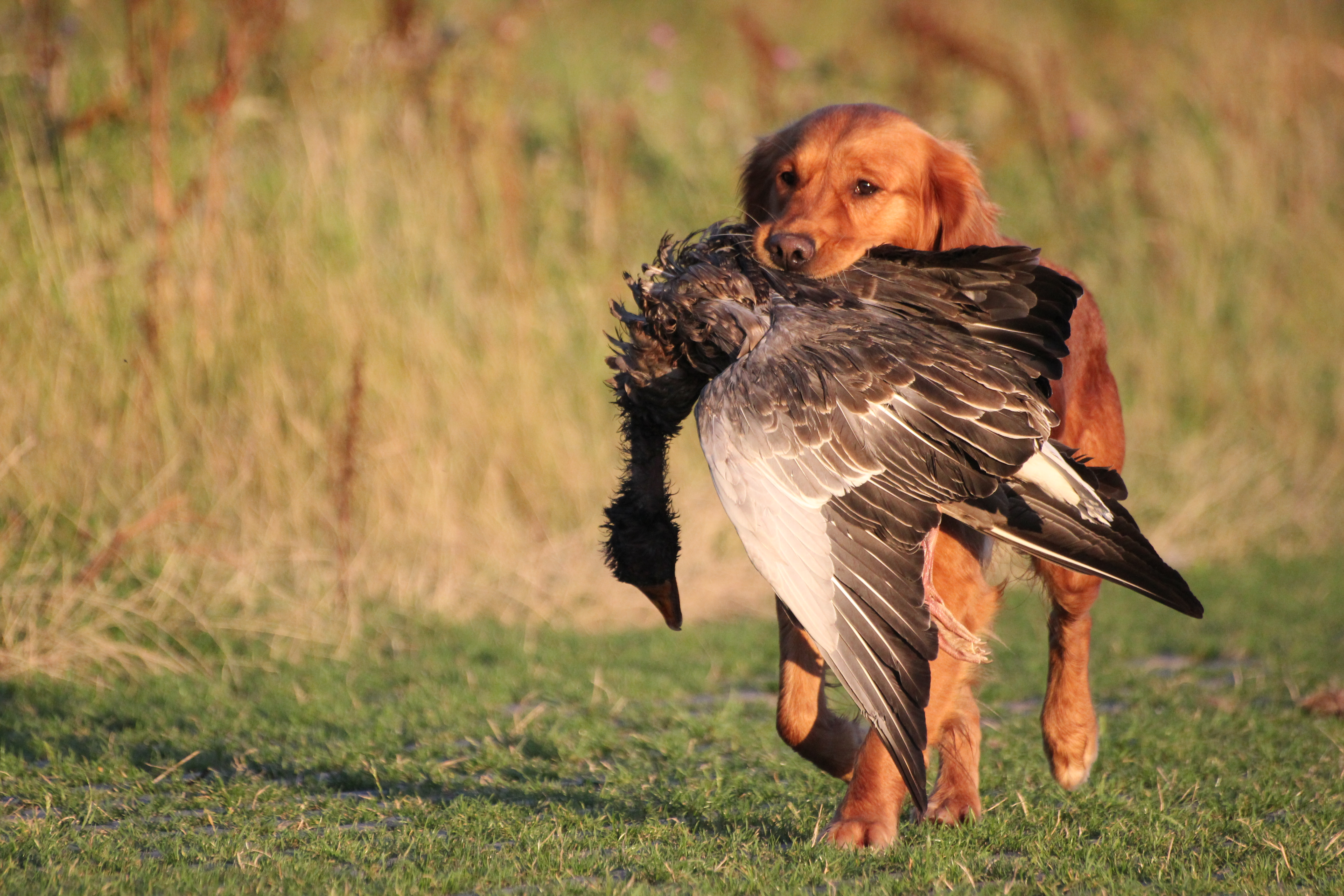
Ретривер

Охотничьи собаки специализируются по способу охоты и виду дичи.
Самая универсальная порода охотничьих собак — лайка. Лайки используются в охоте на пушную дичь, лося, оленя, кабана, медведя, бобра, боровую птицу и утку. Разыскав зверя или птицу, лайка привлекает их внимание лаем и задерживает до подхода охотника. Уходящего зверя, птицу преследует молча. В собаках ценятся чутьё, быстрота и правильность поиска, голос и характер облаивания, слежка зверя, вязкость (настойчивость в преследовании дичи), отношение к зверю или птице. При охоте на лося и оленя важно мастерство постановки зверя. В работе с медведем оценивается отношение к следу, смелость, злобность, приёмистость хваток и ловкость. При охоте на уток собака должна уметь находить и подавать охотнику убитую птицу.
Гончие собаки предназначены для охоты гоном. Найдя след зверя, собака должна преследовать его с лаем до его изнеможения или выставления на охотника. Отдельную подгруппу составляют гончие по кровяному следу. Свойства хороших гончих собак заключаются в вязкости (настойчивости в преследовании), верности (лае только по преследуемой дичи), полазистости (умении разыскать дичь), паратости (быстроте гона), нестомчивости (неутомимости во время продолжительного преследования), хороших голосах (сильном, чистом, музыкальном и звонком лае), мастерстве (навыках в работе), хорошем чутье, стайности (способности гнать зверя стаей или смычком, не отделяясь друг от друга), свальчивости (быстром сборе смычки или стаи), ровности ног (дружности стайного гона), позывистости (послушании к вызову) и вежливости (повиновении охотнику, а также равнодушии к домашнему скоту).
Борзые собаки применяются для безружейной охоты (травли) на зайцев и лисиц, которых собака хватает на бегу. Важнейшие свойства борзых — способность зрительно находить зверя и не терять его во время преследования (зоркость), возбуждение при виде зверя и ярость в преследовании (жадность к зверю), быстрота собаки и сила финального броска (резвость и бросок), умение не отставать от зверя на крутых поворотах и бросках его в сторону (ловкость на угонках), упорство в преследовании, выносливость (настойчивость и сила), верность при броске; точность броска (участие в ловле и поимистость), слаженность собак во время преследования; послушание охотнику.
Норные собаки (терьеры и таксы) используются для охоты на барсука и лисицу в норе. Рабочими качествами являются быстрота поиска и преследования дичи, злобность к зверю; настойчивость в борьбе (вязкость); голос и послушание охотнику.
Легавые собаки используются для охоты на боровую, полевую и болотную пернатую дичь. Пользуясь чутьём, собака разыскивает птицу, останавливается перед ней в характерной напряжённой позе — «стойке», затем по команде охотника бросается вперёд и спугивает её под выстрел, затем находит и приносит охотнику подстреленную дичь. При отборе рабочих собак проверяются дальность и верность чутья, манера причуивания, быстрота и манера поиска, потяжка и стойка, подводка, свойственный породе стиль работы, послушание охотнику.
Спаниели и ретриверы могут подавать подстреленную дичь с воды. Некоторые породы как, например, коикерхондье, охотятся на птицу в особенной манере.

### Псовая охота
Существует традиция псовой охоты и на Руси, причём одна из пород охотничьих собак называется «русская псовая борзая». В испытании принимают участие как одиночные собаки, так и пары и своры. Оцениваются следующие качества борзых: резвость, зоркость, настойчивость при преследовании, сила и выносливость, участие в ловле и поимистость, мастерство или слаженность работы группы, поведение в своре и вне своры, отношение к пойманному зверю. Важно, что собака, с одной стороны, должна быть достаточно агрессивна, но, с другой, не должна рвать пойманного зверя. Борзых, замеченных за последним поведением, лишают диплома. Также борзые не должны нападать на домашних животных.
Точно неизвестно, когда псовая охота приобрела популярность на Руси и откуда появились охотничьи собаки. Некоторые винят в отсутствии информации по этому вопросу монахов-летописцев, неодобрительно относившихся к собакам и называвших их «псами смердячими». По одной из версий охотничьих собак привезли с собой татаро-монгольские завоеватели.
Существуют свидетельства о том, что собаки служили подарком для знатных особ (возможно, реплика из «Ревизора» Гоголя о даче взяток борзыми щенками имеет отношение к этой традиции). Так, в приданое дочери Ярослава Мудрого Анны, которая вышла замуж за короля Франции Генриха I, входили три борзые собаки. Дарил борзых и царь Борис Годунов. В годы царствования Николая II известностью пользовалась Першинская охота.

### Псарня

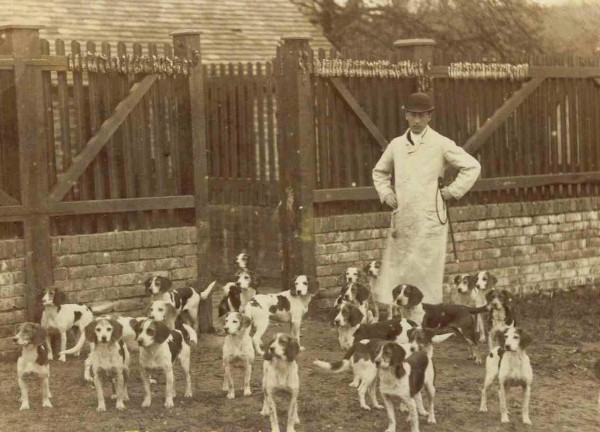
Псарня, 1885

В среде зажиточного сословия нередко содержались псарни, специальные помещения для своры охотничьих собак. Рядом находились служебные постройки, в которых проживал ухаживающий за животными персонал.
Действующие псарни сохранилась и до наших дней, например, в замке Шеверни содержат около 100 гончих. Во время летнего сезона для туристов в псарне устраивают зрелищное представление кормёжки собак.
В рассказе П. Д. Боборыкина «Псарня» повествуется о жизни доезжачего (должность, главный псарь) Андрюшки.
Эзоповым языком И. А. Крылов повествует в басне «Волк на псарне» события 1812 года, когда Наполеон вошёл в Москву.

### Ездовые собаки
В крестьянских дворах собаки широко использовались для транспортировки.
В условиях крайнего Севера собаки в качестве ездовых животных для людей незаменимы: они выносливы, безотказны, преданы хозяину, проходят по льду и рыхлому весеннему снегу — там, где более крупные животные (олени, лошади) скользят или проваливаются. В пургу собаки стремятся к жилью, их чутьё и инстинкт заменяют компас.
Ездовая упряжка имеет одного или несколько вожаков, которые организуют работу, выбирают темп движения, дорогу среди торосов и т. д.
С помощью собачьих упряжек проводились исследования Северного и Южного полюса.
В 1907 году Ф. Кук и в 1909 году Р. Пири на собачьих упряжках достигли Северного полюса.

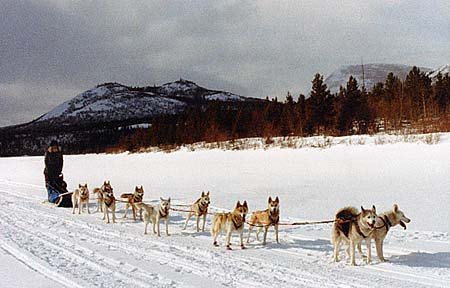
Упряжка из 10 ездовых собак. 1994 год, оз. Лаберже, Канада

Норвежец Руаль Амундсен для покорения Южного Полюса приобрёл в Гренландии для своей экспедиции 97 отборных собак «извозчиков» (гренладских ездовых собак), которые пробегали до 100 км в день.
Британская экспедиция под предводительством капитана Роберта Скотта для исследования Южного полюса в качестве тяговой силы использовала различные источники: шотландских пони, ездовых собак с русского Дальнего Востока (гиляцкие ездовые с русским каюром — Дмитрием Гиревым), мотосани. Но из-за сложности взаимоотношений самого Скотта с собаками (у него был неудачный опыт взаимодействия с собаками в предыдущей экспедиции) им была отведена только подсобная роль, а основная ставка была сделана на пеший переход людей, что сыграло роковую роль. Таким образом, Руаль Амундсен благодаря собакам опередил экспедицию англичан, 14 декабря 1911 года на самой южной точке был водружён норвежский флаг. Полярный исследователь Амундсен прошёл на собаках в тяжелейших условиях Антарктиды за 99 дней 2980 км, часть животных пошло на корм исследователям. Через месяц на место прибыла исследовательская экспедиция Скотта, на обратном пути, не дойдя до склада с провиантом, участники экспедиции погибли, их нашли собаки Дмитрия Гирева.
В 1742 году штурман Российского флота Семён Иванович Челюскин совершил путешествие на собачьих упряжках. Пройдя около 4 тысяч вёрст с территории Якутии до Таймырского полуострова, он впервые достиг северной оконечности Азии — современного мыса Челюскин.

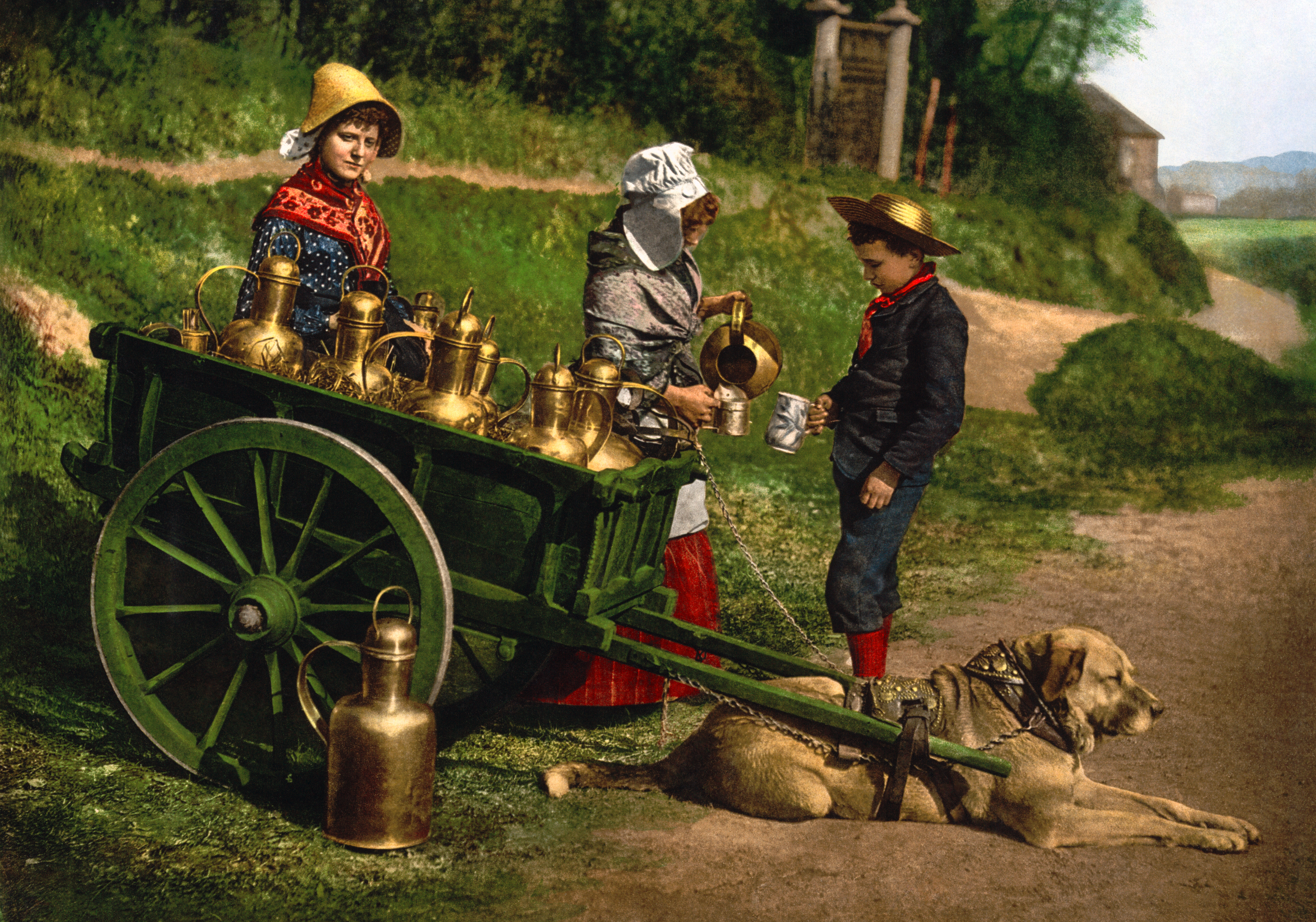
Фотоснимок конца XIX века с двумя разносчиками молока с тележкой, запряжённой собакой; Бельгия

В книге «География Российской Империи» Ивана Папловского, вышедшей в 1843 году, сообщается, что собаки (якутские лайки) использовались для «почтовой гоньбы». Так, в 1839 году в Якутской области в зимний период для почтового сообщения из Якутска в Охотск и далее на Камчатку использовалось до 20 саней (нарт) «для перевозки тягостей. В сани запрягалась обычно 10 собак по 2 в ряд на длинном ремне, с передовой одиннадцатою. Так они везут тягости от 25 до 35 пудов, пробегая в день до 80 вёрст, а на лёгкой езде эти же собаки пробегали в день до 140 вёрст».
По свидетельству этнографа В. Туголукова о колымо-индигирских упряжках середины XIX века, их средняя скорость по бездорожью на длинных дистанциях составляла до 10 км/ч, на трассах зимних дорог длиной в 200—250 км — до 15—17 км/ч. Легковая нарта могла пройти 250 км за 15 часов, 750 км — за 3 суток. По хорошей дороге упряжка из 12—14 собак везла неограниченно долго до 1 т груза, по бездорожью — не более 500 кг.
Специалисты[уточнить] полагают, что ездовое собаководство гораздо старше езды на оленях. Ещё в эпоху неолита на побережье Северо-Восточной Азии, на территории современной Якутии, Чукотки, Камчатки и Сахалина, собак начали использовать для езды. Кроме того собаки в качестве ездового транспорта были распространены у нивхов, территорию проживания которых китайские источники называли «страной собак».
Вплоть до 1960-х годов собачьи упряжки были важным, кое-где даже единственным, видом зимнего транспорта северных регионов России. Ими пользовались не только местные жители, но и все государственные службы, включая пограничные войска, почтовую службу и научные экспедиции.
Вспоминая «Великий санный путь» от Гудзонова залива до Чукотского полуострова протяжённостью 18 тыс. км, датский полярный исследователь Кнуд Расмуссен писал:

Меня охватывает горячее чувство благодарности к нашим терпеливым, неприхотливым собакам. Мы трудились, выбивались из сил, заодно с ними, работали дружно — как только могут работать живые существа, помогая друг другу…

Применение собак в упряжках в северных условиях для передвижения людей послужило причиной возникновения ездового спорта.
В начале XX века стали пользоваться популярностью соревнования «гонки на собачьих упряжках» или «скипуллинг». На Всеаляскинских гонках 1909 года впервые приняла участие упряжка выносливых и скоростных сибирских хаски. В январе 1931 года в СССР прошёл «Большой Северный пробег» на 2500 км, а в феврале того же года — пробег камчатских лаек на 4000 км Свердловск—Москва.
Отмечая качества ездовых собак, чемпион по гонкам на собачьих упряжках «Айдитарод» (англ. Iditarod) (1992, 1994, 1997, 2002) Мартин Бусер (англ. Martin Buser) сказал:

Хорошая ездовая собака — это личность: честная, работающая, дружелюбная, с положительным настроением на кропотливую работу. Кроме прочего такая собака обладает хорошим аппетитом, прочными лапами и способностью быстро бежать на длинную дистанцию. Физические качества и состояние мускулатуры собаки важны, однако самые лучшие собаки — это такие, у которых есть ещё сердце, воля и желание до конца выполнить свою работу.

Существует также вид спорта, где собаки тянут не сани, а тележку с грузом или человеком в ней — картинг.

### Пастушьи собаки
На протяжении многих веков собаки являлись незаменимыми помощниками человека в защите скота и в управлении им, в этих целях выведено множество пород, которые по современной классификации Международной кинологической федерации (FCI) выделены в отдельную группу, с двумя секциями — пастушьи и скотогонные.
Часто в названиях пастушьих пород присутствует название местности, где их разводили, например: бергамская, лапландская, шотландская, швейцарская, бельгийская овчарки, австралийский хилер, сен-мигельский фила, арденский бувье и многие другие.
Очень древняя порода рослых пикардийских овчарок севера Франции (район Па-де-Кале) берёт начало от древних собак кельтов, завоевавших в VI веке до н. э. Западную Иберию, так же как и мощные испанские мастифы (официальное название с 1946 года).
Ранее мастифы различных областей Испании (Ла-Манча, Леон, Эстремадура, Кастилия) выполняли функцию защитников от хищников огромных стад в 1000 голов, кочевавших с места на место. Ценность этих собак была равна человеческой жизни, от них зависело благосостояние овцеводов.
Если для древних племён, занимавшихся разведением скота, требовались крупные и злобные собаки для защиты от хищников и чужаков, то при усилении развития животноводства (главным образом овцеводства) и земледелия появилась необходимость в сравнительно небольших, смышлёных, послушных, умеющих управлять стадом собак, которых использовали для пастьбы не только скота, но и птицы — гусей, уток и др.

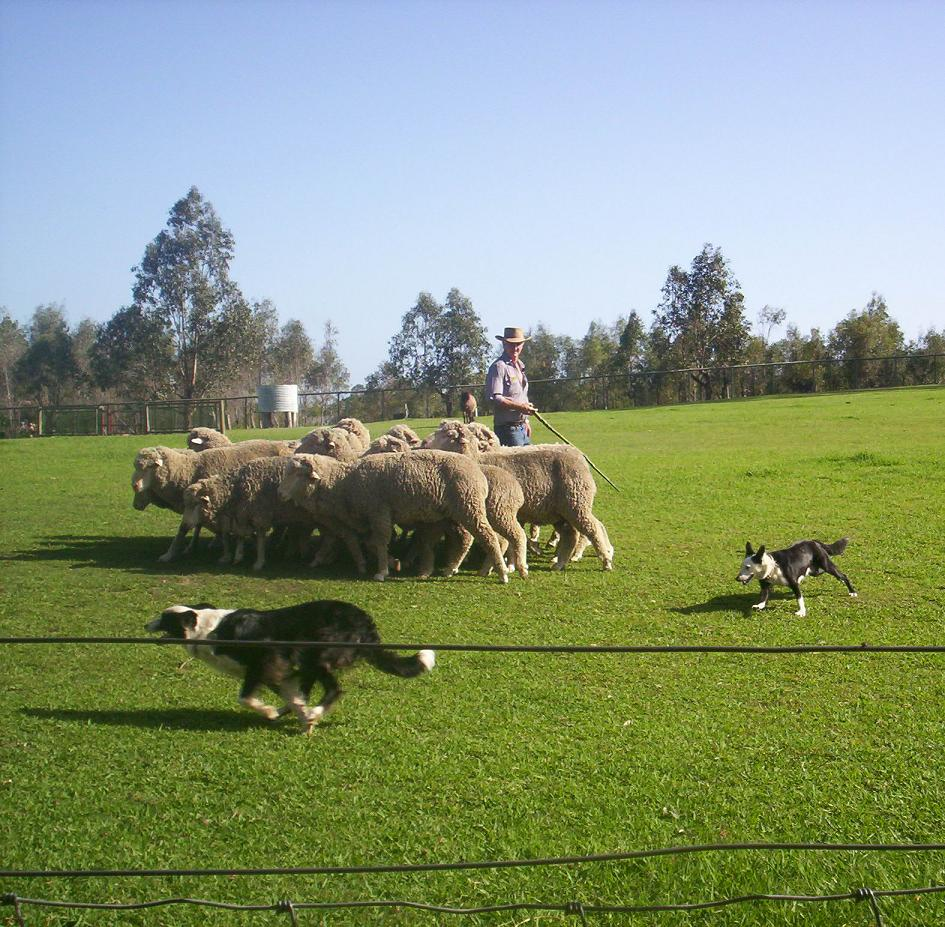
Пастух и его собаки гонят овец

И в наши дни фермеры по-прежнему нуждаются в помощи собак. Пастухи отбирают самых сообразительных и послушных, обучают их работать, проводят соревнования, демонстрируя искусство дрессировки.
Например, на соревнованиях пастушья собака должна суметь выделить из стада определённое количество животных и доставить их через множество препятствий к отмеченному месту, при этом пастух находится в отдалении на 100 м и отдаёт распоряжения с помощью звуковых или визуальных сигналов (свистка, команды).
От пастушьих собак (овчарок) требуется выносливость, работоспособность, в день они пробегают десятки километров, при этом овчарка не должна пугать и травмировать животных, особенно таких пугливых, как овцы.
Прежде чем приступить к обучению, молодых собак отбирают по заинтересованности. Обучение происходит путём наставничества более опытными собаками. Каких-либо твёрдых правил дрессуры нет, у каждого тренера может быть своя методика и команды. Эксперт Джон Холмс отмечает, что «в работе с овцами абсолютное послушание совершенно необходимо и вследствие развития пастушьих пород не похоже, что удастся вывести пастушью собаку из собаки-лидера».
Характерные породные качества овчарок, такие, как способность всегда быть начеку, проявлять злобность к посторонним, отличные способности к обучению оказались весьма пригодны для выполнения служебно-розыскных, спортивных, военных и других обязанностей.
К группе пастушьих и скотогонных собак относятся породы, которые в настоящее время чаще используются как служебные, спортивные, розыскные.

### Вертельные собаки
В Англии XVI века собак (т. н. кухонные или вертельные собаки) стали использовать для вращения вертела. Был придуман специальный механизм, который приводился в действие колесом, внутри которого и бегала собака. Обычно на кухне держали двух псов, работавших попеременно, а при жарке больших кусков мяса — вдвоём. Со временем была выведена специальная порода, о размерах которой можно судить по габаритам сохранившихся колёс — их диаметр колеблется от 78 до 143 см, а ширина дорожки составляет 20—30 см. Canis vertigus, или собака вертящая, упомянута в сочинении Карла Линея «Цинография», согласно которому существовали короткошёрстные и длинношёрстные разновидности этой породы. К середине XIX века англичане практически отказались от «собачьего двигателя», окончательно порода исчезла к началу XX века. Также собак использовали для приведения в движение механизмов маслобоек, молотилок, насосов и швейных машин.

### Как пища

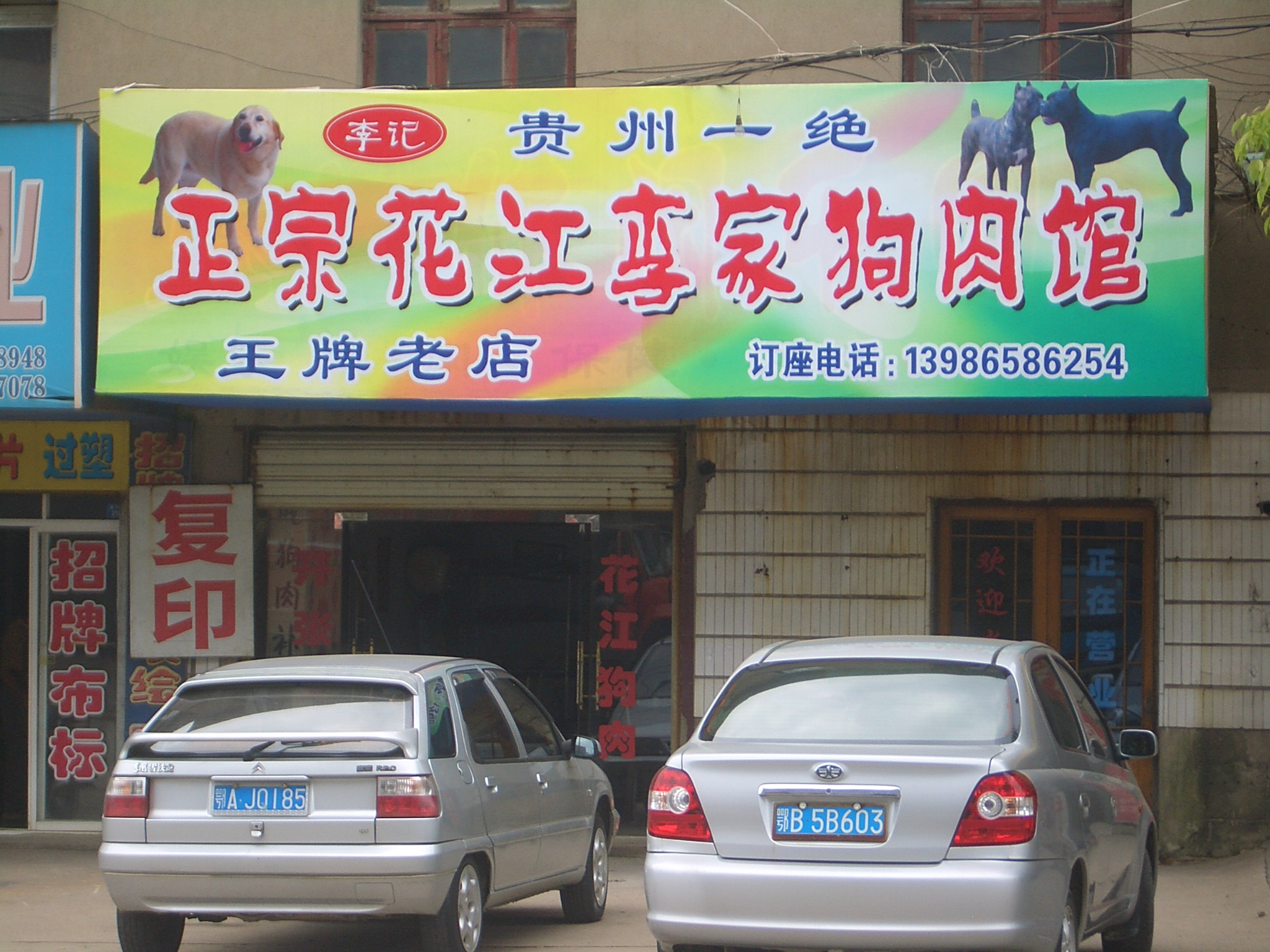
Мясная лавка в провинции Китая

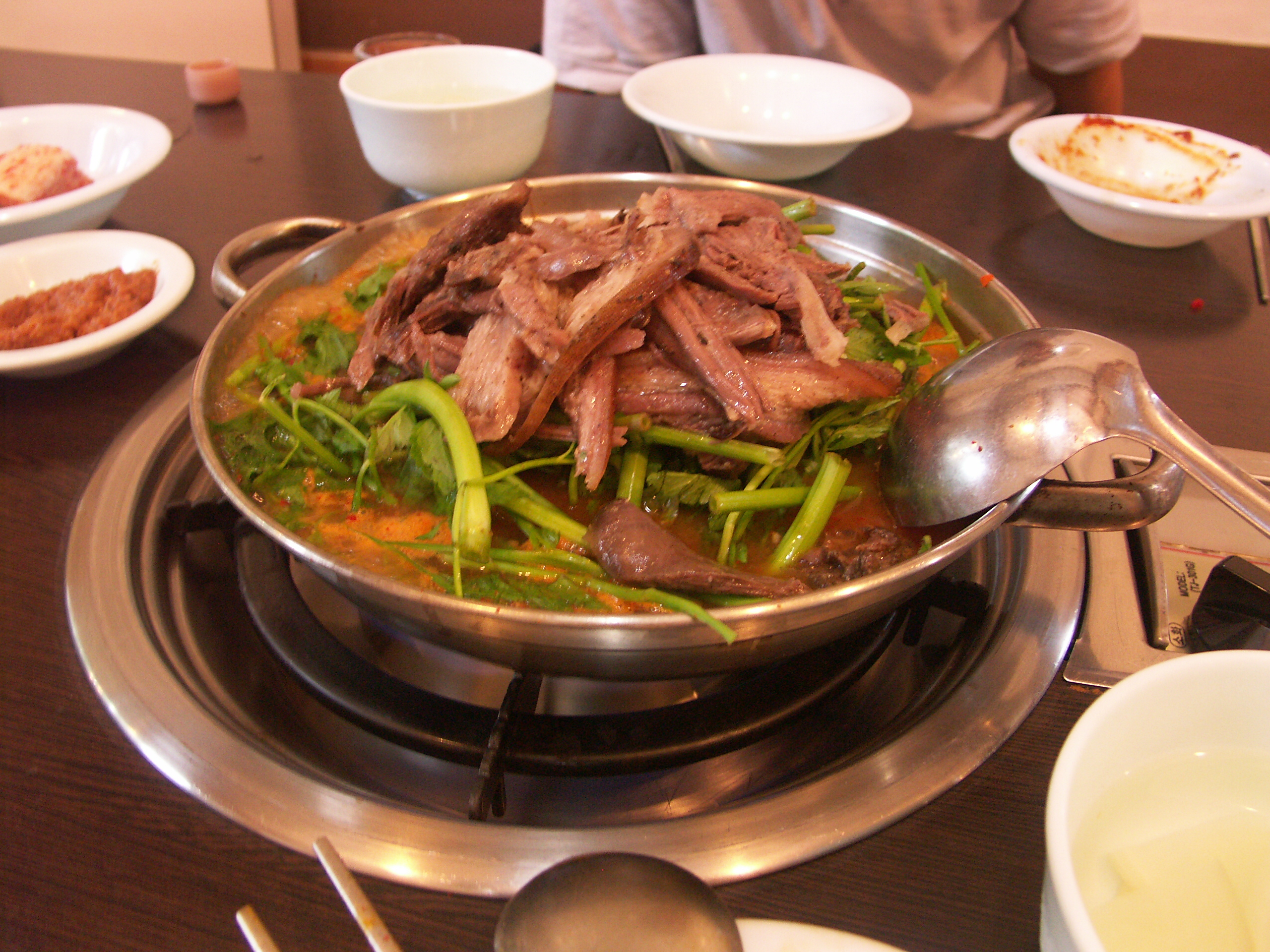
Гэгоги (собачье мясо), подаваемое в корейском ресторане

Мясо собаки являлось традиционным пищевым продуктом в Корее, Вьетнаме, обычай сохранился и в южных областях Китая, хотя в XVII веке маньчжурская династия Цин запретила употребление собак в пищу. Гоминьдановцы, противостоявшие Сунь Ятсену, вкладывали в церемонию приготовления блюда из собачатины символический смысл — маньчжурской революции.
Помимо политической подоплёки, чаще азиатские кулинарные традиции связаны с поверьями, вследствие чего на трапезный стол попадают не только собаки, но и редкие виды животных под угрозой исчезновения, например, панголины, тигры и т. д., которые должны избавить от нищеты, болезней, принести удачу и пр..
Официально в Южной Корее с 1991 года введён запрет на употребление собачьего мяса в пищу. В Северной Корее аналогичный закон был принят во время Олимпийских игр в Сеуле (1988). Примеру корейцев последовал и Китай в преддверии Олимпиады в Пекине. По словам представителя департамента общественного питания Пекина, решение принято «из уважения к обычаям многих стран и народов».
За нарушение запрещающих законов предусмотрены штрафные санкции и лишение свободы, однако по официальным данным южнокорейского правительства по состоянию на 1998 год в стране работало 6484 поставщиков, нелегальные антисанитарные собачьи фермы.
В современной китайской кухне из собачьего мяса обычно готовится рагу. Молва приписывает блюдам из собачьего мяса свойство облегчать влияние жары, поэтому блюда из собачатины особенно популярны в летние месяцы. В современном Китае в дни летнего солнцестояния проводятся праздники поедания собачатины. Западные наблюдатели критикуют как саму традицию, как таковую, так и способы забоя собак.

## Заболевания

### Генетические патологии
Вследствие инбридинга многие породы склонны к тем или иным наследственным заболеваниям, таким как гемофилия, эпилепсия, болезни сердца, дисплазия тазобедренного сустава и др.
Высокий коэффициент инбридинга (или коэффициент Райта) приводит к нежелательным генетическим дефектам, инбрендной депрессии. При этом у собак наблюдаются ослабление иммунной системы, снижение плодовитости, переутончённость скелета и многие другие проблемы со здоровьем. Например, боксёры, бостон-терьеры, золотистые ретриверы, доберманы-пинчеры, шотландские терьеры, бобтейли подвержены опухолям головного мозга.
Изучение генетической карты разных пород собак показало, что за многие особенности роста и формы тела и морды разных пород собак отвечают лишь несколько десятков генов. При этом аналогичные гены встречаются у людей и часто вызывают разные патологии. Например ген, делающий некоторые породы собак маленькими или очень крупными является причиной карликовости или гигантизма у людей. Другим породам, таким, как мопсы и бульдоги свойственно иметь плоские морды, что также является патологией и аналогичный ген у людей вызывает брахицефалию, при которой типичен абсолютно плоский профиль с выраженной уродливостью лица и выпученность глаз. Страдающие брахицефалией имеют проблемы: головную боль и плохое зрение. Примечательно, что плоскомордые собаки также страдают от ухудшения зрения.
Подобные гены собаки унаследовали от волков, но носители таких патологий не выживали в дикой природе, а жизнь с человеком повышала шансы «больных собак» на выживание и помогала передавать гены своим потомкам. Но самым важным фактором распространения патологических генов послужила намеренная селекция собак с целью вывести новые породы. Впоследствии те или иные патологические гены стали частью особенностей определённой породы собаки.
Дружелюбие и верность, которые отличают собак от волков, по результатам исследования, являются также последствием патологического гена, который у людей вызывает синдром Вильямса. Больные этим синдромом обладают нетипичной «внешностью эльфа» и в их поведении проявляется выраженное добродушие, верность и умственная отсталость. Известно, что собаки, даже будучи одичалыми, не способны на сложную невербальную коммуникацию, как их предки волки, а также хуже приспособлены для выживания в дикой природе. Одновременно разные интеллектуальные тесты показывают, что собаки не глупее волков и даже наоборот лучше волков запоминают команды людей.
Среди бездомных собак, особенно до «седьмого колена» наоборот в результате естественного отбора патологические гены, вызывающие, например, карликовость или плоскую морду, практически отсутствуют. Для всех бездомных собак типичен относительно крупный размер тела, короткие уши, длинный хвост и длинная морда, что повышает их шанс на выживаемость.

### Инфекционные заболевания
Собаки подвержены различным инфекционным заболеваниям. Возбудители некоторых из них являются общими для собак и человека. Собаки могут быть переносчиками опасных паразитарных болезней человека, в том числе смертельных и вызывающих слепоту, например эхинококкоз, токсокароз, псевдосаркоптоз.
Наиболее опасное заболевание, передающееся человеку, — бешенство — может привести к смертельному исходу, если не предотвратить его своевременным проведением пост-экспозиционного лечения сыворотками.
По данным ВОЗ, в мире более 99 % всех случаев смерти людей от бешенства происходит в Африке и Азии.
В числе других опасных инфекционных болезней — пироплазмоз, лептоспироз, парвовироз, инфекционный трахеобронхит,
инфекционный гепатит, энтерит. Наиболее опасная вирусная болезнь, не передающаяся другим домашним животным и человеку, — чумка.
Существуют сыворотки против многих инфекционных болезней. Следует каждый год прививать от бешенства и других заболеваний.

### Другие заболевания собак
Собаки подвержены авитаминозам, вызывающим нарушение обмена веществ, патологии органов и иммунной системы.
Собаки чувствительны к алкалоиду теобромину, содержащемуся в шоколаде. Даже небольшое количество горького шоколада может вызвать серьёзные последствия, вплоть до летального исхода.
Употребление винограда и изюма является потенциальной угрозой для здоровья и жизни собак. Оно может повлечь острую почечную недостаточность с анурией. Это явление впервые было выявлено Центром борьбы с отравлением животных (ЦБОТ; Animal Poison Control Center), которым руководит Американское общество по предотвращению жестокого обращения с животными. С апреля 2003 по апрель 2004 ЦБОТ зафиксировал около 140 случаев отравления, в том числе 50 животных с начальными симптомами, и 7 летальных случаев. Клинические данные свидетельствуют о том, что потребление изюма и винограда может быть смертельным для собак, но механизм отравления до сих пор неизвестен.

## Поведение и психология собаки
Психика собаки является результатом совместной эволюции с человеком и, в отдельных случаях, искусственного отбора. Собаки способны великолепно понимать выражение голоса и лица человека и определять его намерения. Собаки — это единственные животные, которые умеют следить за тем, куда смотрит человек, и пользуются этим при взаимодействии с ним.
Собаки обладают индивидуальностью. Характер собаки зависит как от природных задатков — темперамента, агрессивности, сообразительности, особенностей породы, так и от воспитания. Одним из основных наследственных факторов, влияющих на характер собаки, является темперамент. Широкое распространение для определения темперамента собаки получил тест Кэмпбелла.
Способности и поведение собак, заложенные на генетическом уровне, обуславливают и так называемую породную специфику. К примеру, охотничьи собаки по-разному преследуют добычу: терьеры предпочитают мелких животных, гончие ориентируются на дичь по запаху, борзые способны развивать высокую скорость.

### Интеллект
В тестах на элементарную рассудочную деятельность собаки демонстрируют высокие результаты, уступающие только человекообразным обезьянам, дельфинам и некоторым врановым птицам. К примеру, собаки успешно решают когнитивные задачи на экстраполяцию направления движения объекта и задачи на оперирование эмпирической размерностью фигур.
Интеллектуальные способности собаки зависят от генетических и индивидуальных особенностей, условий социализации и воспитания, развиваются в результате накопления различного жизненного опыта, дрессуры, тесного общения с человеком.
Собаки способны понимать обозначение тех или иных слов. Исследователи-психологи Эллистон Рейд и Джон Пиллей из колледжа Воффорд в городе Спартанберг (США) обучили бордер-колли по кличке Чейсер вербальному восприятию более 1000 объектов. Собака также способна классифицировать функции и формы объектов, что сопоставимо с интеллектуальными способностями трёхлетнего ребёнка.

Результаты нашего эксперимента показали, что у собак отлично развиты способности к пониманию речи, однако они, к сожалению, не могут говорить сами.
— Адам Миклоси, автор исследовательской программы.
Когнитивные способности собак состоят из комплекса различных мышлений. Стэнли Корен, PhD, профессор психологии в Университете Британской Колумбии, определил три типа мышления у собак: адаптивный, инстинктивный и рабочий. Все эти три типа и составляют «общий интеллект» собаки. Первые два вида интеллекта характеризуют индивидуальность животного и измеряются собачьими интеллектуальными тестами (IQ тест), рабочий определяется породой. Адаптивное мышление позволяет собакам оценивать, анализировать ситуацию и обучаться.
Собаки видят сновидения, при этом во сне они нередко сучат ногами и издают звуки. По всей видимости, частым мотивом собачьих снов является охота, а также впечатления прошедшего дня.

### Вокализация

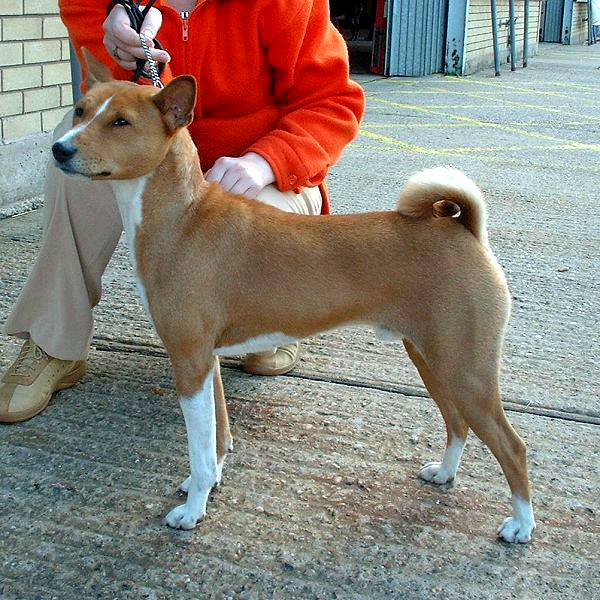
Африканская порода собаки басенджи не умеет лаять

Голосовые сигналы собак очень похожи на сигналы их предполагаемых предков — волков. Различия заключаются, главным образом, в частоте использования различных вокализаций — собаки лают гораздо чаще, чем волки, а воют реже. Вокализация собак, несмотря на особое значение последних в жизни людей, остаётся малоизученной.
Лай и вой (по классификации Темброка) относятся к дистантным сигналам — они хорошо распространяются на расстоянии и используются для поддержания связи внутри стаи и между стаями.
Профессор психологии из Университета Британской Колумбии, автор многих публикаций и книг Стэнли Корен (англ. Stanley Coren), изучая историю одомашнивания собак, выяснил, что люди, нуждаясь в охранных функциях собаки, отбирали тех из животных, кто громче и чаще лаял. Эту гипотезу подтвердил и баварский учёный по изучению поведения собак Эрик Цимен (нем. Erik Zimen). Психологи Джон Скотт (англ. John Scott) и Джон Фюллер (John Fuller) определили корреляцию лая с генотипом: некоторые особи лают охотней, как правило, у них доминантный тип характера.
По данным группы учёных Массачусетского университета, под руководством Кэтрин Лорд изучавших тональность и шумовые свойства собачьего лая, последний состоит из частых, прерывистых звуков со средней частотой 715 Гц.
- Собаки издают лай в различных ситуациях — при встрече хозяина, при игре, при встрече незнакомцев. Характер лая (радостный или агрессивный) интуитивно понятен людям. В основном лай играет предупредительную функцию. Его характеристики зависят от состояния собаки — озабоченности, страха и агрессии. Чем агрессивней настроена собака, тем ниже тон лая.
- Вой — продолжительный тональный сигнал. У волков играет роль территориального маркера, а также средства поддержания социальных связей[191].
- Рычание — широкополосный сигнал переменной частоты и амплитуды. Сигнал угрозы.
- Скуление — высокочастотный негромкий сигнал. Акустически очень разнообразен — может включать различные модуляции и нелинейные феномены, кроме того, в норме содержит две основные частоты. Сигнал фрустрации — считается, что с помощью скуления собака привлекает внимание хозяина, когда встречается с неразрешимой для неё проблемой.
- Визг — высокочастотный сигнал, вызываемый болью или страхом[188].

Голос считается[кем?] важным признаком охотничьих собак. Благодаря тщательной селекции, у английских пород, особенно у гончих, специально добиваются его приятного звучания.

### Социальное поведение
Самым сильным инстинктом собаки является социальное поведение, которое проявляется не только по отношению к своему виду, но и в межвидовом взаимодействии.
Исследовав около 500 млекопитающих, учёные Оксфордского университета, в частности, руководитель проекта доктор Сюзанна Шульц (англ. Susanne Shultz), сообщили, что собаки являются самыми социальными из домашних животных.
Они стараются распознать намерение, настроение и действия членов своей стаи (или семьи), в том числе представителей других видов (таких, как кошки, морские свинки и т. д.) и активно коммуницируют с ними при помощи вокализации и визуальных сигналов тела (хвоста, ушей).
До недавнего времени предполагалось, что внутри группы собак существуют параллельно две иерархии — самцов и самок с чёткими правилами поведения.
В последние годы, с развитием науки, появлением новых исследований, многие специалисты категорически отвергают линейную иерархию, склоняясь к кооперативным взаимоотношениям.
Социальную природу собаки следует учитывать при воспитании.
В отдельных случаях специалисты считают необходимой корректировку поведения собаки: с точки зрения линейной иерархии, «методами доминирования» можно повредить психику животного.

### Репродуктивное поведение
У собак половое созревание заканчивается к 7—8 месяцам, а у некоторых больших пород затягивается до 2 лет. Юность у собак длится около 12—15 месяцев. По достижении половой зрелости животные проявляют готовность к спариванию, однако в нормальных условиях его не происходит. Молодые суки, в частности, остаются непокрытыми из-за противодействия взрослых сук.
В период течки, который, в зависимости от условий содержания и индивидуальных особенностей собаки, происходит один-два раза в год, из половых путей суки выступают пахучие выделения, привлекающие кобелей. Большое количество феромонов содержится в моче самки. Сама сука становится раздражительной или, наоборот, игривой. К середине второй недели она перестаёт отгонять кобелей и начинает преследовать их.
У собаки роды наступают приблизительно через 60 дней после зачатия. Перед родами самка становится беспокойной и начинает искать укромное место для обустройства гнезда.

#### Склещивание
При вязке нередко происходит зажим пениса во влагалище суки — склещивание. Оно происходит, когда, вследствие притока крови к пенису, луковица пениса (Bulbus glandis) значительно увеличивается в размерах, а стенки влагалища суки сжимаются. Это состояние в среднем продолжается около 20 минут, пока не произойдёт отток крови от головки пениса.
Во время склещивания кобель, перенеся ногу через суку, встаёт к ней спиной и спокойно ожидает окончания склещивания.

### Характер
В кинологии широко применяется классификация типов высшей нервной деятельности И. П. Павлова. Согласно этой типологии, на основании силы, уравновешенности и подвижности выделяют четыре типа нервной деятельности: возбудимый, инертный, подвижный и слабый. Тип нервной деятельности лишь в общих чертах определяет устойчивость собаки к нервно-психическим нагрузкам.
Помимо типа нервной деятельности, на поведение собаки влияет её природная склонность к определённым типам активности. Согласно учению о преобладающих реакциях поведения, у собаки может преобладать пищевая, оборонительная, ориентировочная или половая реакция. Преобладающая реакция определяет «круг интересов» собаки и является ключом к её воспитанию. К примеру, собаки с выраженной пищевой реакцией («лакомки») хорошо поддаются дрессировке вкусопоощрительным методом.
Сходным образом Кент Свартберг из Стокгольмского университета (Швеция) и его коллеги выделили у собак пять основных черт характера — игривость, любопытство, склонность к преследованию, общительность и агрессивность.
Во Фракийском университете на Факультете ветеринарной медицины в ходе экспериментального исследования (2007) специалисты выяснили, каким людям по типу темперамента (сангвиник, холерик, флегматик, меланхолик) лучше всего подходят определённые типы темперамента собак, которых также четыре.
Эксперт Стенли Корен (англ. Stanley Coren) сгруппировал различные породы собак по типам характера, наиболее подходящим для того или иного типа личности человека.

### Воспитание и обучение
Воспитание домашних питомцев зачастую недостаточно регламентируется законом[уточнить] и «отдаётся» на усмотрение хозяев. Тем не менее, существует минимум навыков, которыми должна обладать каждая собака. К ним относятся запретительная команда, фиксирующие команды «сидеть», «лежать», «ко мне» и движение рядом с хозяином. Кроме того, собака должна знать собственное имя и должна быть приученной к ошейнику, наморднику и отправлению естественных потребностей. Методики дрессировки подробно изложены в многочисленных руководствах, доступных как профессионалам, так и любителям.
Подходы к воспитанию собаки можно поделить на традиционные (основанные на представлении о примате отношений доминирования-подчинения в социальном взаимодействии собак) и новаторские (основанные на представлении о сотрудничестве, лидерстве и кооперации в воспитании).
Представления о жёсткой иерархической организации собачьей стаи возникли в результате экстраполяции результатов, полученных на содержащихся (в неадекватных условиях) в неволе волках. Особенностью этого подхода является применение силового воздействия, в том числе и с применением технических средств, а также строгой дисциплины. Проблемное поведение в рамках этого подхода рассматривается преимущественно с позиций доминирования-подчинения.
Международный тренер из Норвегии Анне Лилл Квам (Anne Lil Kvam) считает, что дрессировщики, которые используют силовые методы обучения, не только психически калечат собак, но и создают угрозу для окружающих. Анне Лилл Квам также обращает внимание участников семинаров, что при обучении собаки необходимо учитывать породную специфику. Например, пастушьи собаки больше ориентированы на совместную деятельность с человеком, нежели более самостоятельные примитивные породы.
К числу «новаторских» принадлежит известная школа Тюрид Ругос, последователи которой делают акцент на изучении сигналов умиротворения — «сигналов примирения». Сигналы примирения — это жесты, которые собака использует постоянно, выражая своё отношение ко всему вокруг и внутреннее состояние. В настоящее время открыто около 30 сигналов.
Собаки реагируют на эмоциональную интонацию человека, которая помогает им понять смысл сказанного. Однако, кроме специального обучения, собаки запоминают значение многих слов и фраз по собственному желанию, чему способствует постоянное общение с человеком.
Бродячие собаки демонстрируют чудеса приспособляемости в городских условиях. Превосходная социальная адаптируемость и хорошая топографическая память позволяют животным сформировать комплексную ориентацию по фоновым шумам (объявлениям и т. п.), запахам, временны́м промежуткам и, в меньшей степени, по визуальным раздражителям. Так, например, находясь в общественном транспорте, собаки безошибочно определяют «свою» остановку.

### Распространённые проблемы

#### Агрессия
Агрессия, являясь одним из механизмов установления иерархии, в той или иной степени присутствует в жизни каждой собаки. Она в значительной степени, но не полностью, определяется врождёнными факторами — большое значение имеет ранний жизненный опыт. Отношение к агрессивности определяется назначением собаки — для некоторых категорий служебных собак она является важнейшим качеством.
В основе агрессивного поведения могут лежать различные механизмы. Понимание причин агрессивного поведения помогает избежать несчастных случаев и необоснованного усыпления животных. Бывает, что люди из-за незнания психологии собаки сами провоцируют агрессивный выпад. Большинство агрессивных выпадов собак связано с охраной своего потомства и территории.
Социо-половая агрессия
В эту категорию включают агрессивное поведение, направленное на членов стаи в контексте социального и полового поведения, в том числе и иерархическую агрессию. Иерархическая агрессия начинает появляться рано, в возрасте около 3 недель и проявляется в виде борьбы за лучшее место, корм. В этом возрасте половые различия ещё не оказывают влияния на доминирование. К 2 месяцам кобели перегоняют сук в росте и силе и обычно занимают доминирующее положение в группе (помёте).
В 5—6 месяцев происходит социализация собаки. У щенков, лишённых общества взрослых собак, в этот период происходят серии исключительно жестоких схваток, ведущих к печальным последствиям, что объясняется отсутствием воспитания со стороны взрослых.
Особенностью этого типа агрессии является то, что она блокируется демонстрациями подчинения.
Материнская агрессия
Поведенческий рефлекс, направленный на защиту и выживание потомства.
Территориальная агрессия

#### Охотничье поведение
Собаки обладают ярко выраженной склонностью преследовать мелких животных. Эта черта абсолютно неприемлема для большинства владельцев собак — собаки становятся менее управляемыми и опасными для местной фауны — белок, кошек и даже собак мелких пород. В последнем случае проблема усугубляется тем, что жертвы, вместо того, чтобы убегать, принимают позу подчинения, которая не может остановить нападение, вызванное охотничьим поведением.
Преследование движущегося транспорта — автомобилей, велосипедов и мотоциклов — может стоить собаке жизни, и при отучении собаки от этой привычки вполне приемлемы жёсткие меры.

#### Боязнь одиночества
Для собаки, как социального животного, остаться в одиночестве — один из наиболее страшных сценариев. Чем сильнее собака привязана к хозяевам, тем сильнее она переживает одиночество. Чрезмерная привязанность собаки к хозяевам часто обусловлена травматическим опытом — ранним отъёмом от матери или сильным испугом:120.
Многие владельцы, идя на работу, вынуждены оставлять собак в одиночестве на долгое время. Оставленные в одиночестве собаки могут испытывать сильный стресс, который выражается в вое, лае и попытках открыть двери и окна. В таком случае собаки грызут или царапают когтями наличники дверей и окна:106. Для патологической боязни одиночества также характерно полное отсутствие аппетита в период отсутствия хозяина.

#### Попрошайничество
Попрошайничество как стратегия добывания пищи имеет большое значение для собак. В городской популяции взрослых бродячих собак доля «попрошаек» колеблется от 20 до 60 процентов, в зависимости от возраста (исключая щенков и очень старых собак).
Приём пищи людьми вызывает у собак живой интерес. Если собаку не уводить на время приёма пищи, то с большой долей вероятности она станет выпрашивать кусочек. Не каждый владелец собаки обладает достаточно твёрдым характером, чтобы выдержать жалобный взгляд любимца. Однако подобная практика очень быстро приводит к тому, что собака начинает активно выпрашивать, а порой требовать подачку, досаждая членам семьи и гостям. Кроме того, подкармливание негативно сказывается на послушании собаки.

#### Запаховая самомаркировка
Запаховая самомаркировка, или тергоровая реакция, представляет собой проблему для владельцев собак в силу характера запахов, которыми себя маркируют собаки. Собаки проявляют интерес к падали, экскрементам, отбросам. Найдя подобный сильно пахнущий объект, они начинают вываливаться на нём до тех пор, пока шерсть не пропитается запахом.
Считается, что тергоровые реакции выполняют сигнальную, антипаразитическую и маскировочную функции:165.

## Основы содержания

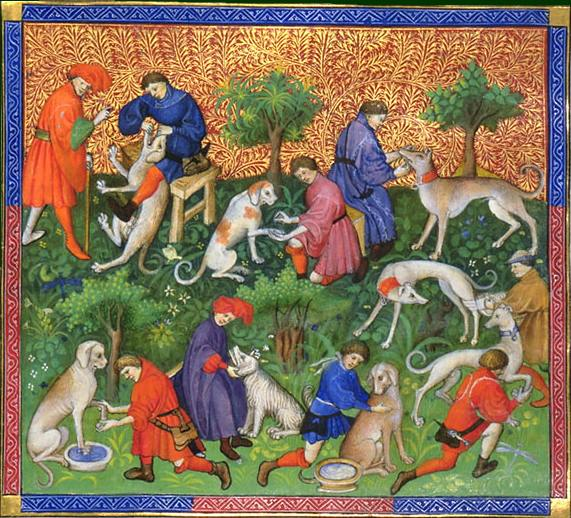
Сцены ухода за собакой в средневековом трактате «Книга об охоте» Гастона III де Фуа

Основой содержания домашних собак является необходимость регулярного удовлетворения их потребностей в физической и умственной нагрузке, а также достижение послушания и контролируемости собаки (успех чего во многом зависит от первого фактора). Собаке также необходимы общение с хозяевами, привитие понимания её места во внутрисемейной иерархии и проведение социализации с посторонними людьми и другими собаками.
Для обеспечения потребностей собаки в движении необходим её регулярный выгул.
Взрослых собак, не содержащихся во дворе или открытом вольере, рекомендуется выгуливать минимум два (а желательно три), раза в день. Молодых собак, щенков следует выводить на прогулку не менее 3—4 раз в день. Рекомендуемая норма длительности прогулки взрослой собаки зависит от породы, возраста и индивидуальных потребностей животного, степени активности занятий на прогулке, а также от погоды и прочих внешних условий. Для активных взрослых собак при нормальной погоде она составит полтора-два часа.
Занятия аджилити и дог-фрисби (англ. Dog Frisbee) способствуют поддержанию физической формы активных собак в городских условиях.
Как правило, здоровая взрослая собака, содержащаяся в квартире, при двукратном режиме прогулок привыкает к осуществлению своих туалетных потребностей только на улице.
При несоблюдении норм физических и умственных нагрузок собака, содержащаяся в квартире, пытаясь реализовать инстинктивные потребности, может портить стены, мебель и вещи в квартире, в которой она содержится. В ряде случаев это приводит к отказу владельцев от собак пород, которым свойственна активность.
Щенки как все молодые животные любознательны и интенсивно исследуют окружающую обстановку. Жевать и грызть предметы — естественная потребность собак, особенно щенков во время прорезания зубов, а также средство от скуки. Поэтому им следует давать игрушки, совместно играть, «перетягивать канат», кидать мячик, прятать, искать предметы.
У собак существует потребность в игре, поэтому совместные игры и игрушки занимают важную роль в жизни и взрослых собак. Чтобы избежать порчу мебели и вещей в доме, в зоомагазинах предлагаются специально изготовленные съедобные игрушки, предназначенные для жевания.
Собаке должно быть отведено место для отдыха, спокойное и по возможности изолированное, без сквозняков.

### Гигиена
Для поддержания здоровья, помимо регулярной вакцинации, необходимо осуществлять гигиенический уход за собакой: её шёрстным покровом, частями тела (уши, лапы), следует защищать кожу от различных паразитов. В настоящее время промышленность предлагает широкий ассортимент средств для ухода: шампуни, расчёски, ошейники против паразитов и так далее.
В некоторых странах страховые компании предлагают свои услуги для владельцев домашних животных. Типичная медицинская страховка включает в себя медицинскую диагностику, госпитализацию, рентгенографию, лабораторные анализы, хирургические операции, терапию.

### Питание
Собакам необходимо обеспечивать сбалансированное питание, состоящее из белков, жиров, углеводов, витаминов и минералов.
В настоящее время различают два типа кормления животных:
- Кормление кормами домашнего приготовления (натуральное питание)
- Кормление кормами промышленного производства

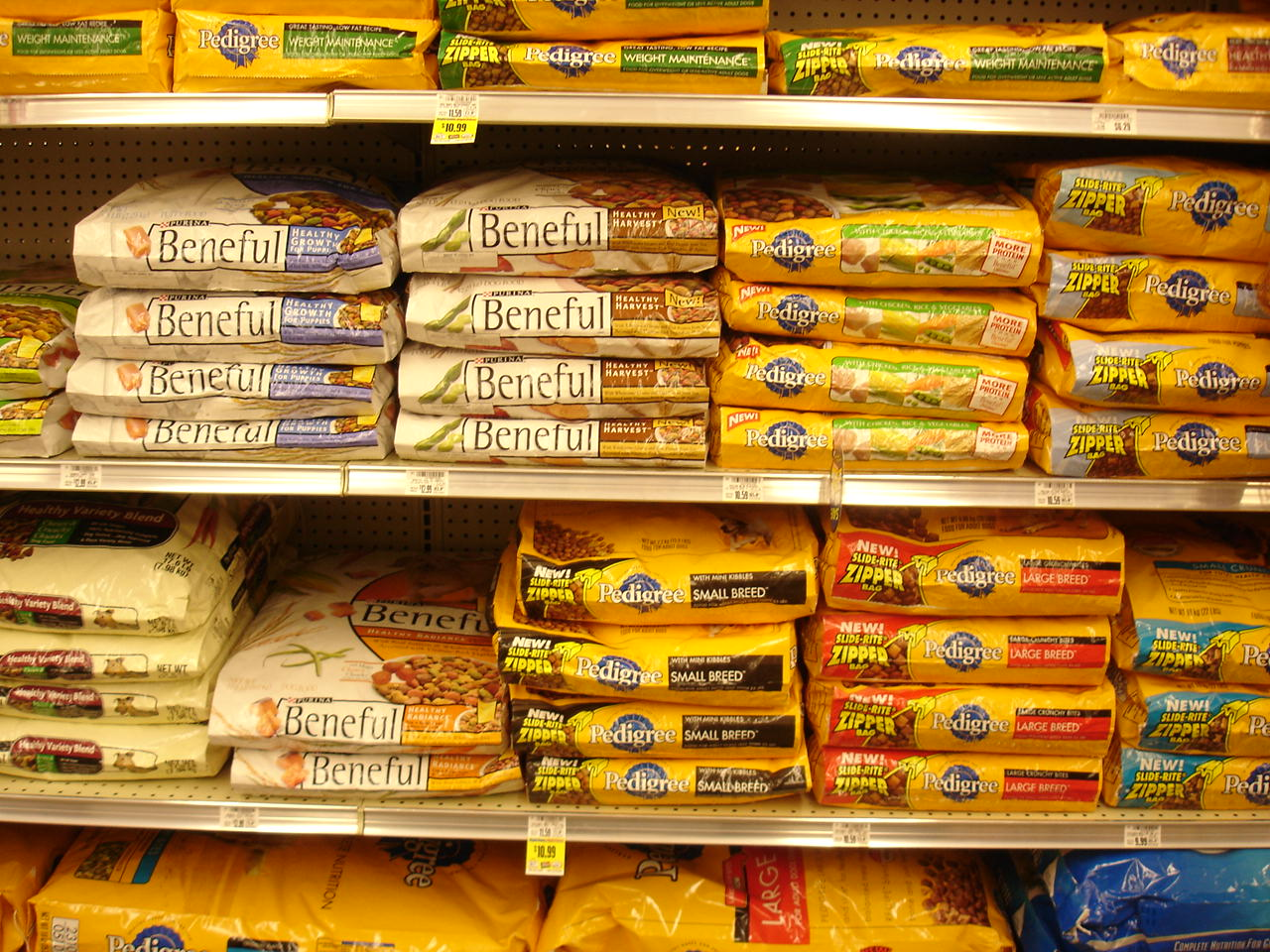
Упаковки сухих промышленных кормов

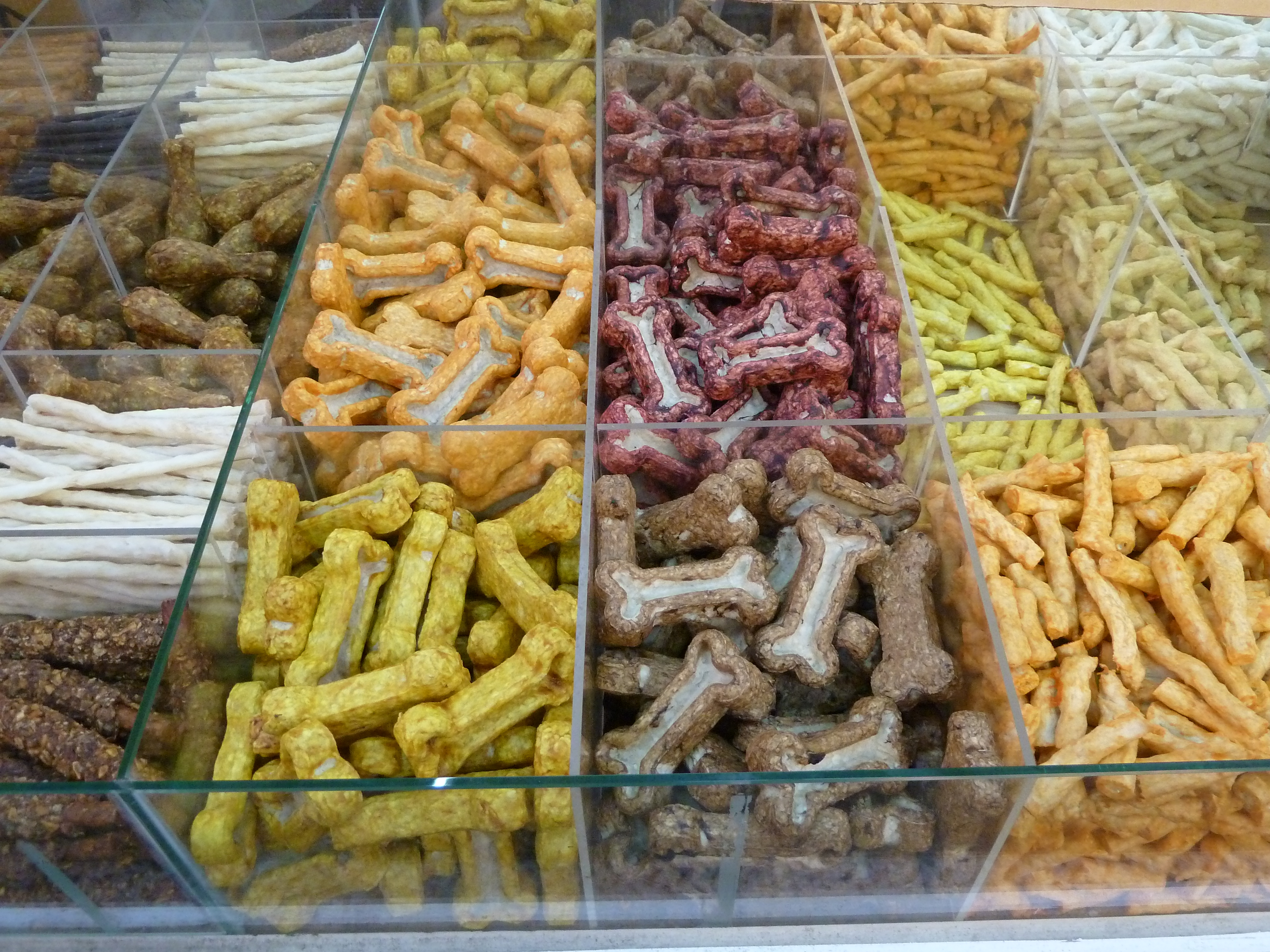
Изделия, предназначенные для жевания

Существуют три типа коммерческих кормов: сухой, полувлажный в герметичных упаковках и консервированная пища.
По качеству производственные корма делятся на: экономичные (экономкласс), обычные (премиум-класс), высший сорт (супер-премиум-класс). К какому классу относится корм, заявляют компании-производители.
В кормах экономкласса источники белка в основном растительного происхождения — кукуруза, пшеница, соевый шрот, соевая мука. Многие дешёвые виды корма не содержат добавок, поэтому, помимо мяса, для получения полноценного рациона необходима витаминно-минеральная подкормка. В кормах премиум-класса основным источником белка являются мясные продукты (курица, индейка, ягнёнок), из растительных компонентов часто используется рис. Корма этого класса усваиваются гораздо лучше. Корма супер-премиум-класса наиболее сбалансированы, имеют высокую питательную ценность и усвояемость, вкусовые качества. Возможен оптимальный подбор к потребностям организма, так как рецептура составлена с учётом массы тела, возраста, величины физических нагрузок, возможных нарушений обмена веществ. Сухие корма супер-премиум-класса хорошо поедаются и могут использоваться в качестве единственного вида корма.
Промышленностью выпускаются также диетические корма, помогающие в лечении различных заболеваний.
Длительное кормление консервированными кормами в качестве единственного корма не рекомендуется, как и кормление такими кормами молодняка моложе четырёх месяцев.
При так называемом натуральном питании необходимо обращать внимание на продукты и особенности пищеварения собак. Также следует обращать внимание на приготовление пищи: она должна быть однородной по консистенции, компоненты хорошо перемешаны, необходимо также следить, чтобы в корм не попадали мелкие кости.
В период активного роста в рацион щенков должно обязательно входить определённое количество аминокислот животного происхождения, полезен творог, богатый кальцием и белком, полностью усваивающимися организмом, следует давать молочнокислые продукты, яйца.
Как показали недавние исследования, взрослым собакам крупных пород в возрасте от 12 месяцев рекомендуется давать корм два раза в день, а не один как считали ранее. Количество пищи зависит от возраста, физической формы и нагрузок. Несмотря на то что благодаря характеристикам своего организма собака может употребить за один приём пищи до 30 % от собственной массы тела, рекомендуется не превышать 3,5 % от общей массы тела за один приём.
При недостаточной молочности матери щенков (10 дней) начинают подкармливать коровьим молоком. После начала самостоятельного потребления молока щенков прикармливают небольшими порциями — мясным фаршем или скоблёным мясом по 10—15 г в день, постепенно увеличивая до 50—60 г мяса к 20—22 дню, месячным щенкам необходимо до 100 г мяса. Щенков следует кормить небольшими порциями в течение дня, до четырёх раз в возрасте 3 месяцев, затем 3 раза в день в 8 месяцев.
Сразу после приёма пищи не рекомендуется играть со щенками в течение часа, пока активно работает пищеварение, а следует выводить на прогулку, приучая к туалету.

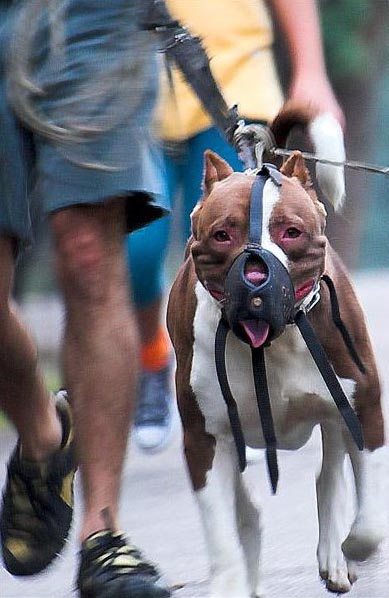
Собака породы питбультерьер в наморднике

Доступ к чистой питьевой воде должен быть постоянным.
Собаки едят траву, некоторые почти постоянно, а другие — редко. Существует несколько теорий такого поведения, однако до конца выяснить причину пока не удаётся. Некоторые эксперты полагают, что это может быть вызвано нарушением функции пищеварительного тракта. И в случае, если собака часто ест траву, чтобы очистить желудок от пищи, эксперты советуют обратить внимание на корм, возможно, он не подходит организму. При чрезмерной рвоте, не связанной с поеданием травы, потере аппетита, поносе, потере веса, отсутствии энергии, или других симптомах недомогания, следует обратиться к ветеринару. Другая причина, по которой собаки едят траву — естественное поведение. Собака выбирает определённые растения, отщипывая их передними резцами.
Зелень — источник грубой клетчатки — содержит фитонутриенты, калий и хлорофилл и тем самым является натуральным источником пищеварительных ферментов.
Бактериальный дисбаланс в кишечнике, отсутствие некоторых пищеварительных ферментов у собак и, как следствие, расстройство пищеварения, можно устранить при помощи пробиотиков.
При опросе-исследовании 1571 владельца собак, выяснилось, что 79 % собак ели траву, 9 % при заболевании желудка, только у 22 % собак была рвота. В исследовании, проведённом группой учёных из Квинслендского университета, авторы не обнаружили заметной корреляции употребления травы в пищу с расстройством пищеварения.

### Правила безопасности
Правила безопасности требуют выгуливания собак на поводке и/или (в зависимости от породы и характера) в наморднике в любых местах, где собака потенциально может испугаться и убежать, атаковать постороннего человека, сбежать в течке и т. п. На практике эти правила соблюдаются не всегда, во многих странах мира их нарушение карается штрафом.
Также полезно, чтобы у собаки всегда был какой-нибудь носитель информации, способный помочь в её опознании и возврате владельцу в случае потери. Это может быть прикреплённый к ошейнику опознавательный жетон, адресник с координатами хозяина или микрочип, который вводится под кожу ветеринаром для радиочастотной идентификации.
При помощи дрессировки собаки достигается послушание определённым командам, полезным в различных ситуациях.

## Собака в обществе

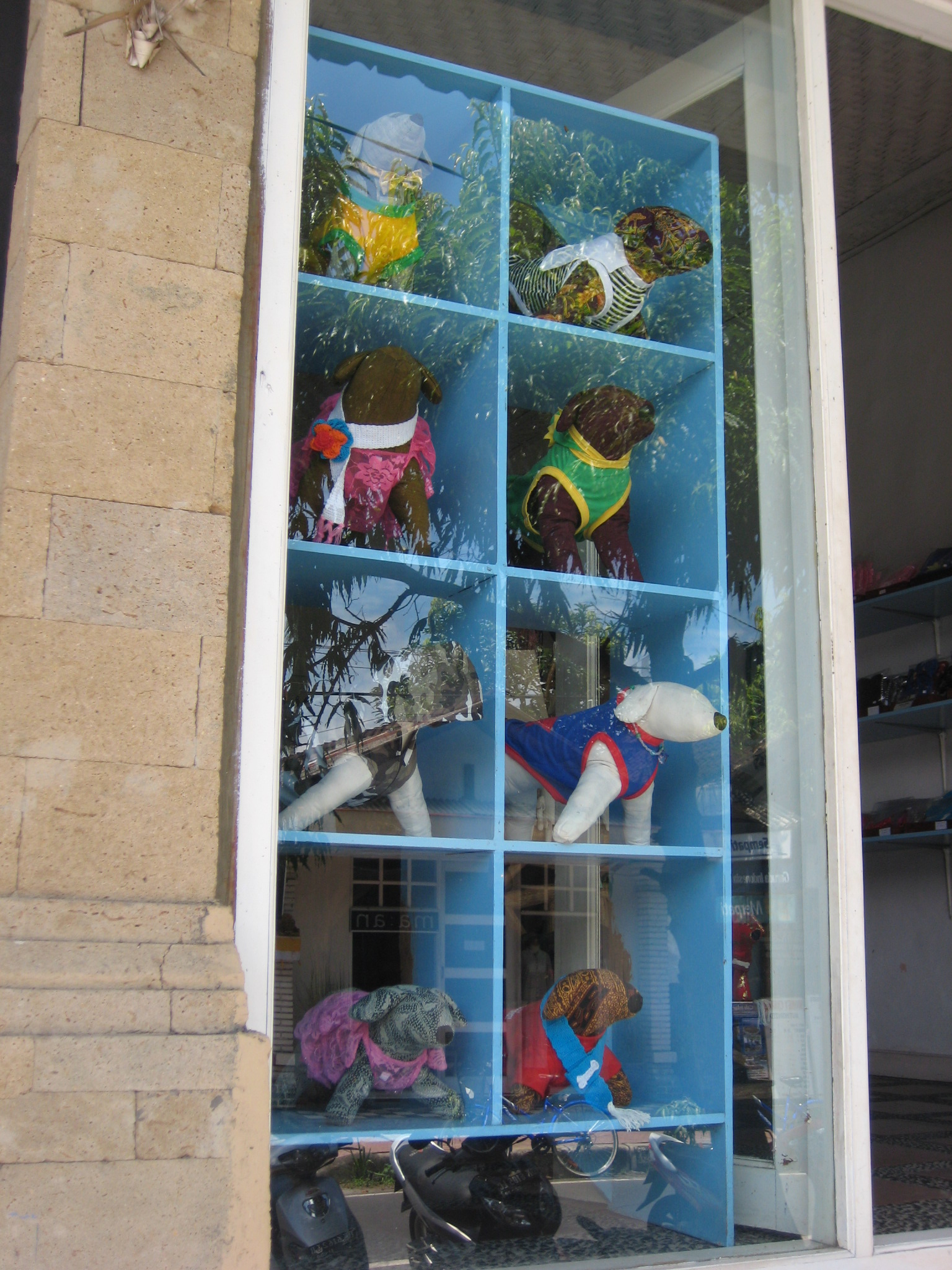
Витрина с одеждой для собак

C давних времён по сей день собаки выполняют широкий спектр функций в деятельности человека: от охраны объектов до научных экспедиций, однако по мере развития технологий, культуры, в связи с урбанизацией общества роль собаки значительно изменилась.
В викторианской Англии собака стала символом статуса, начался интенсивный искусственный отбор собак по морфологическим признакам. В результате разнообразие оказалось настолько огромным, что стала необходимой классификация физической формы пород и кодификации. К концу XIX века появились британские и американские клубы собаководства. Старейшим в мире является английский Кеннел-клуб.
26 декабря 1874 года в Московском экзерциргаузе (совр. Манеж) состоялась первая российская выставка охотничьих собак и лошадей, на которой помимо охотничьих пород были представлены «деловые» (совр. служебные) и «дамские» (совр. декоративные) породы собак.
Долгое время питомники сосредотачивали внимание на внешности, пренебрегая вопросами здоровья и поведения. Как следствие сегодня многие породистые собаки подвержены наследственным заболеваниям.
Некоторые стандарты пород физиологически анормальны, в связи с чем, например, у бульдогов очень часто бывают проблемы при родах, необходимо оказание медицинской помощи — кесарево сечение, сообщает директор Центра взаимодействия животных и общества при университете Пенсильвании Джеймс Серпелл (англ. James Serpell.
В современном обществе во многих странах люди относятся к своим домашним питомцам как к членам семьи.
Задаваясь вопросом о значении собаки для человека в современных условиях, Джеймс Серпелл говорит:

На каком-то уровне мне кажется очевидным, что животные оказывают нам такую же поддержку, что и другие социальные структуры, включая семью и друзей. При этом другие люди, пусть и любимые, способны вовлечь в конфликт. Животных это не касается. Они дают, но взамен берут немного.

Сегодня существуют кафе, бани, парикмахерские, авиалинии, такси, гостиницы, хосписы, страховые компании, предлагающие услуги для домашних животных, производители массовых товаров выпускают парфюмерию, модную одежду и аксессуары, дизайнерскую мебель, корм, издаются путеводители для путешествующих с собаками, чего ещё не было 20 лет назад.

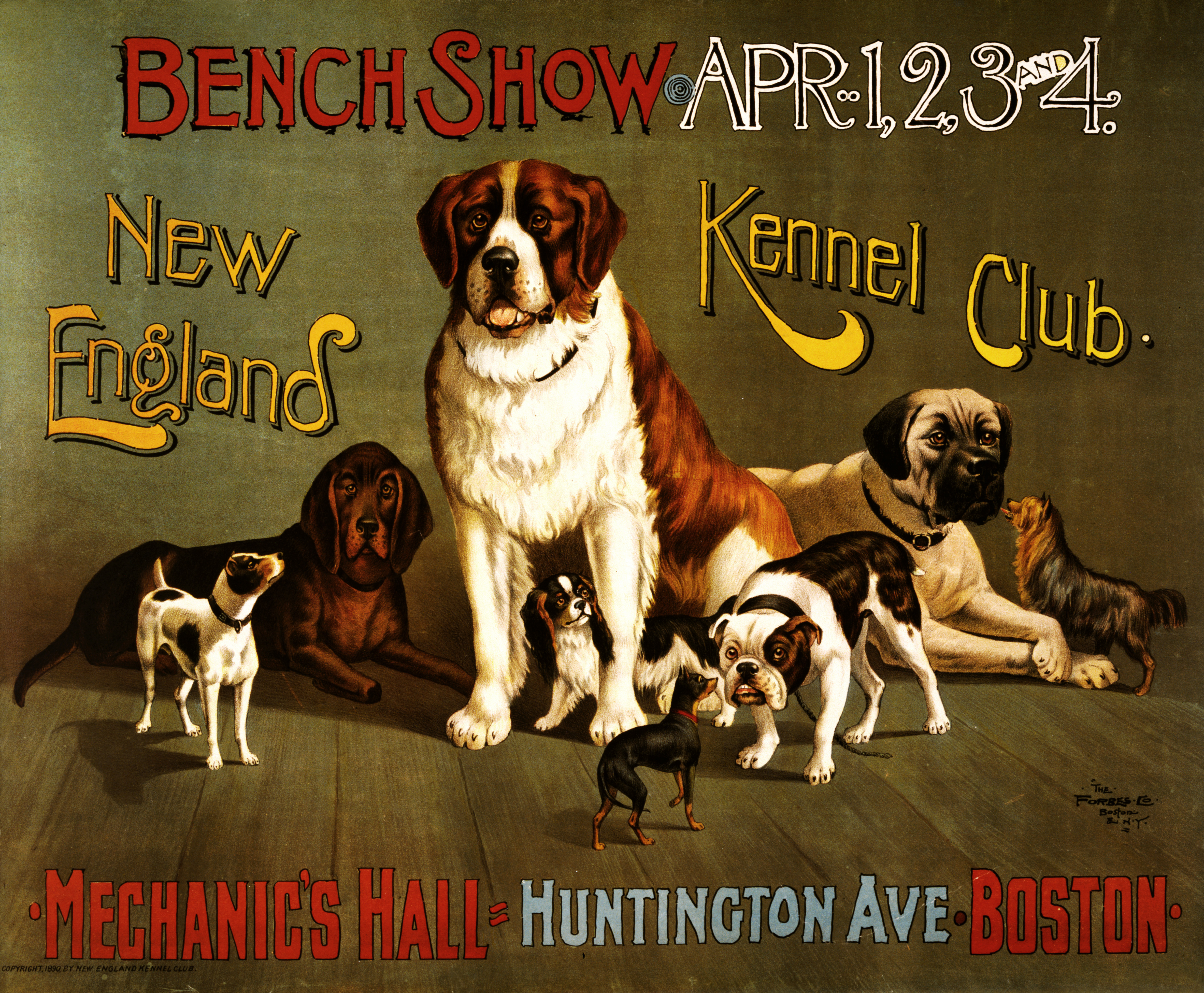
Рекламный плакат выставки собак 1890 года, США

### Опасность для человека
Некоторые породы собак в отдельных странах официально признаны опасными для человека. Так, в Великобритании, после участившихся случаев нападения на людей, был запрещён ввоз, а также разведение и продажа четырёх типов собак: питбультерьеров, тоса-ину или японских мастифов, аргентинских догов и фила бразильеро. По акту «Об опасных собаках» (Dangerous Dogs Act 1991) нелегальное владение такими собаками влечёт штраф до 5000 фунтов стерлингов или лишение свободы на шесть месяцев. Признанная запрещённой собака усыпляется.

#### Нападение на людей
Имеют место и случаи самостоятельного нападения собак на людей, в том числе со смертельным исходом.

#### Методы защиты от собак
Одним из самых эффективных технических средств против собак, не требующих оформления документов и разрешённых к свободному обороту, допускающего скрытое ношение, является перцовый газовый баллончик.
Ультразвуковой отпугиватель собак испускает неслышный человеку звук, который должен отпугивать собак; по некоторым утверждениям, это позволяет избежать нападения и укусов.
Громкие хлопки петард также отпугивают собак, но их применение требует некоторого времени. В этом смысле более удобен стартовый пистолет. Также существуют холостые патроны для газовых пистолетов.

### Собачий лай
В 1998 году лондонская «The Times» опубликовала исследование социологов Йоркского университета мнения англичан о явлениях, мешающих им «в полной мере наслаждаться жизнью». Согласно данным опроса, соседские собаки названы вторым после преступности раздражающим фактором. Из 20 миллионов опрошенных 16 % респондентов в первую очередь назвали продолжительные лай и вой соседских собак в отсутствие хозяев. Королевское общество предотвращения жестокого обращения (RSPCA) с животными в связи с результатами опроса заявило, что уже неоднократно поднимало этот вопрос, обращая внимание на необходимость уделять своим собакам больше внимания во избежание развития у тех стресса и депрессии, проявляющихся в тоскливом лае.
Иногда для отучивания собаки от частого лая используется электронный ошейник.

### Экскременты

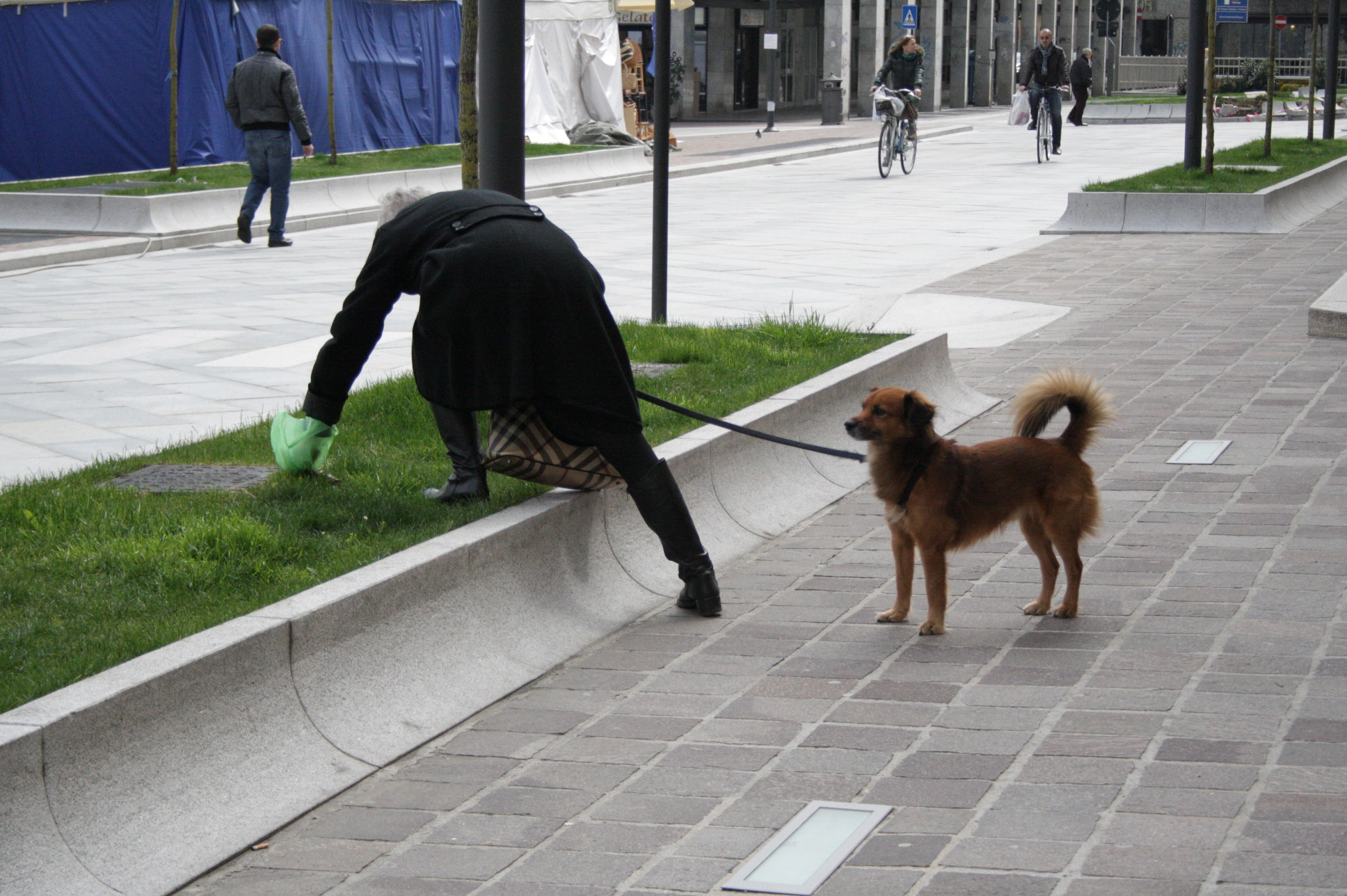
Женщина убирает экскременты за собакой, Монца, Италия

В некоторых странах ответственность за уборку кала домашних животных возлагается на хозяев. Например, закон о содержании животных в Нью-Йорке гласит:

Владельцы или ответственные за содержание собак, кошек или иных животных не должны позволять животным испражняться на тротуары, полы, стены, лестничные пролёты и крыши в общественных местах, а равно и в частных владениях, предназначенных для общественного пользования …
Оригинальный текст (англ.)A person who owns, possesses or controls a dog, cat or other animal shall not permit the animal to commit a nuisance on a sidewalk of any public place, on a floor, wall, stairway or roof of any public or private premises used in common by the public, or on a fence, wall or stairway of a building abutting on a public.

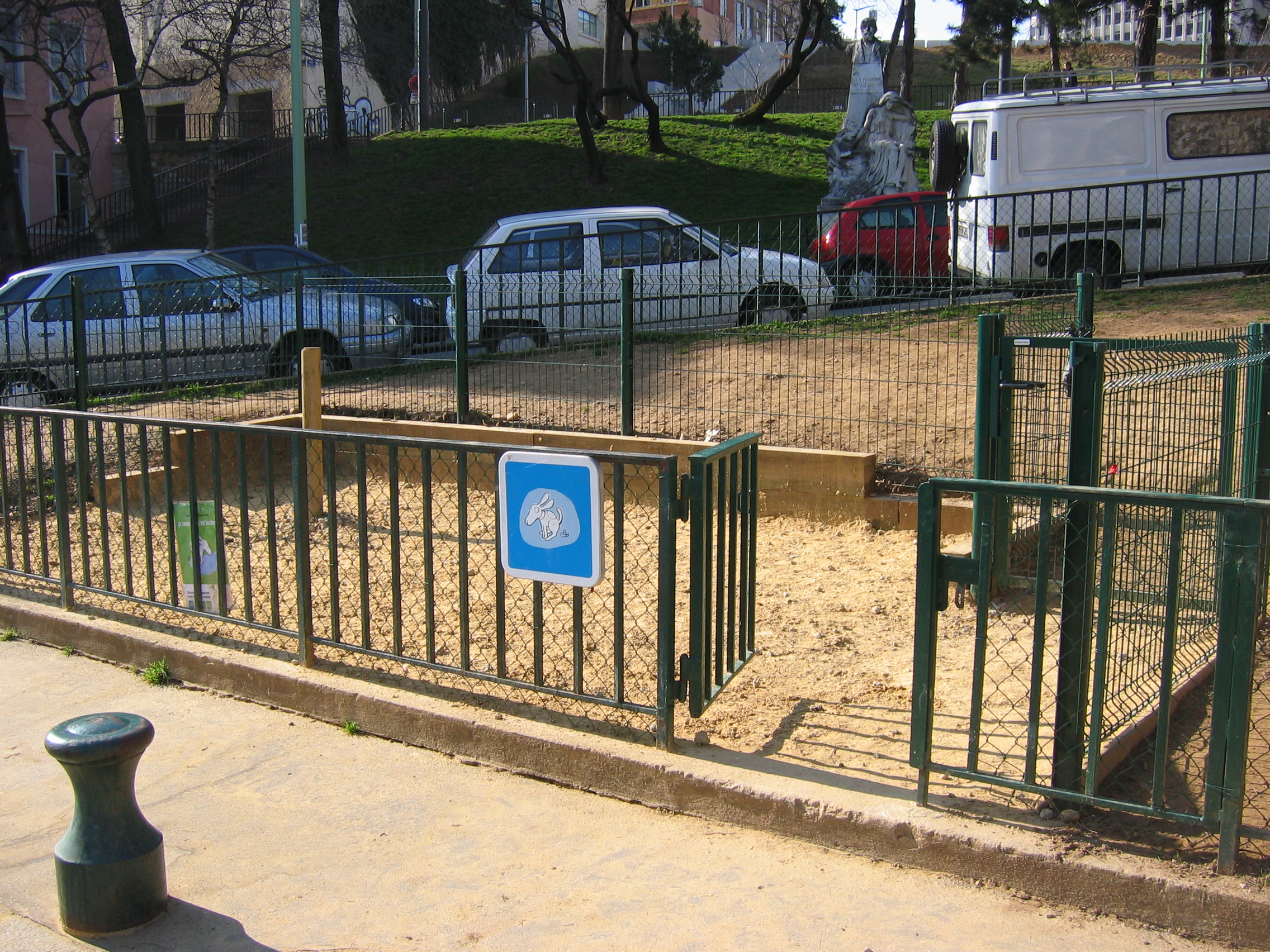
Площадка для выгула собак в Лионе

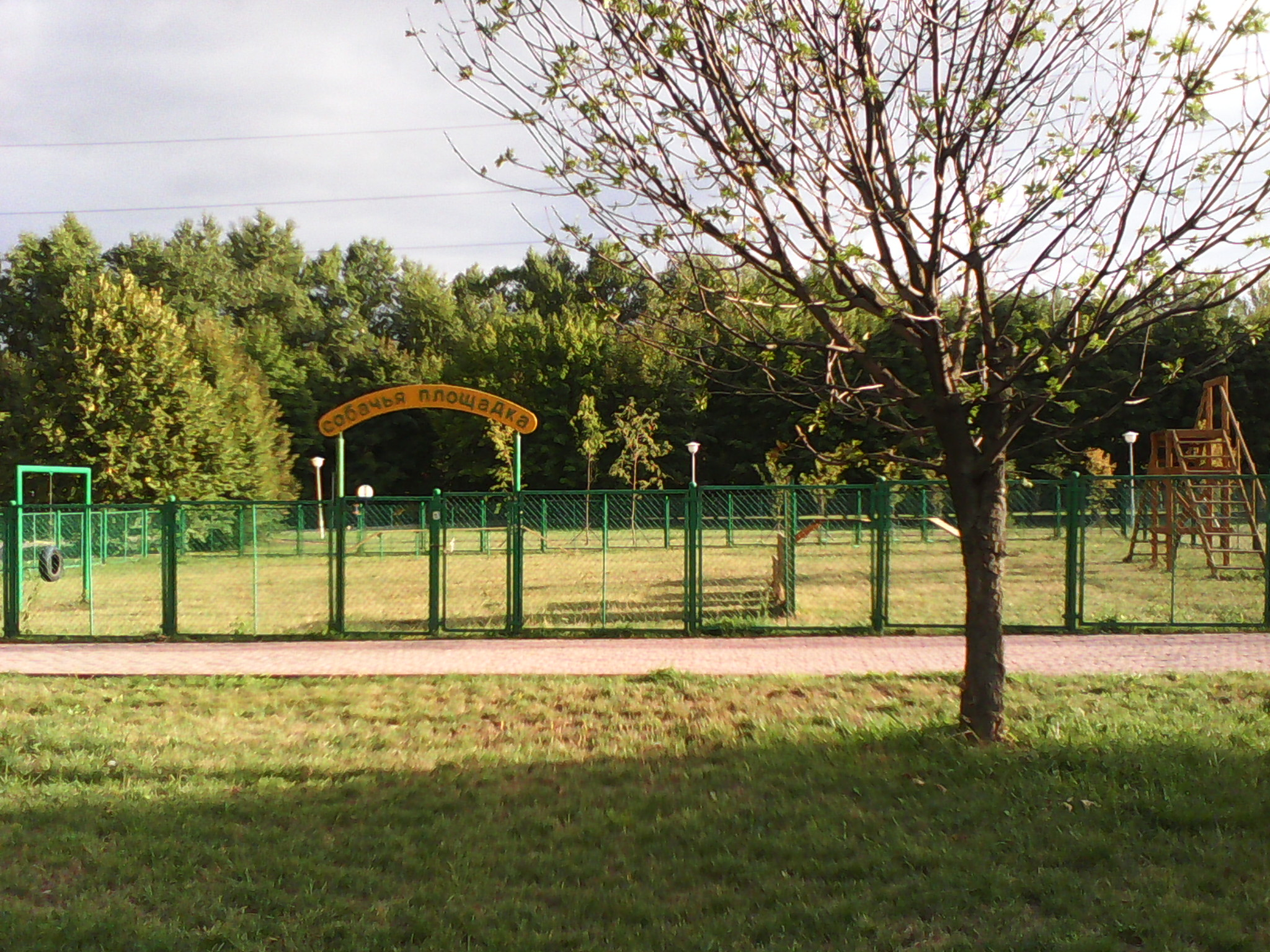
Собачья площадка в Москве

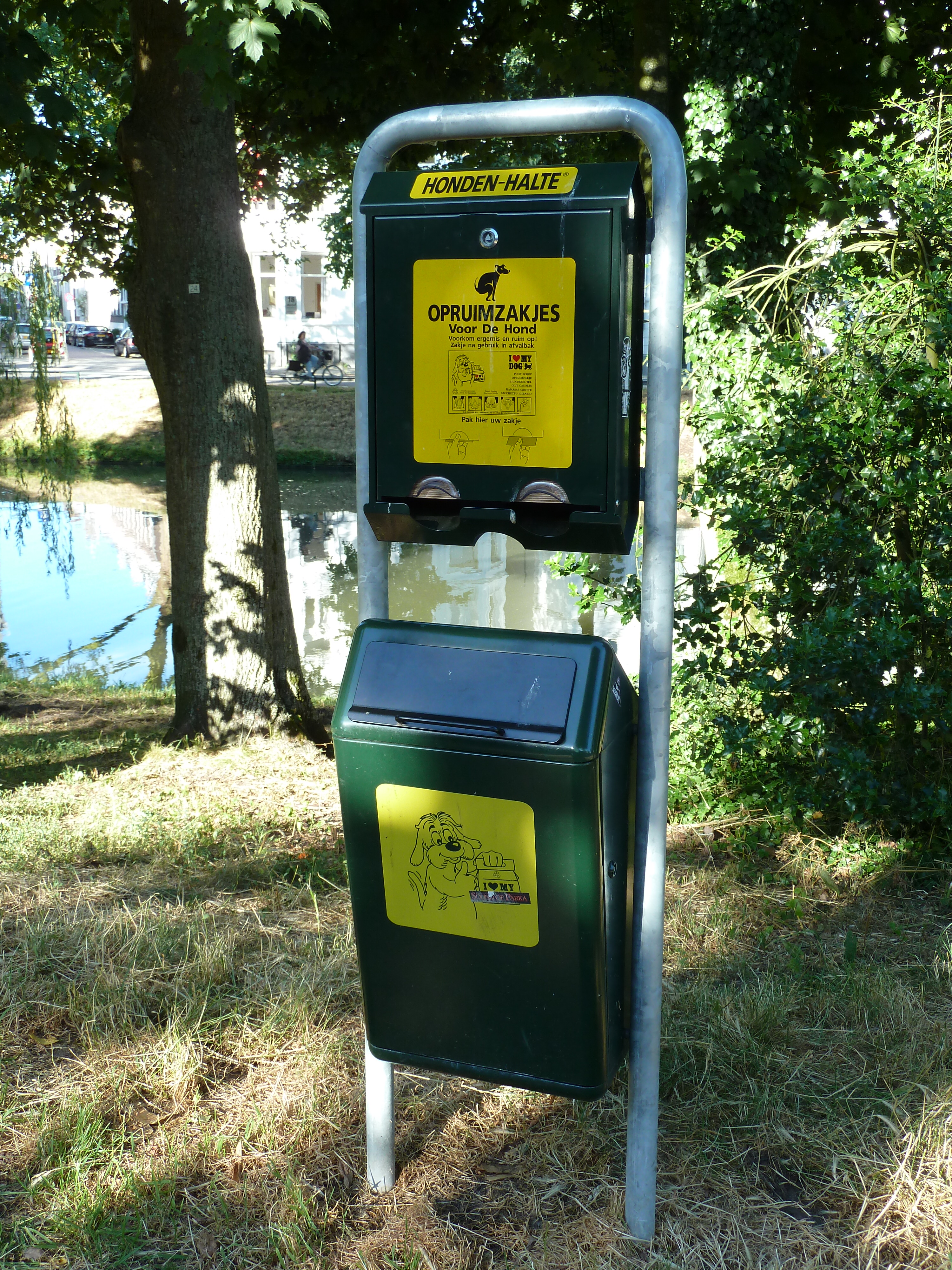
Контейнеры для уборки экскрементов в Голландии

За нарушение закона виновным грозит штраф до 500 долларов.
До 2003 года в Шотландии вывод собак на оправку в определённые общественные места считался правонарушением вне зависимости от того, убирался кал или нет, позже закон был смягчён. По ныне действующему британскому законодательству штраф за неубранный кал может достигать 1000 фунтов стерлингов.
Новый подход в решении вопросов утилизации и использовании альтернативных источников энергии предложил американский художник Мэтью Мадзотта. 1 сентября 2010 года он установил первую в мире общественную биоустановку, работающую на экскрементах, в одном из парков Кембриджа, в штате Массачусетс, которая должна вырабатывать биогаз для освещения парка. По замыслу художника, пламя в фонаре — это нечто вроде вечного огня, напоминающего прохожим о необходимости сохранения природы, сокращения выброса парниковых газов и творческого подхода к выработке энергии. Арт-проект художника с названием «Искра парка» поддержали учёные из Гарварда, а также Массачусетского технологического института.

#### Эксперимент с уборкой экскрементов в России
В апреле 2006 года в Санкт-Петербурге прошла торжественная церемония открытия первого контейнера, содержащего одноразовые бесплатные пакеты для сбора собачьих фекалий. Он был открыт в Петроградском районе. В 2009 году в том же районе Санкт-Петербурга открылся «столб позора», на котором были размещены фотографии жителей, которые выбрасывают мусор в несанкционированных местах, а также не убирают экскременты своих питомцев с улиц и газонов.
Акция по формированию у населения культуры выгула своих собак под названием «Не наступи» проводилась в Москве в июне 2009 года. В её рамках на территории двух районов столицы были установлены специальные аппараты с пакетами для уборки продуктов жизнедеятельности домашних животных, а волонтёры распространяли среди владельцев собак листовки с инструкциями пользования данными аппаратами.

## Влияние домашних собак на дикую фауну
Согласно исследованию учёных университета Нового Южного Уэльса (Австралия), проведённому в 2007 году, выгул собак их хозяевами в лесных массивах и заповедниках оказывает негативное влияние на численность птиц (эксперимент показал сокращение на 40 процентов численности птиц и на 35 процентов — их разнообразия). Данный эффект происходит из-за фактора распугивания птиц, что может повредить процессу их размножения. Имеет место также эффект распугивания птиц людьми-пешеходами без собак, но он оценён вдвое меньше.

## Этимология слова «собака»
В памятниках древнерусской письменности слово «собака» встречается нечасто (чаще используется слово «песъ» общеславянского происхождения), тем не менее оно известно по крайней мере с XII века. Принято считать (впервые это объяснение предложено В. Ф. Миллером), что слово является очень ранним общевосточнославянским заимствованием из иранских языков Северного Причерноморья. Одним из главных оснований к этому является записанное Геродотом мидийское слово σπάκα (соответствующее древнеиндийскому sváka — «волк»).

## Собаки в культуре

### Обычаи

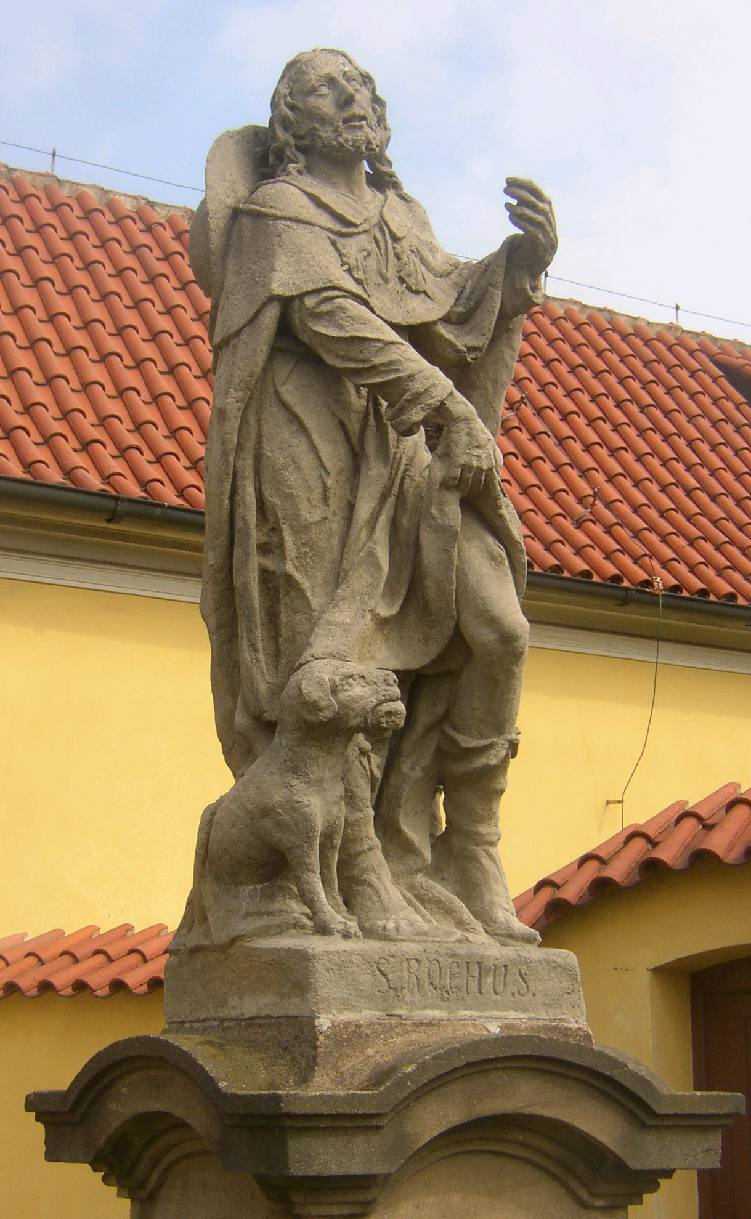
Статуя Святого Роха с его собакой, установленная в 1751 году, Прага

Второй день китайского гороскопа считается днём рождения всех собак, в этот день принято особенно заботиться о собаках, давать дополнительное питание и ласкать их.
Захоронение собаки в отдельном лакированном гробу (признак элитного статуса) зафиксировано на раскопках в Эрлитоу, сер. 2 тыс. до н. э.
Фрагменты манускриптов по физиогномике собак (相狗经) были обнаружены при раскопках в Иньцюэшань (Дунхай, пров. Шаньдун, около 140—118 годов до н. э.) и Шуангудуй (Жунань, пров. Аньхой, около 165 годов до н. э.).
В Непале празднуют день собак (Kukur Tihar): согласно легенде, они сторожат ворота в рай. Животных украшают гирляндами, им преподносят специальную пищу и просят, чтобы они защитили дома так, как охраняют небесные врата.
16 августа в Боливии католической церковью отмечается праздник святого Роха, а также день рождения всех собак. По преданию, заболев чумой, святой Рох уединился в лесу и там подружился с собакой, которая излечила его от недуга, зализывая раны и принося пищу.
В Древнем Египте многие виды животных почитались как божества, в том числе собаки. Существовал обряд захоронения мумифицированных собак на специальных кладбищах, которые были в каждом городе.
Древнегреческий историк Геродот свидетельствовал, что в египетской семье, где умирала собака, соблюдался траур. Члены семьи брили головы и длительное время не прикасались к еде.
На кладбище к западу от пирамиды Хеопса в Гизе археологи обнаружили надпись о погребении фараоновой собаки (древняя порода) по кличке Абутыо. По повелению владыки Верхнего и Нижнего Египта эту собаку захоронили, как погребали вельмож.
В честь Анубиса, зооморфного бога с головой собаки и телом человека, египтяне построили город Кинополис (Кинополь). Если кто-то из обитателей других городов убивал собаку из Кинополиса, жители города считали это достаточным поводом для объявления войны.

### В религии и мифах

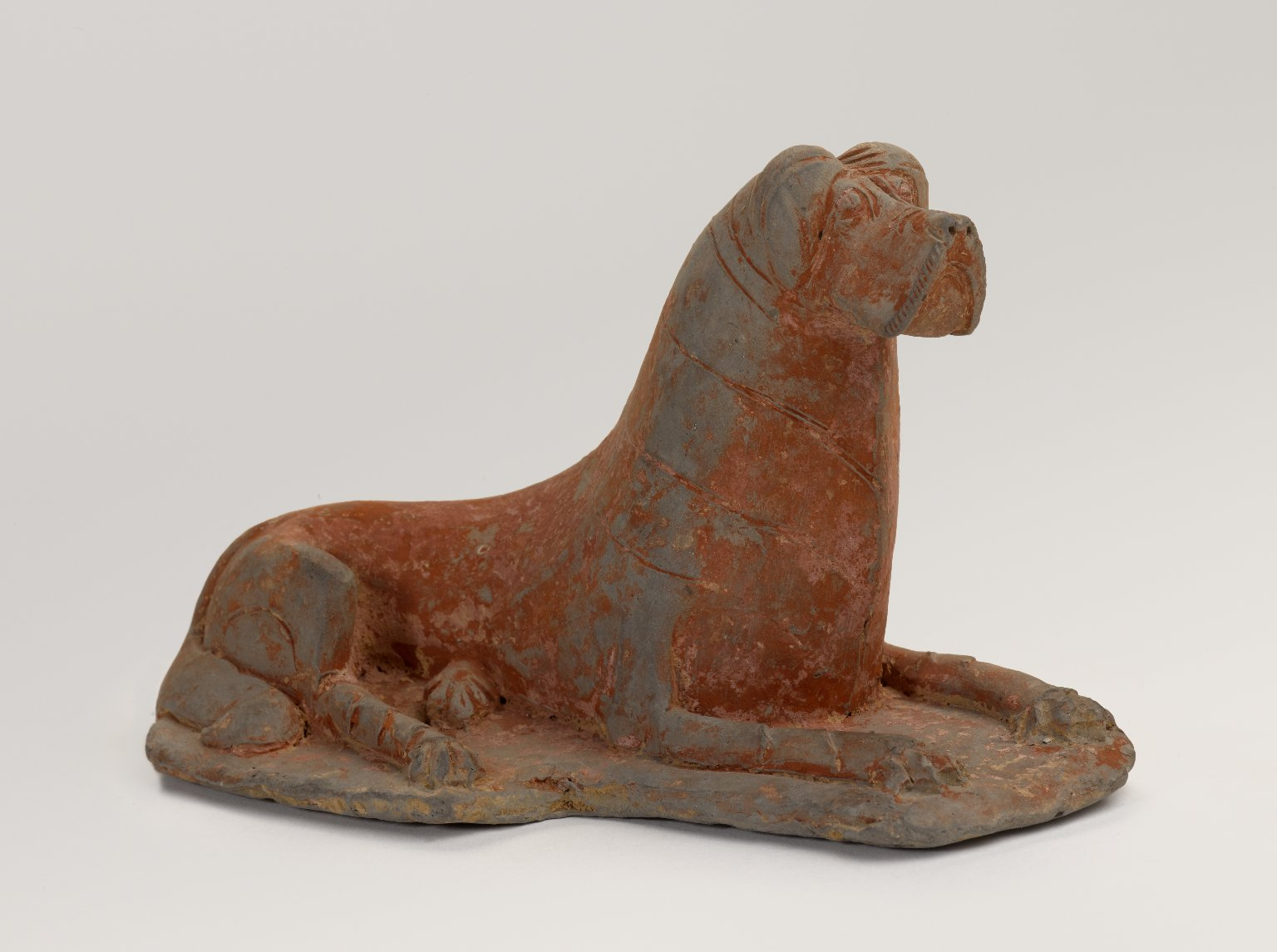
Статуэтка собаки, Китай, IV век, Бруклинский музей

В религиозных представлениях и мифах народы отводили собаке сакральную и ритуальную роль.
Её наделяли различными мистическими функциями: защитник, страж, «духовидец», культурный герой, тотем, психопомп, приписывали связь с солнцем или луной, хтонические черты.
Собака олицетворяла как положительные качества (образ храброго воина, выносливость, верность, бдительность, искренность, самопожертвование), так и отрицательные характеристики (разврат, цинизм, жестокость).
Со слов мыслителя Плутарха собака символизирует «консервативное, бдительное и философское начало в жизни».
Очень часто собака являлась эмблемой знати, а также многих святых, в том числе монаха из ордена августинцев св. Бернара, св. Евстафия, св. Доминика, св. Тобиаса, Венделина, св. Маргариты Кротонской из ордена францисканцев, св. Губерта. До сегодняшнего дня бладхаунды, которых разводили монахи монастыря св. Губерта в Бельгии, сохранили своё второе название «собака святого Губерта».
Символически подчёркивая свою преданность царю, опричники Ивана Грозного использовали голову собаки.
Убедившись в уникальной остроте органов обоняния собак, люди предполагали, что собаки могут видеть призраков и предугадывать приближение смерти человека.
В Древнем Египте бог Инпу (Анубис по-гречески), покровитель умерших, изображался в различных версиях с головой шакала или собаки и с телом человека и считался судьёй богов. Схожий по зооморфному виду с египетским Инпу бог существовал и у ацтеков: символ заходящего солнца и смерти — Ксолтль. Для замены человеческих жертвоприношений ацтеки использовали животных, в том числе и собак, разводя особую породу (itzcuintli) для выражения особого почтения.
В мифологическом эпосе многих народов собака является спутником богов и божественных героев.
В кельтской культуре галльского героя Сукеллоса, покровительницу морских купцов богиню Негалленею и бога-целителя Ноденса сопровождают их собаки. Собака является атрибутом китайского бога-врачевателя Вэй Шанцзюня, шумерской богини-врачевательницы — Гула («Великая»), греческого бога медицины Асклепия (Эскулапа) и покровителя путников и проводника умерших душ Гермеса.
Защитником умерших собака являлась и у сибирских племён ухуань и сяньби, она сопровождала их на гору Чишань к духам предков.
В христианской догматике существует образ св. Христофора — Псоглавца (греч. «Носитель Христа»).
Исламская и иудейская вера считают собак нечистыми животными, они допустимы только для охранной функции.
Для японцев собака — это защита и страж. У майя собака, несущая факел, олицетворяет молнию.
В зороастрийской культуре собаку сотворил Ахура Мазда (авест. «Господь Мудрость») для борьбы со злыми духами, о чём повествуется в священных текстах Авесты.
В арийской легенде бог Индра отправляет на край света свою суку — богиню собак Сараму — отыскивать угнанных демонами небесных коров.

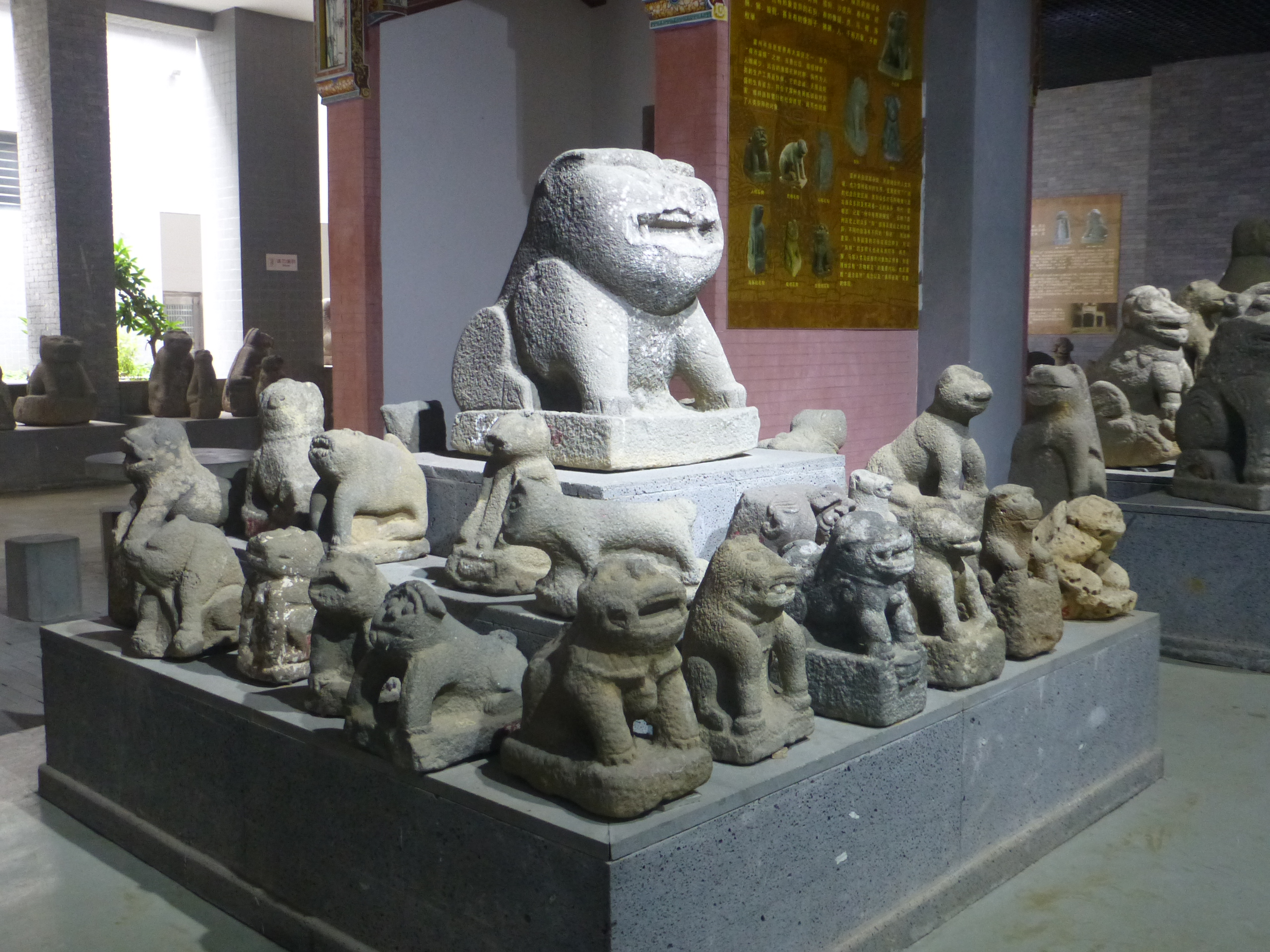
Каменные собаки в музее города Лэйчжоу, КНР

Для китайцев собака означает верность, непоколебимую преданность. Из документов Древнего Китая известно, что собаки символизировали продолжение жизни в загробном мире, на надгробии одного из правителей династии Хань (221—206 годы до н. э.) установлены скульптуры четырёх собак. На полуострове Лэйчжоу собака почиталась как божество и была связана с божеством грома. С той поры на полуострове сохранилось свыше 10 000 каменных изваяний собак, использовавшихся в качестве оберегов от нечистых сил и талисманов, дарующих счастье, богатую и долгую жизнь. По китайскому календарю приход Года Собаки означает будущее процветание.
По чукотским поверьям, вход в потусторонний мир охраняют ездовые собаки.
В древней мифологии славян в крылатую «собаку — птицу» мог воплощаться солнечный бог Семаргл, он же Руевит — бог войны, входивший в число семи божеств древнерусского пантеона. Семаргл символизировал Солнце летнего солнцестояния и считался охранителем посевов.
Покровителем зародышей и всходов является в Древнем Иране священный крылатый пёс Сенмурв (авест. Saeno meregho), сидящий на Древе Всех Семян.
Образ полиморфных крылатых собак встречается и в армянской мифологии, псы — аралезы — зализывали раны воинов на поле битвы. Рождённый от птицы пёс Кумайык — верный спутник киргизских эпических героев Манаса и Семетея. Образ крылатой собаки Хубай существовал и у саяно-алтайских племён в тагарскую эпоху.
В символизме христианства собака означает верность, бдительность, охрану, а иногда становится аллегорией священника, «доброго пастыря». Как хранитель стад собака олицетворяет епископа или проповедника.
Согласно мифологии викингов, жена верховного бога Одина Фригг, богиня мира и космического порядка, ездила на колеснице, запряжённой собаками, символизируя верность и преданность.
В буддизме Львиная Собака символизирует подавление страстей через Закон, она — страж Закона.
Греческие мифы повествуют о собаке Лайлапс, которую изготовил и оживил Гефест для Зевса; позже тот превратил её в созвездие Большого Пса. Существовал также миф о сторожевом псе Цербере, охраняющем вход в подземный мир Аида; аналогичную функцию выполняет пёс Гармр в древней исландской песне «Прорицание вёльвы».
Семантически «волк» и «собака» отождествляются в народных сказаниях, во всех мифах о волке характерно сближение его с мифологическим псом. К примеру, по преданиям восточных славян накануне Юрьева дня Св. Георгий (или Георгий Победоносец) собирает волков и ездит на них верхом («русский волк — Юрова собака»).

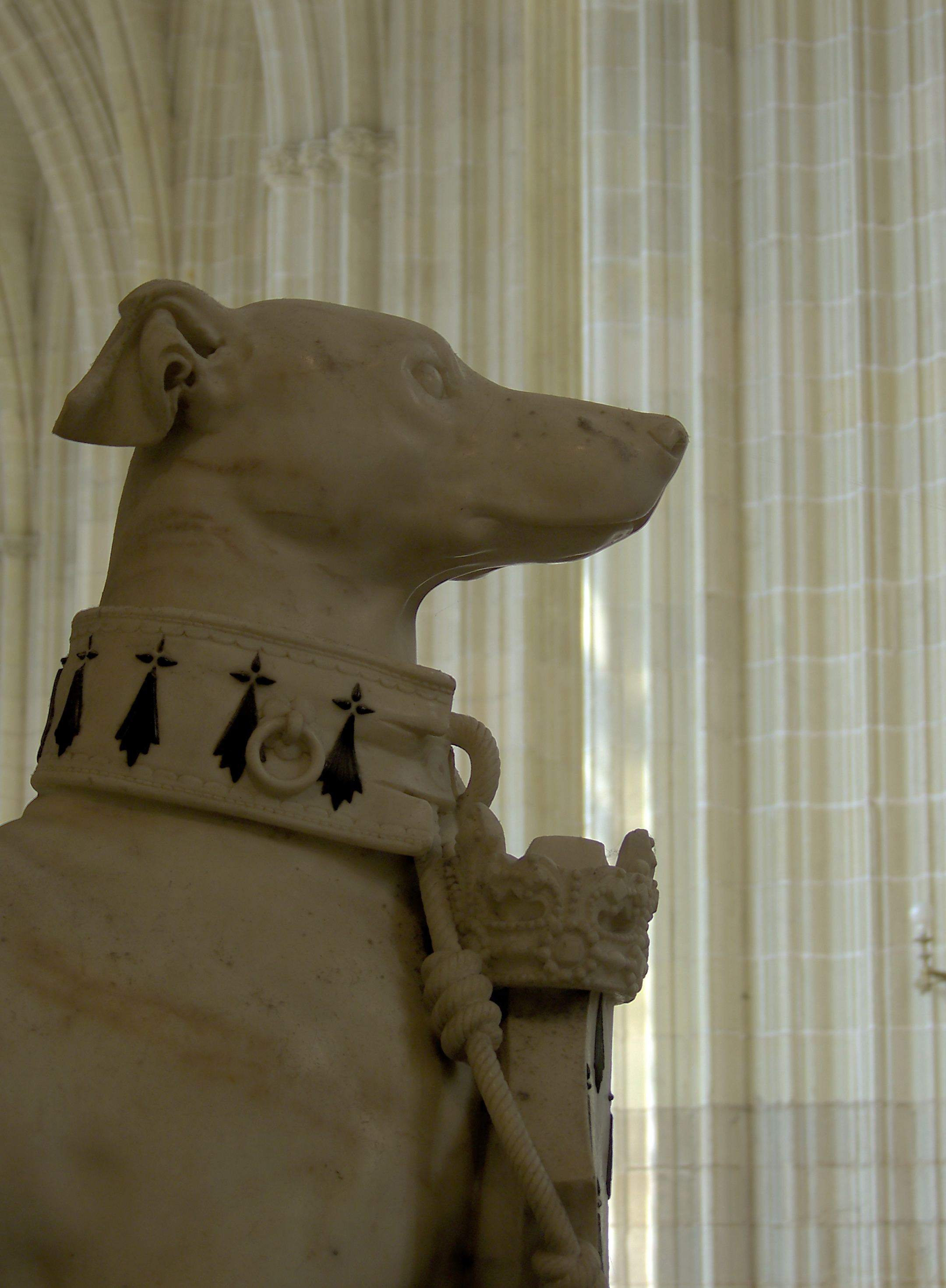
Нантский собор, Франция
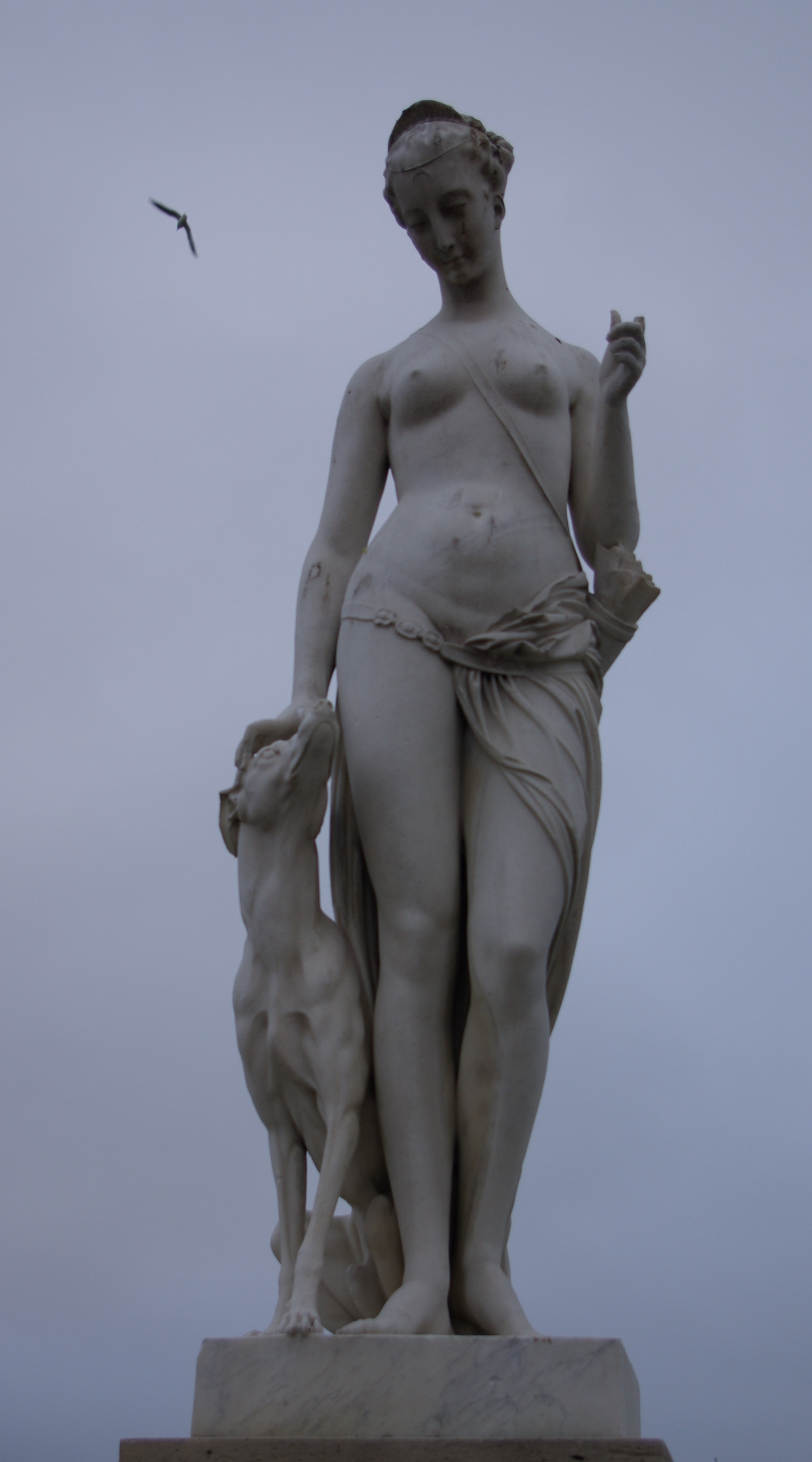
Диана с собакой, парк Тюильри, Франция
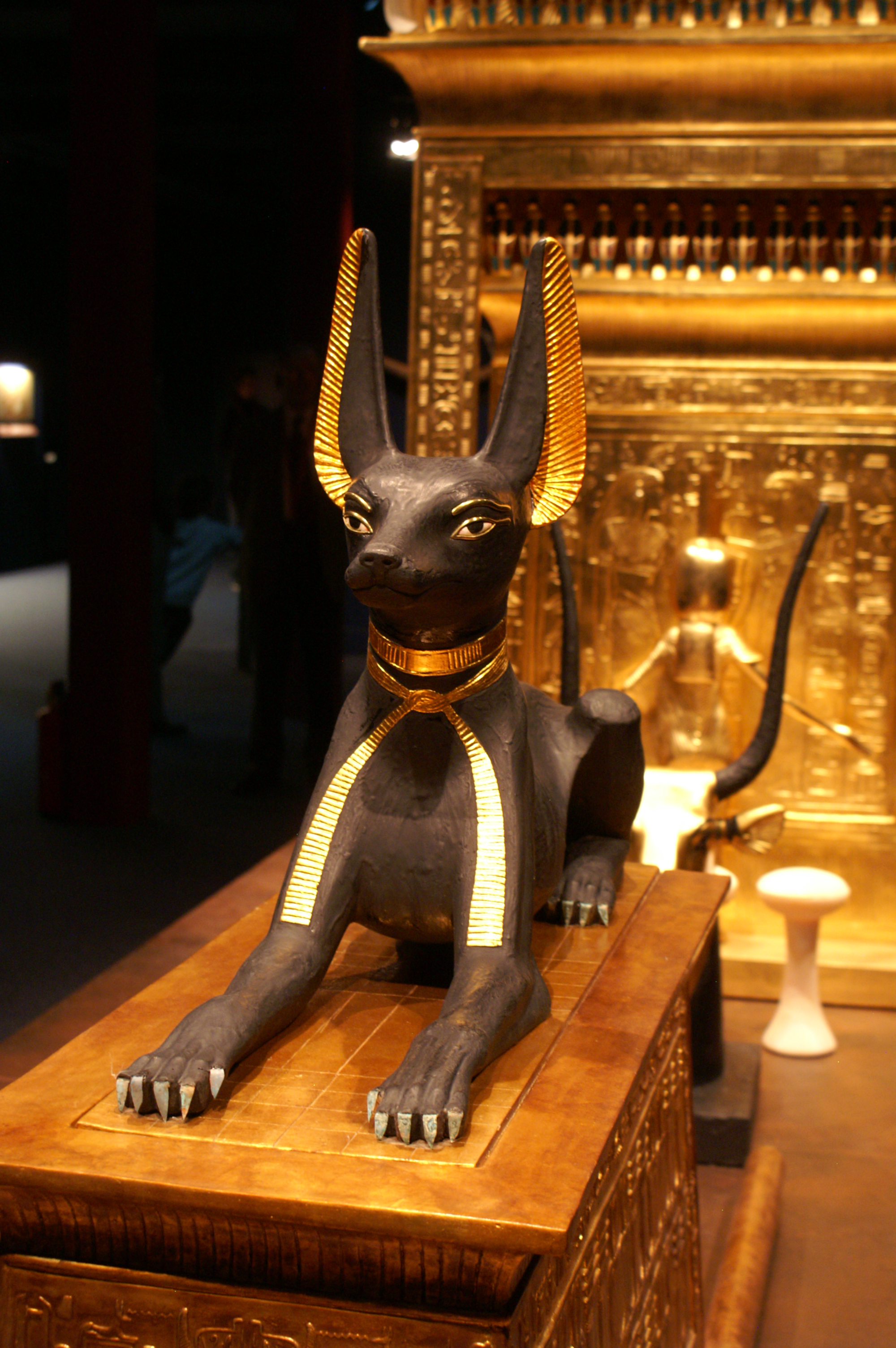
Статуэтка бога Анубиса из гробницы Тутанхамона, ΧΙV век до н. э.

### В астрономии
Одним из созвездий на ночном небосклоне является Большой Пёс — древнее созвездие, конфигурацией ярких звёзд действительно напоминающее собаку, включает Сириус — ярчайшую звезду ночного неба. Сириус (Сотис) был главной звездой теократической цивилизации Древнего Египта. У многих древних народов с этой звездой связаны мифы. Мифы о происхождении звезды переносятся и на всё созвездие. Так, древнегреческие мифы называют прототипом небесного Пса собаку Ориона (созвездие находится рядом) или Икария. Созвездие включено в каталог звёздного неба Клавдия Птолемея «Альмагест» под названием «Пёс».
В астрономическом атласе существует также созвездие Малого Пса, включённое в «Альмагест» под именем главной звезды созвездия «Процион».{
С 1690 года на звёздной карте значится созвездие Гончих Псов. В созвездии изображены две гончие собаки Астерион (англ. Asterion) и Хара (англ. Chara), ведомые Волопасом. Созвездие примечательно яркой звездой Сердце Карла, галактикой Водоворот и одним из ярчайших шаровых скоплений — M3.
В честь собак первооткрывателя названы астероиды (482) Петрина и (483) Сеппина. Имя мифологического трёхголового пса Цербера носит спутник Плутона.

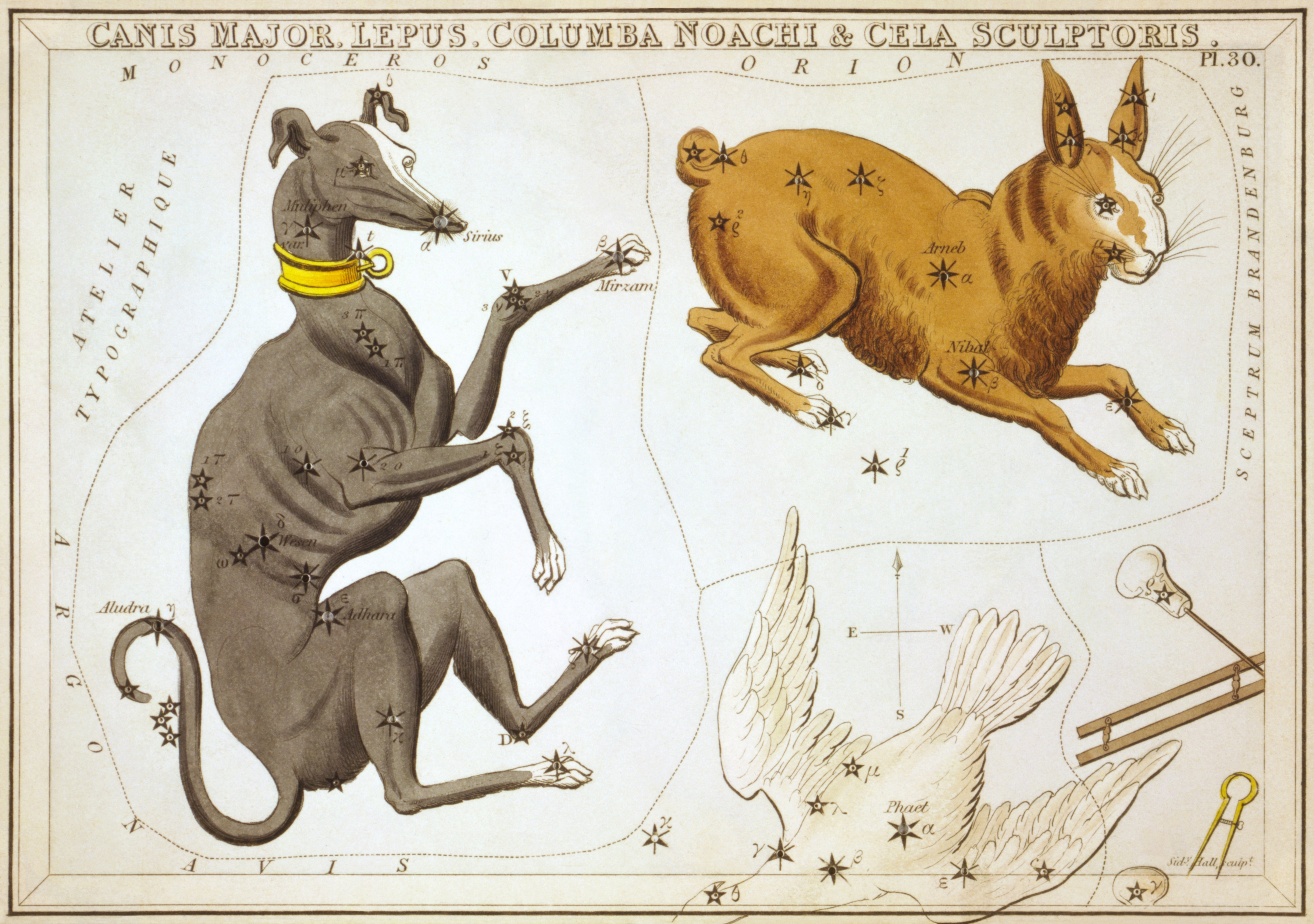
Созвездие Большого Пса (слева), карта из «Зеркала Урании», 1824 год
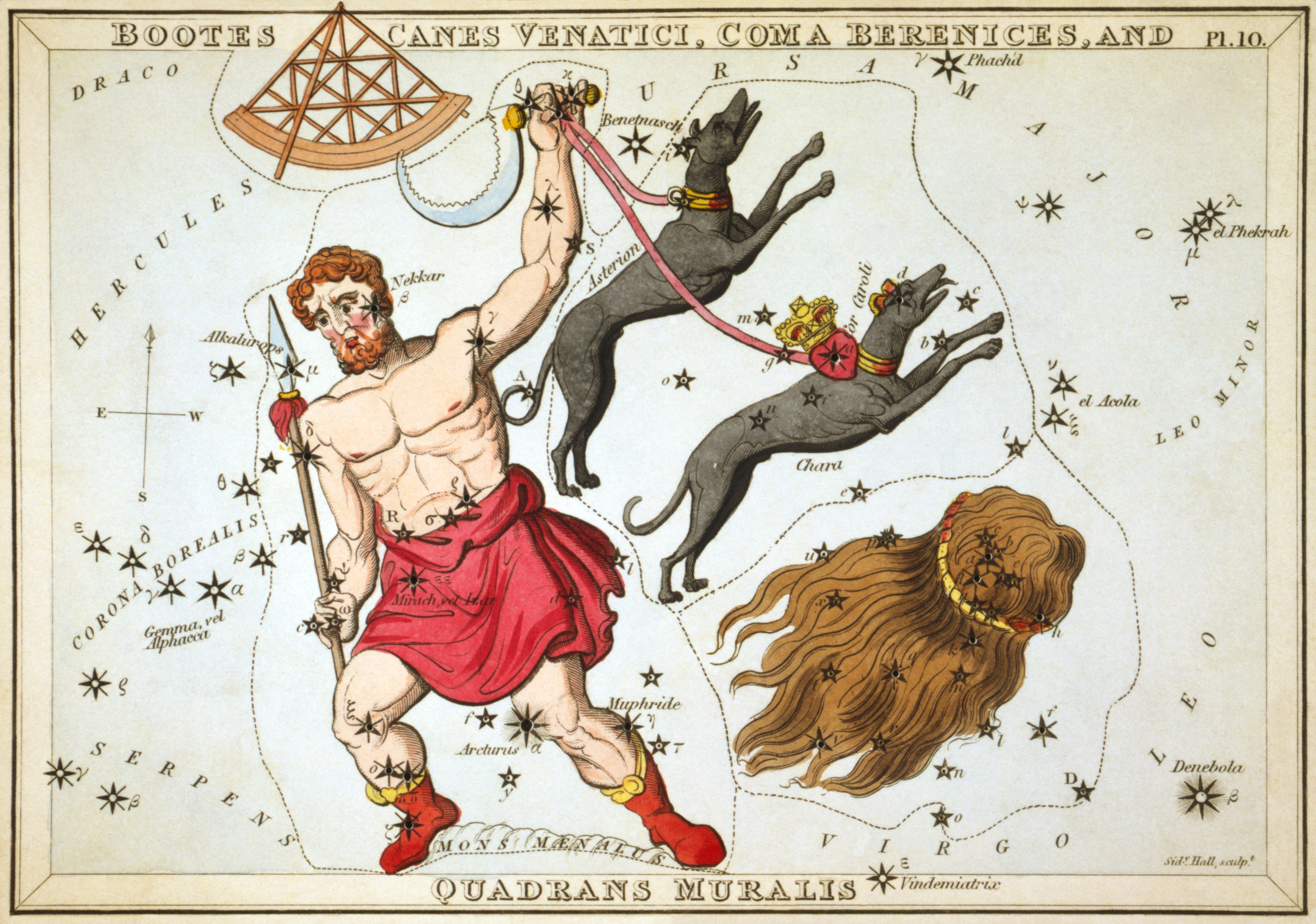
Созвездие Гончие псы, карта из «Зеркала Урании», 1824 год
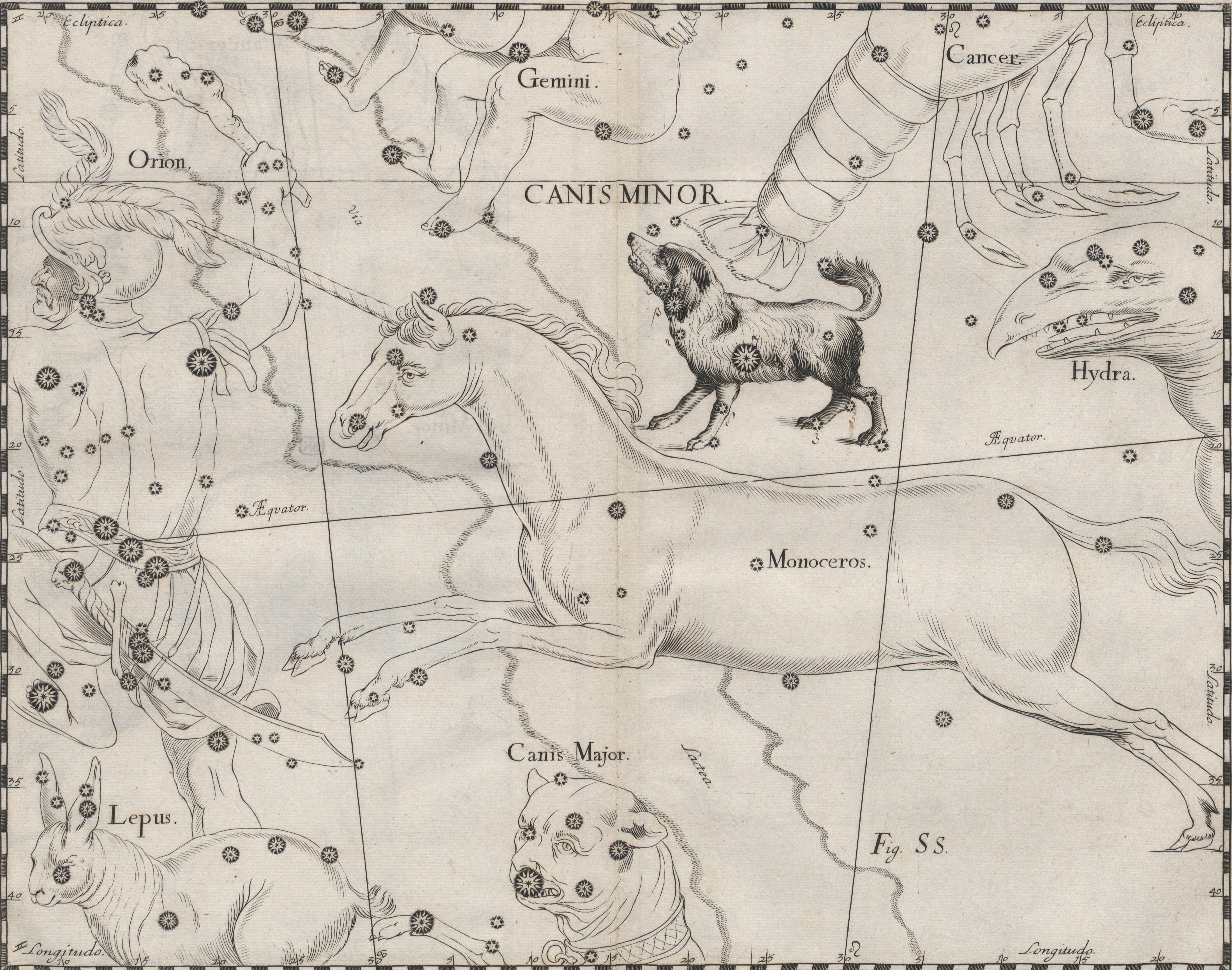
Созвездие Малого Пса (выше и чуть правее центра) в  атласе звёздного неба Яна Гевелия, 1690 год

### В геральдике

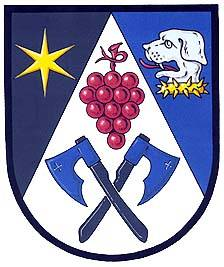
Городской герб (Strazovice, Чешская Республика)

Собаки фигурируют в геральдике: на родовых, городских, корпоративных гербах.
На фамильных гербах собаки — символ верности и преданности — встречаются как у русских, так и у европейских знатных родов.
На гербе Канарских островов собаки держат щит, на котором изображены семь островов, входящих в этот архипелаг. Территория Юкон (административная единица на северо-западе Канады) имеет герб с изображением собаки, стоящей на снежном холме. Этот герб создал эксперт Алан Беддо (англ. Alan Beddoes), он был официально утверждён королевой Елизаветой II в 1956 году.
На гербе шотландского города Линлитгоу изображена чёрная собака, прикованная цепью к дубу. Легенда возникновения герба гласит: однажды чёрная борзая спасла жизнь своему хозяину, приговорённому к голодной смерти на острове в озере Линлитгоу. Каждый день собака вплавь добиралась от города до острова, принося ему пищу. Жителей этого города иногда называют «чёрными собаками».

### В науке
И. П. Павлов проводил на собаках свои фундаментальные исследования физиологии пищеварения, за которые он в 1904 году первым из русских учёных был удостоен Нобелевской премии. Незадолго до и после начала космической эры в СССР простые дворняжки использовались как объекты медико-биологических экспериментов в ракетно-космической отрасли. Из них мировая известность досталась Белке, Стрелке и Лайке, которая погибла. В честь Лайки установлен памятник в Москве, на Петровско-Разумовской аллее.

### Памятники и награды
В благодарность за свою преданность и безупречную службу собаке во многих странах установлены памятники.
В IX веке до н. э., ещё при жизни, псу по кличке Сотер, спасшему город, благодарными жителями был сооружён памятник из мрамора с надписью «Защитнику и спасителю Коринфа».

Памятник Преданности, Тольятти, Россия

В Центральном парке Нью-Йорка установлена бронзовая статуя хаски, вожаку ездовой упряжки (всего 13 собак) по имени Балто. Под управлением норвежца Гуннара Кассена (англ. Gunnar Kaasen), несмотря на труднейшие погодные условия, упряжка доставила вовремя вакцину от дифтерии, грозившей эпидемией городу Ному в Аляске. На памятнике выгравированы слова: «Выносливость, преданность, разум». На основе данной истории создан мультфильм «Балто», исполнительный продюсер проекта — Стивен Спилберг.
В Токио на станции Сибуя установлен памятник Хатико, псу породы акита-ину. После смерти своего хозяина он на протяжении девяти лет приходил на станцию встречать трёхчасовой поезд, на котором хозяин всегда возвращался с работы.
В Санкт-Петербурге, во дворе Института экспериментальной медицины, находится памятник с надписью «Неизвестной собаке от благодарного человечества», который был установлен в 1935 году по инициативе академика И. П. Павлова как дань уважения и невосполнимого долга перед собаками, за их вклад в развитие науки о человеке.
В 2003 году в Тольятти установлен памятник Преданности псу, который 7 лет, до самой смерти, ждал своих погибших хозяев на месте аварии. Подобные же памятники устанавливались в разных странах в разные времена.
В японских городах Вакканае и Сакаи сооружены памятники 15 ездовым собакам, которых не смогли эвакуировать из Антарктики во время проведения Второй антарктической японской экспедиции.
В Воронеже возле Кукольного театра установлен памятник Белому Биму Чёрное ухо, герою книги Гавриила Троепольского.
В Париже, на р. Сене установлен памятник знаменитому сенбернару Барри, спасшему жизни 40 человек в Альпах.
На станции Инская (Россия) установлен первый в Союзе ССР памятник служебной собаке по кличке Антей, которая служила со своим проводником И. Литвиновым в военизированной охране МПС СССР. На пьедестале написано: «Антею — верному другу в борьбе за сохранность социалистической собственности в 1968—1980 годах. С его помощью задержано более 100 преступников и раскрыто 62 преступления». Во время задержаний Антей не раз спасал жизнь своему проводнику. Увековечить память Антея распорядился в апреле 1983 года начальник Западно-Сибирской железной дороги Иван Трубников.
7 сентября 2023 года в посёлке Первомайский Сысольского района Республики Коми был открыт памятник овчарке по кличке Сармат. Пёс служил в зоне российского вторжения на Украину, спасая жизни бойцов. Погиб Сармат в сентябре 2022 года под Изюмом.

### В массовой культуре
В русском фольклоре собака бывает положительным персонажем, нередко спасающим герою жизнь (в ряде сюжетов преданность пса сравнивается с верностью жены, всегда не в пользу последней).[значимость факта?]
Как и во многих культурах, в русских былинах и сказках собака тесно переплетается с образом волка. В сказке «Иван-царевич и Серый волк» при помощи живой и мёртвой воды волк возрождает к жизни Ивана-царевича, которого убили его братья во сне. В былине об Илье Муромце и Добрыне Никитиче говорится, что Илья Муромец встретил Збута Бориса-королевича, когда тот отвязывал от своего стремени гончего-выжлеца со словами: «А теперь мне не до тебе пришло, а и ты бегай, выжлок, по тёмным лесам и корми ты свою буйну голову!»[значимость факта?]

### В литературе
В поэме «Одиссея» Гомера единственный, кто узнаёт Одиссея, вернувшегося после многих лет скитаний домой и которого заколдовала Афина в нищего старца, — его пёс Аргус.[значимость факта?]
Английский поэт лорд Байрон сложил эпитафию для памятника в саду Ньюстедского аббатства. В эпитафии, посвящённой его собаке Ботсвану, воспевается преданность и верность. На основе эпитафии поэт сочинил позже стихотворение («Эпитафия собаке», 1808).
Франц Кафка в сюрреалистической повести «Исследования одной собаки» представляется перед читателем псом, исследующим различные аспекты бытия.[значимость факта?]
Рэй Брэдбери под впечатлением своего пребывания в больнице написал рассказы о золотистом ретривере в католическом госпитале «Собачья служба» (англ. Pater Caninus, 2009) и «Собака в красной повязке» (англ. The Dog in the Red Bandana, 2010), впервые опубликованные в журнале Гильдии сценаристов Америки «Written By».[значимость факта?]
Карел Чапек сочинил «Собачью сказку», в которой читатель узнаёт, как возникли кометы — звёзды с собачьими хвостами и почему собаки роют землю. Его перу принадлежит цикл рассказов «О собачьих обычаях», «Дашенька, или история щенячьей жизни», «Человек и собака».[значимость факта?]
Иржи Марек, автор книги «Собачья звезда Сириус, или Похвальное слово собаке» (1982), задумывая книгу, сознавал, что «жизнь собаки — составная часть истории человечества» и что «нельзя написать историю человека без истории собаки».[значимость факта?]
На основе реальной истории писательница Маршал Саундерс написала повесть «Красавец Джой». Это история, рассказанная собакой, у которой был трудный щенячий возраст и жестокий владелец. В 1902 году издано продолжение повести «Рай Красавца Джоя». В 1934 году Саундерс стала кавалером Ордена Британской империи за вклад в дело защиты животных.[значимость факта?]
В книге «Пёс по кличке Лэд», ставшей бестселлером, Альберт Пэйсон Терьюн собрал рассказы-воспоминания о своём псе. Терьюн писал, что его друг 

«Не знал смысла слов „страх“, „предательство“ и „подлость“. Но образцовая честность и отвага — далеко не все его достоинства. У него была такая чудесная страсть к веселью и человеческая способность к рассуждению, каких я не встречал у других собак».
Джона Стейнбека вдохновило странствие со своей собакой, вернувшись домой в Нью-Йорк в 1961 году он написал отчёт «Путешествие с Чарли в поисках Америки».

«Чарли — добрый друг и отличный дорожный товарищ, путешествия для него самое разлюбезное дело, лучше которого ничего и не придумаешь. Упоминания о Чарли будут часто попадаться на этих страницах, потому что он способствовал успеху моей поездки».
Роман «Нелло и Патраш» Марии Луизы де ла Рамт, писавшей под псевдонимом Уи́да, — трагическая история осиротевшего мальчика Нелли и его собаки, фландрского бувье Патраше.[значимость факта?]
В «Клятве Люка Болдуина» Морли Каллагена мальчик после потери отца находит утешение в престарелом псе Дэне, спасая его от расчётливого дядюшки.[значимость факта?]
Борис Рябинин часть своего творчества посвятил верным друзьям человека: «Мои друзья», «Рассказы о потерянном друге. Быль о верности», «Нигер. История жизни одной собаки», «Яранг — золотой зуб», «Друг, воспитанный тобой», «По следу».[значимость факта?]
В 1991 году вышла в свет «автобиография» спрингер-спаниеля Милдред Керр, принадлежавшей президенту США Джорджу Бушу-старшему, под названием «Книга Милли», которую ещё называют «взглядом из-под стола на жизнь в семье Бушей».
Образ собаки используется также и как аллегория разных человеческих недостатков. Например, выражение «собака на сене» — намёк на человека, который сам чем-то не пользуется и не даёт другим. Выражение «собака лает, а караван идёт» — намёк на бестолковую разговорчивость. Образ «злобных псов» часто использовался карикатуристами для изображения политических деятелей, «идущих на поводу» у своих покровителей.
- Конрад Лоренц, «Человек находит друга»
- Жюль Верн, «Пятнадцатилетний капитан»
- А. П. Чехов, «Каштанка»
- Александр Куприн, «Белый пудель»
- Артур Конан Дойль «Собака Баскервилей»
- Георгий Владимов, «Верный Руслан. История караульной собаки»
- Гавриил Троепольский, «Белый Бим Чёрное Ухо»
- Булгаков, Михаил Афанасьевич, «Собачье сердце»
- Толстой, Алексей Николаевич, «Золотой ключик, или Приключения Буратино»
- Эрнест Хемингуэй, «Нужна собака-поводырь»
- Джек Лондон, «Джерри-островитянин», «Майкл, брат Джерри»
- Хэрриот, Джеймс, «Истории о собаках»
- К. Г. Паустовский, «Дружище Тобик» (о собаке А. С. Грина)

### В искусстве

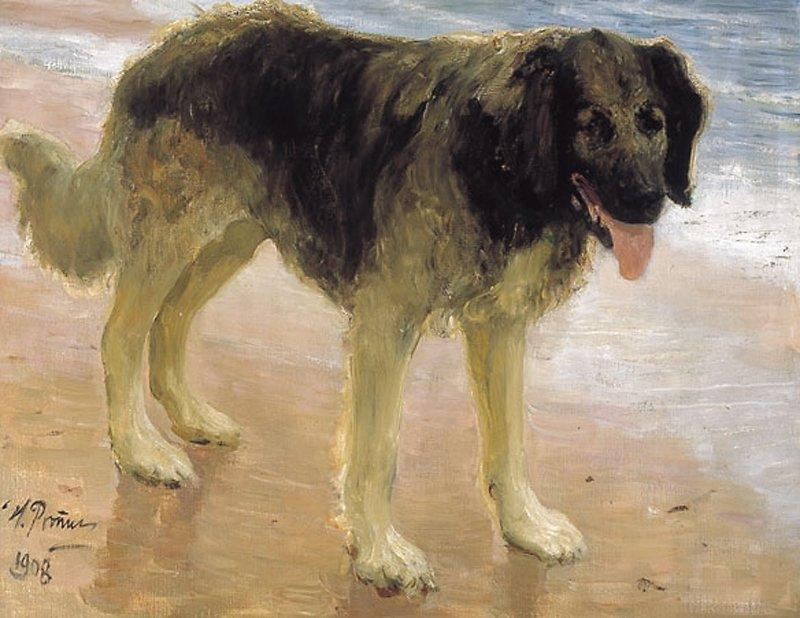
И. Е. Репин, «Лучший друг человека» (1908), частная коллекция

Сопровождая человека на протяжении многих тысячелетий, собака стала и художественным объектом.
Многие великие мастера изображали собаку в своих творениях, такие как Леонардо да Винчи, Антонио Моро, Ян ван Эйк, Альбрехт Дюрер, импрессионист Пьер Огюст Ренуар, Пабло Пикассо, Жоан Миро, Альберто Джакометти.
До изобретения фотографии очень часто знатные люди на портретах изображались вместе с их собаками. На картине знаменитого русского художника А. П. Брюллова изображена русская княгиня Н. С. Голицына с брабантским булленбейсером.
В Государственном русском музее хранится известный портрет Ф. И. Шаляпина работы Б. М. Кустодиева (1922), на котором певец изображён с белым французским бульдогом.[значимость факта?]

### В киноиндустрии
Собаки часто снимаются в кино, телесериалах, реалити-шоу.
Первой в мире собакой-кинозвездой стал колли Блэр, получивший сценический псевдоним Ровер. Ровер снялся в 1905 году в 7-минутном фильме режиссёра Сесиля Хепуэрта «Спасённые Ровером», который имел огромный успех: фильм пришлось несколько раз переснимать из-за износа плёнки.
В 2007 году в Лондоне открыта Аллея Славы собачьих звёзд кинематографа (учредители проекта — британский клуб собаководства и телевизионный канал Sky Movies). Представитель кеннел-клуба Каролина Киско на открытии 5 ноября аллеи возле знаменитого приюта для собак (англ. Battersea Dogs' Home) сказала: 

Собаки играют очень важную роль в нашей жизни благодаря дружбе и безоговорочной любви, которые они нам дарят.

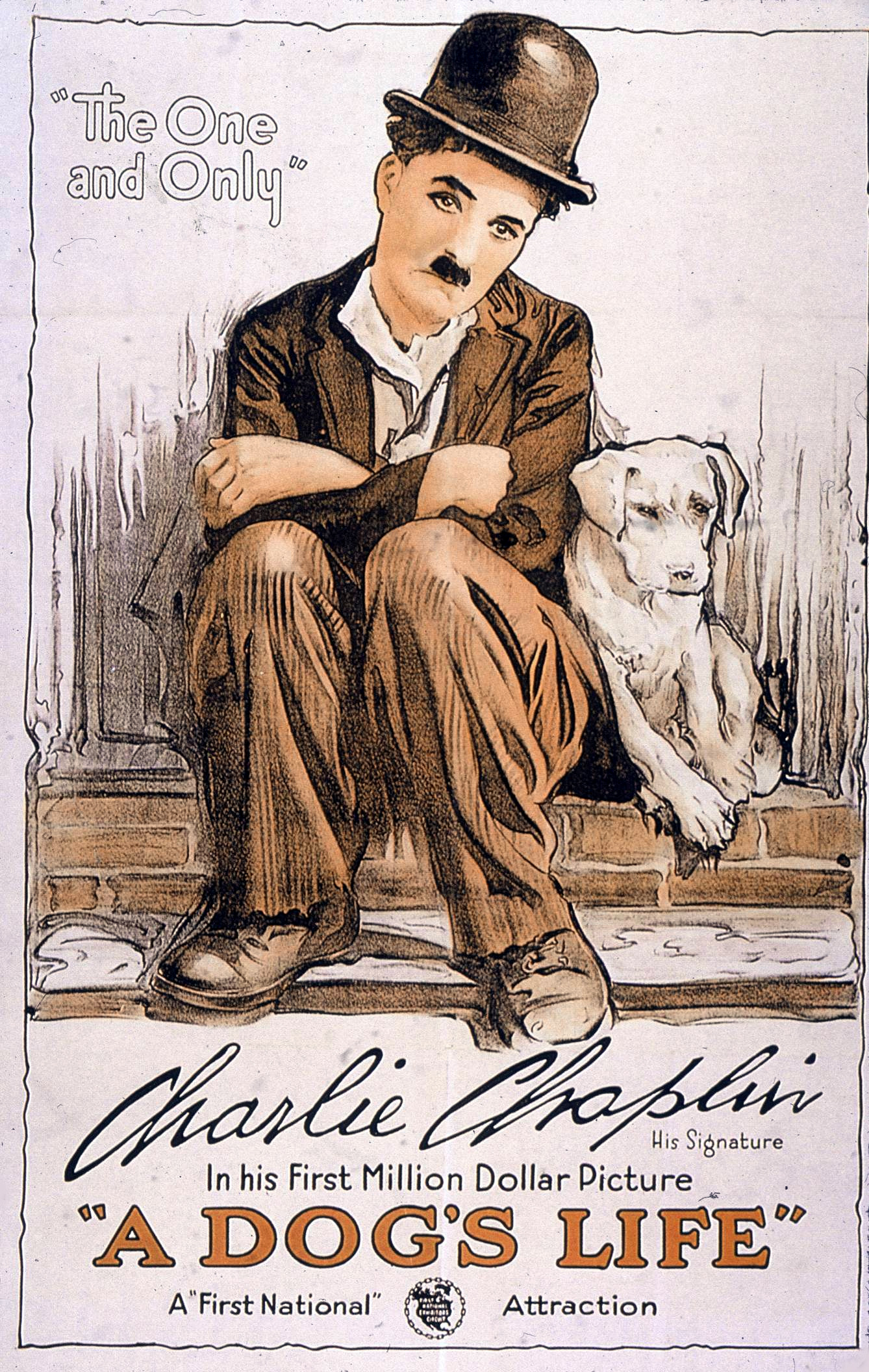
Плакат первого фильма Чарли Чаплина «Собачья жизнь», 1918 год, История о бродяге и дворняжке, которым, несмотря ни на что, удаётся выбраться из помоек.

Первые памятные звёзды установлены в честь телесериала «Лесси», анимационного пса Громита из фильмов «Уоллес и Громит» Ника Парка, Тото из «Волшебника страны Оз» режиссёра Виктора Флеминга, детской драмы «Бобби из Грейфрайарс: подлинная история одной собаки» (англ. Greyfriars Bobby: The True Story Of A Dog), а также американский бульдог Ченс и золотистого ретривера Шэдоу из фильма «Дорога домой», мастино неаполетано Клык из фильмов о Гарри Поттере.
С 2001 года на Каннском кинофестивале вручается специальная Золотая пальмовая ветвь за мастерство четвероногих актёров. В 2010 году пёс Босс из фильма «Неотразимая Тамара» был удостоен каннской награды.
В Голливуде 13 февраля 2012 года впервые прошла церемония вручения кинопремии для четвероногих актёров «Золотой ошейник» (англ. Golden Collar Award). Учредителем премии является интернет-издание Dog News Daily, посвящённое новостям из жизни собак.[значимость факта?]
Награда за «Лучшую роль четырёхлапого персонажа в кинофильме» присуждена терьеру по кличке Угги, который снялся в кинокомедии «Артист» Мишеля Хазанавичуса.[значимость факта?]
Помимо Угги награды получили также французский бульдог Бригитта (за роль собаки Стеллы в сериале «Американская семейка», Джигги из реалити-шоу «Настоящие хозяйки из Беверли-Хиллз», пёс Коко «Красная собака» и другие.[значимость факта?]
Среди претендентов были также терьер по кличке Космо (Артур в фильме «Начинающие»), грейхаунд Денвер (Скелетор в трагикомедии «Жизнь прекрасна»), карликовый шпиц Хаммер (Дольче в фильме «Бедная богатая девочка»), доберман Максимилиан (Блэки из фильма «Хранитель времени»).
Английский бульдог тигрового окраса голливудского актёра Адама Сэндлера по кличке Митбол снялся в фильме «Никки, дьявол младший», где был собакой главного героя Никки, которого сыграл Сэндлер. Во время съёмок фильма «Царство небесное» в Марокко Орландо Блум подобрал истощённого, больного щенка, выходил и теперь не расстаётся с ним.[значимость факта?]
Жан-Поль Бельмондо в киноленте «Человек и его собака» играет пожилого Шарля, оказавшегося на улице; пёс Клап разделяет участь хозяина, спасает ему жизнь.[значимость факта?]
В кинематографе очень часто собаки — главные герои, существует огромное количество фильмов о собаках. В некоторых фильмах собаки, несмотря на второстепенность, играют одну из ключевых ролей в них (например, Валет в «Белых росах» или Цезарь в «Участке»). С развитием новых технологий они часто становятся и персонажами компьютерной анимации.[значимость факта?]
В случае, когда требуется озвучить лай, вой или рычание собаки (в частности, в мультфильмах), в основном применяются звуки реальных собак, однако были и случаи, когда для этого приглашался профессиональный актёр-звукоимитатор. Ярким примером такого звукоподражания является советский актёр Юрий Хржановский — его голосом лаяли и скулили персонажи-собаки таких мультфильмов, как «Каштанка», «Кто сказал мяу?» (Щенок), «Снеговик-почтовик» (Дружок), «Стрела улетает в сказку» (Бобик), «Чиполлино» (пёс Пылесосик) и др.[значимость факта?]